# David Copperfield
Vous lisez un « article de qualité » labellisé en 2012.  Il fait partie d'un « thème de qualité ».
Pour les articles homonymes, voir David Copperfield (homonymie) et Copperfield.
David Copperfield ou L'Histoire, les aventures et l'expérience personnelles de David Copperfield le jeune (en anglais : The Personal History, Adventures, Experience and Observation of David Copperfield the Younger), abrégé en David Copperfield (API : [ˈdeɪ.vɪd ˈkɒ.pə.ˈfiːld]) est le huitième roman de Charles Dickens et le premier de cet auteur à présenter un narrateur à la première personne. Il a été publié en vingt numéros et dix-neuf parutions, par Bradbury and Evans, entre 1849 et 1850, avec des illustrations de Hablot Knight Browne, dit Phiz.
Beaucoup considèrent ce roman comme le chef-d'œuvre de Dickens, à commencer par son ami et premier biographe John Forster qui écrit : « La réputation de Dickens ne fut jamais aussi haute que lors de la publication de Copperfield » (« Dickens never stood so high in reputation as at the completion of Copperfield »),, et l'auteur lui-même y voit « son enfant préféré » (« favourite child »),. Il est vrai, précise-t-il, que « sous la fiction se cache quelque chose de la vie de l'auteur » (« underneath the fiction lay something of the author's life »), c'est-à-dire une expérience d'écriture de soi. Il n'est donc pas étonnant qu'à ce titre, le livre soit souvent rangé dans la catégorie des œuvres autobiographiques. D'un strict point de vue littéraire, cependant, il dépasse ce cadre par la richesse de ses thèmes et l'originalité de son écriture, ce qui en fait un véritable roman autobiographique.
Situé au milieu de la carrière de Dickens, il représente, selon Paul Davis, un tournant dans son œuvre, le point de séparation entre les romans de la jeunesse et ceux de la maturité. En 1850, Dickens a 38 ans et il lui en reste vingt à vivre qu'il remplira d'autres chefs-d'œuvre, souvent plus denses, parfois plus sombres et abordant la plupart des questions politiques, sociales ou personnelles qu'il se pose.
À première vue, l'œuvre est modelée à la manière lâche et quelque peu décousue des « histoires personnelles » (personal histories) très en vogue dans la Grande-Bretagne du XVIIIe siècle ; mais en réalité, David Copperfield est un roman soigneusement structuré et unifié. Il commence, comme d'autres romans de l'écrivain, par une peinture assez noire de la condition enfantine dans l'Angleterre victorienne, notoirement lorsque les enfants gênants sont parqués dans d'infâmes pensionnats, puis s'attache à retracer la lente ascension sociale et surtout intime d'un jeune homme qui, subvenant péniblement aux besoins de sa bonne tante tout en continuant ses études, finit par devenir écrivain : histoire, écrit Paul Davis, d'un « Monsieur Tout le Monde victorien en quête de compréhension de soi » (« a Victorian everyman seeking self-understanding »).
L'une des caractéristiques du récit, qu'a relevée Edgar Johnson, est que Dickens, dans la première partie, « fait voir au lecteur avec des yeux d'enfant » (« makes the reader see with the eyes of a child »), technique novatrice pour l'époque, déjà expérimentée dans Dombey and Son avec un narrateur omniscient, et portée ici à sa perfection grâce à l'usage du « je ».
David Copperfield a été souvent adapté en versions pour la jeunesse, en anglais comme dans d'autres langues, et a donné lieu à de nombreuses productions pour la scène, le music-hall, le cinéma ou la télévision. Il a aussi inspiré des auteurs de dessins animés et de bandes dessinées. Avec Oliver Twist, c'est sans doute le roman de Dickens le plus universellement connu.

## Genèse du roman

### Prémices et rédaction

#### Des fragments d'autobiographie

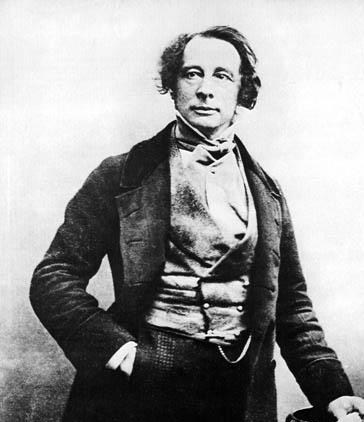
Charles Dickens en 1850.

Entre 1845 et 1848, Dickens rédige des fragments d'autobiographie dont il montre des extraits à son épouse ainsi qu'à John Forster. Lorsqu'il en arrive à la période de sa rencontre avec Maria Beadnell (devenue Mrs Winter), son premier amour, il arrête parce que, lui écrit-il après l'avoir malencontreusement revue en 1855 (voir Catherine Dickens et Ellen Ternan), « J'ai perdu courage et ai tout brûlé » (« I lost courage and burnt the rest »). Paul Schlicke précise qu'en réalité les pages ne sont pas toutes passées par les flammes et que, alors que commence la rédaction de David Copperfield, certaines ont été exhumées. Preuve en est donnée dans le onzième chapitre du roman : « Je commence à vivre de mes propres moyens et n'aime pas ça » (« I begin Life on my own Account and don't like it »), juillet 1849, où se retrouve quasi verbatim le récit de son expérience à la manufacture de cirage Warren (Warren Blacking Factory), avec pour unique changement, « Mr Micawber » au lieu de « mon père » (my Father). D'autre part, John Forster publie des extraits, substantiels eux aussi, relatifs à cette période dans sa biographie, y compris un paragraphe consacré à Wellington House Academy (le collège Wellington House), deuxième étape de l'enfance relatée dans le roman.
Ainsi, Dickens revient sur son passé douloureux, déjà évoqué une première fois par le martyre du Petit Paul dans son roman précédent, Dombey and Son, raconté par un narrateur omniscient mais du point de vue de l'enfant. Pour accentuer l'impression d'authenticité des expériences vécues par le héros, Forster, dont l'intimité avec l'auteur va grandissant, évoque l'idée, « pour changer » (« by way of change »), d'un roman à la première personne, ce que l'intéressé « prend en compte avec beaucoup de gravité » (« which he took very gravely »).

#### Une idée qui fait son chemin

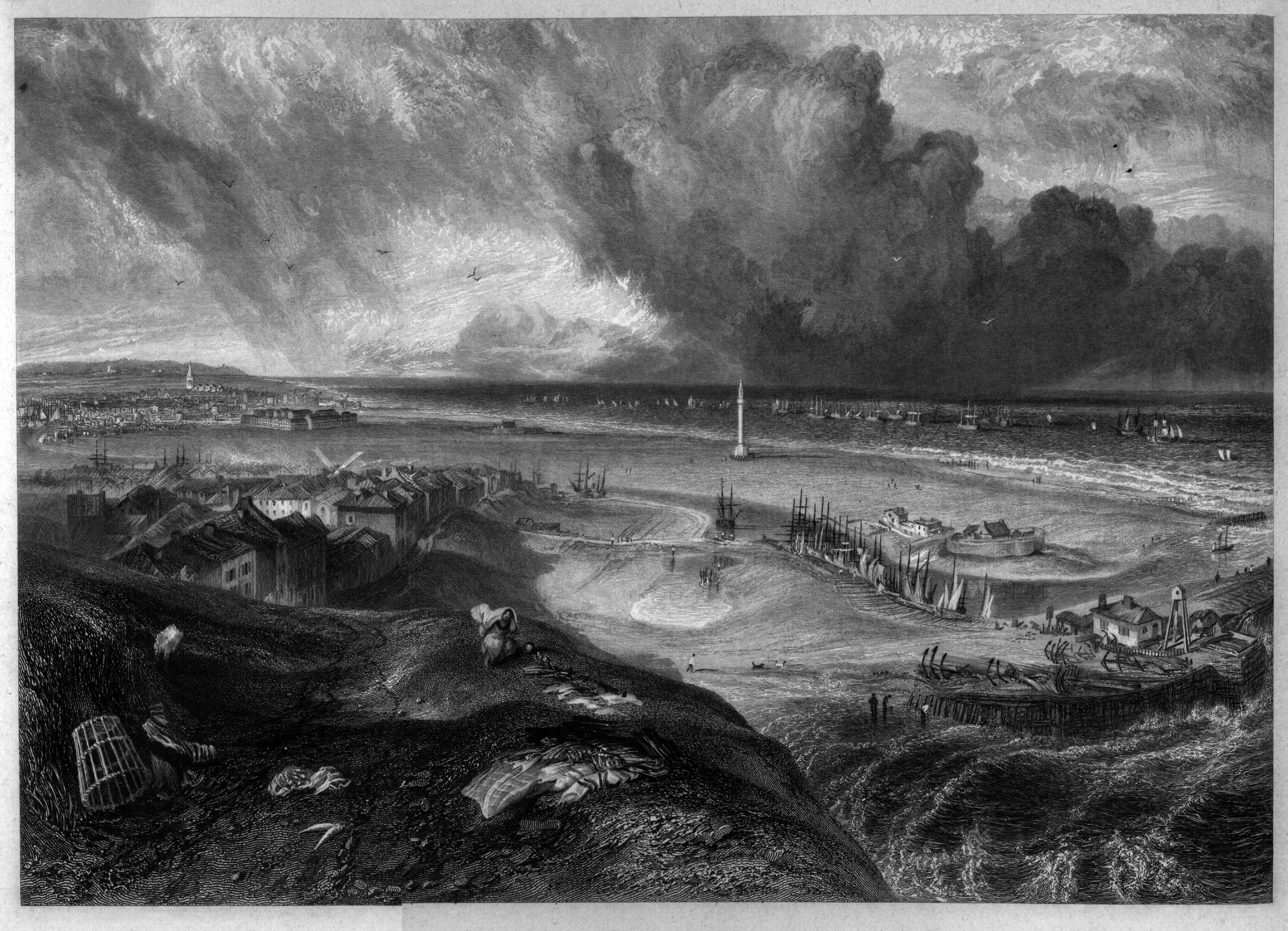
Yarmouth en 1838, par William Miller d'après Turner.

Le 7 janvier 1849, Dickens se rend dans le Norfolk à Norwich et Yarmouth, en compagnie de deux amis proches, John Leech (1817-1864) et Mark Lemon (1809-1870), le premier, illustrateur du magazine satirique Punch et du Chant de Noël de Dickens (1843), l'autre, fondateur et rédacteur en chef du même Punch, et bientôt collaborateur de Dickens à Household Words, puis coauteur avec lui en 1853 de la farce Mr Nightingale's Diary. Les deux villes, surtout la seconde, deviendront importantes dans le roman, et Dickens fait savoir à Forster que Yarmouth lui a semblé « des plus étranges » (« the strangest place in the world ») et qu'il va « sans aucun doute essayer d'en faire quelque chose » (« certainly try my hand at it »). Au cours d'une promenade dans les environs de Yarmouth, Dickens remarque un écriteau indiquant la petite localité voisine de Blunderston, qui deviendra dans son roman le village de « Blunderstone » où David naît et passe sa petite enfance.
Une semaine après son arrivée à Yarmouth naît son sixième fils qu'il prénomme « Henry Fielding », en l'honneur de son maître préféré auquel il se réfère toujours quand il porte une œuvre en gestation, « sorte d'hommage, commente Forster, au roman qu'il se prépare à écrire » (« as a kind of homage to the novel he was about to write »).
Comme toujours chez Dickens lorsqu'un projet d'écriture fait son chemin, il est agité, mélancolique, « même plus que lors des affres de l'enfantement de ses autres romans » (« even deeper than the customary birthpangs of other novels ») ; comme toujours aussi, il hésite sur le titre, dont ses notes de travail contiennent dix-sept variantes, « Charles Copperfield » inclus. Après plusieurs tentatives, il s'arrête sur « The Copperfield Survey of the World as it Rolled » (« Vue du monde tel qu'il tournait par Copperfield »), un titre qu'il conserve jusqu'au 19 avril. Lorsque Forster lui fait remarquer que son héros, désormais appelé David, porte ses propres initiales inversées, il se montre fort intrigué et déclare qu'il s'agit là d'une manifestation de son destin. Cependant, il n'est pas encore sûr de sa plume : « Bien que je sache ce que je veux faire, je me traîne comme une diligence » (« Though I know what I want to do, I am lumbering like a stage wagon »), confie-t-il à Forster.

#### L'absence de plan général, mais un roman inspiré

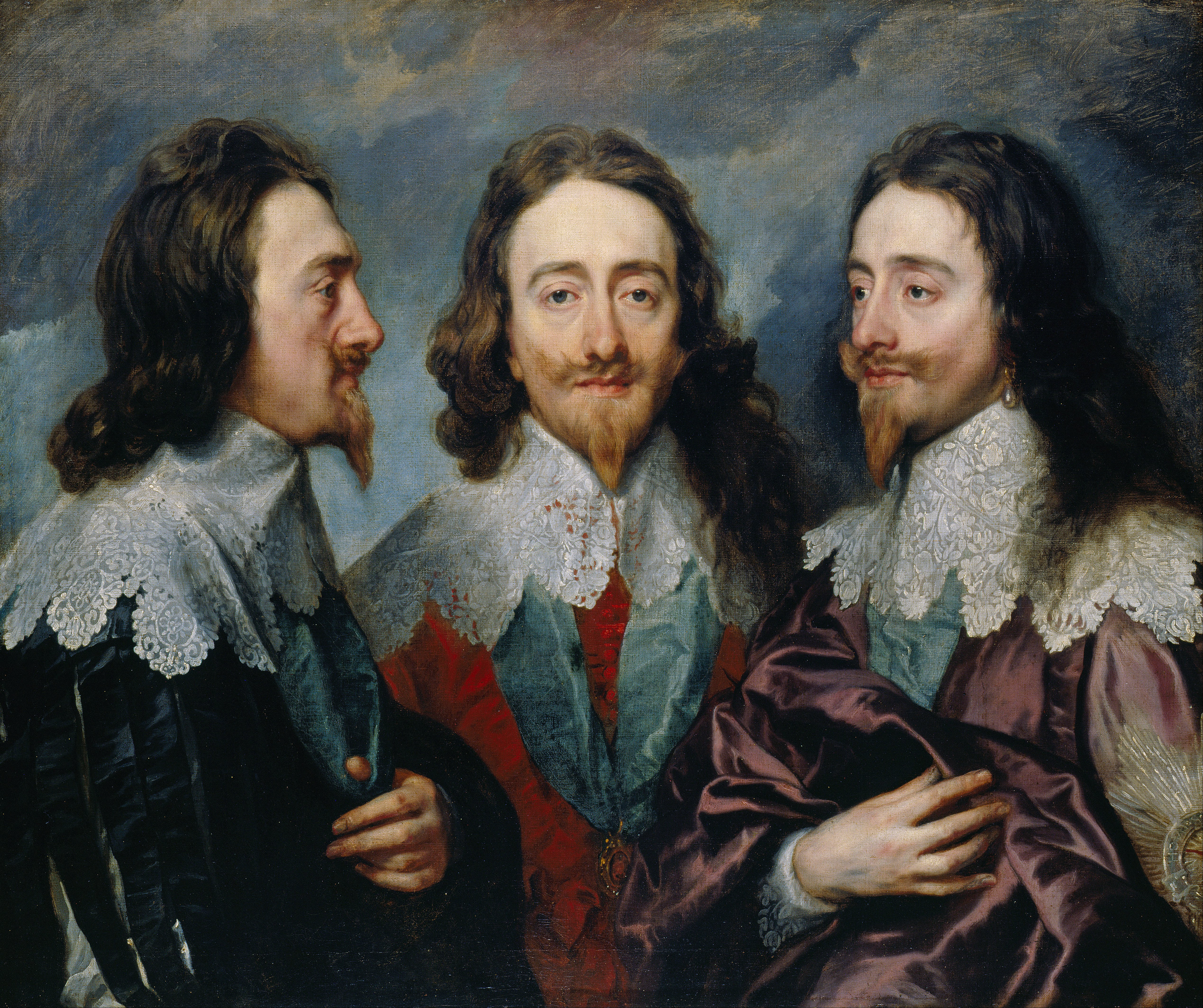
Charles Ier, dont la décapitation en 1649 est l'obsession de Mr Dick. Triple portrait de 1635-36, par A. Van Dyck (1599-1641). Royal Collection.

Contrairement à la méthode précédemment employée pour Dombey et Fils, Dickens n'élabore pas de plan d'ensemble et rédige souvent le résumé d'un chapitre après l'avoir terminé. Quatre noms de personnages sont trouvés au dernier moment : Traddles, Barkis, Creakle et Steerforth ; la profession de David reste incertaine jusqu'au huitième numéro, et Paul Schlicke fait remarquer que l'avenir de Dora n'est toujours pas arrêté au 17 mai 1850. D'autres grands axes, en revanche, sont d'emblée fixés, tels la réunion de David avec sa tante Betsey, la chute d'Emily ou le rôle d'Agnes, l'« authentique » (real) héroïne de l'histoire.
Une fois lancé, Dickens devient « tout à fait confiant » (« quite confident »). Le plus difficile est d'insérer « ce qu'[il] connaît si bien » (« what I know so well »), l'épisode vécu de la manufacture Warren ; une fois les fils noués, cependant, la vérité mêlée à la fiction, il exulte et se congratule dans une lettre à Forster. Désormais, écrit ce dernier, l'histoire « l'entraîne irrésistiblement » (« bore him irresistibly along »). Jamais, semble-t-il, n'est-il en proie à des pannes d'inspiration tant est « ardente sa communion avec ces enfants de son imagination dont les souffrances et les chagrins n'étaient que trop réels pour lui » (« ardent sympathy with the creatures of the fancy which always made real to him their sufferings or sorrows »).
Des modifications de détail interviennent lors de la composition : le 22 août 1849, alors qu'il séjourne sur l'île de Wight pour des vacances en famille, il change, sur le conseil de Forster, le thème de l'obsession de Mr Dick, un personnage secondaire du roman. Ce thème était initialement « un éléphant dans un magasin de porcelaine » (a bull in a china shop) et devient « la tête du roi Charles » (King Charles's head), en clin d'œil au bicentenaire de l'exécution de Charles Ier,.

#### Derniers incidents de parcours
Bien que plongé dans l'écriture de son roman, Dickens se met en tête de créer une nouvelle revue, Household Words, dont le premier numéro paraît le 31 mars 1850. Cette tâche redoutable ne semble pourtant pas ralentir la rédaction de David Copperfield : « actif comme une abeille » (« busy as a bee »), écrit-il joyeusement à l'acteur Macready.
Mais un sérieux incident survient au mois de décembre : Mrs Jane Seymour Hill, chiropracteur de Mrs Dickens, le menace de poursuites, car elle s'est reconnue dans le portrait de Miss Mowcher ; Dickens s'en sort non sans mal, modifiant peu à peu la psychologie du personnage en la rendant moins caricaturale et, à la toute fin du roman, en faisant une amie du protagoniste alors qu'au départ elle sert plutôt des desseins contraires ; c'est là, écrit Harry Stone, « le seul écart significatif par rapport aux intentions originelles » (« the only major departure from his original plans »).
Le 16 août 1850, naît sa troisième fille Dora (Annie), nom qu'il donne aussi à la première femme de son héros. Coïncidence ou secrète attention ? Le bébé meurt neuf mois plus tard, et Dora Copperfield reste à jamais une femme-enfant (voir Personnages principaux).
Dickens appose le point final à son manuscrit le 21 octobre 1850 et se sent à la fois déchiré et heureux comme chaque fois qu'il termine un roman : « Oh, mon cher Forster, écrit-il à son ami, si je vous disais la moitié de ce que Copperfield m'inspire ce soir, qu'étrangement je vous paraîtrais, oui, même à vous, complètement chamboulé ! J'ai l'impression que la moitié de mon être s'en est allé au Royaume des ombres » (« Oh, my dear Forster, if I were to say half of what Copperfield makes me feel to-night, how strangely, even to you, I should be turned inside out! I seem to be sending some part of myself into the Shadowy World »),.

### Contrat, texte et parution

#### Conditions juridiques
Comme Dombey and Son, David Copperfield n'a pas fait l'objet de contrat particulier, l'accord du 1er juin 1844, selon lequel la maison Bradbury and Evans reçoit un quart des recettes sur ce qu'écrit Dickens pendant huit ans, étant toujours valide. Cela n'empêche pas le romancier de critiquer son éditeur, à l'égard duquel il multiplie les exigences, comme celle de préparer un numéro incomplet, juste pour « voir ce que cela donne » (« to see exactly where I am ») et pour que son illustrateur, Phiz, ait « quelque chose sur quoi travailler » (« some material to work on »).

#### Texte présenté mensuellement
The Personal History, Adventures, Experience, and Observation of David Copperfield the Younger, of Blunderstone Rookery (Which He Never Meant to be Published on Any Account (« L'histoire personnelle, les aventures, les expériences et les observations de David Copperfield le Jeune, de Blunderstone Rookery (Qu'il n'a au grand jamais eu l'intention de publier) ») paraît donc du 1er mai 1849 au 1er novembre 1850, chaque numéro comptant 32 pages et deux illustrations, avec une couverture au titre simplifié en The Personal History of David Copperfield ; l'ouvrage est dédié aux honorables Mr et Mrs Richard Watson, de Rockingham, Northamptonshire, amis aristocrates rencontrés lors d'un voyage en Suisse cinq ans plus tôt. Une brève préface est rédigée en 1850, reprenant les impressions de l'auteur, déjà confiées à Forster, après qu'il a terminé son manuscrit, avec la promesse qu'une nouvelle œuvre suivra. Ce texte a également servi pour l'édition de 1859, dite « bon marché » (Cheap Edition). L'ultime version de 1867 en reprend la teneur avec l'ajout que David Copperfield est l'œuvre préférée de l'auteur.
Trois volumes sont publiés par Tauchnitz en 1849-1850, et, outre-Atlantique, John Wiley et G. P. Putnam font paraître une édition mensuelle, puis une version en deux volumes. Du vivant de Dickens, de nombreuses autres parutions ont vu le jour. D'après Paul Schlicke, l'édition la plus fiable est celle de Clarendon Press de 1981 avec une introduction et des notes de Nina Burgis ; elle a servi de référence pour les éditions postérieures, entre autres celles de Collins, Penguin Books et Wordsworth Classics.

#### Calendrier des parutions
| Numéro | Date           | Chapitres |
| ------ | -------------- | --------- |
| I      | mai 1849       | (1-3)     |
| II     | juin 1849      | (4-6)     |
| III    | juillet 1849   | (7-9)     |
| IV     | août 1849      | (10-12)   |
| V      | septembre 1849 | (13-15)   |
| VI     | octobre 1849   | (16-18)   |
| VII    | novembre 1849  | (19-21)   |
| VIII   | décembre 1849  | (22-24)   |
| IX     | janvier 1850   | (25-27)   |
| X      | février 1850   | (28-31)   |
| XI     | mars 1850      | (32-34)   |
| XII    | avril 1850     | (35-37)   |
| XIII   | mai 1850       | (38-40)   |
| XIV    | juin 1850      | (41-43)   |
| XV     | juillet 1850   | (44-46)   |
| XVI    | août 1850      | (47-50)   |
| XVII   | septembre 1850 | (51-53)   |
| XVIII  | octobre 1850   | (54-57)   |
| XIX-XX | novembre 1850  | (58-64)   |

## Illustrations
Comme c'est l'usage pour une publication périodique en feuilleton destinée à un large public, David Copperfield, tout comme les précédents romans de Dickens, est dès l'origine une « histoire en images » dont les nombreuses gravures font l'objet d'un soin particulier.

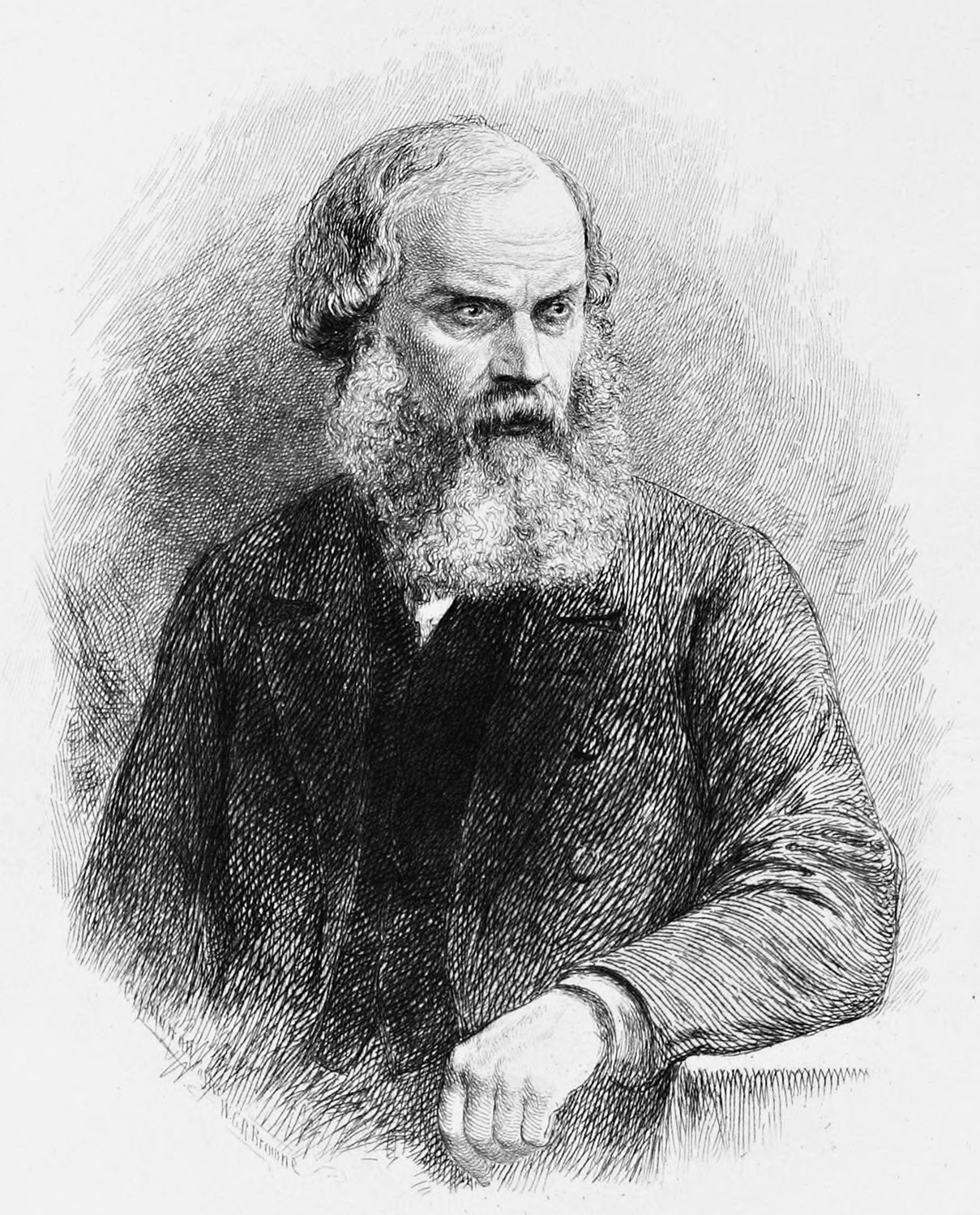
Hablot Knight Browne, dit Phiz.
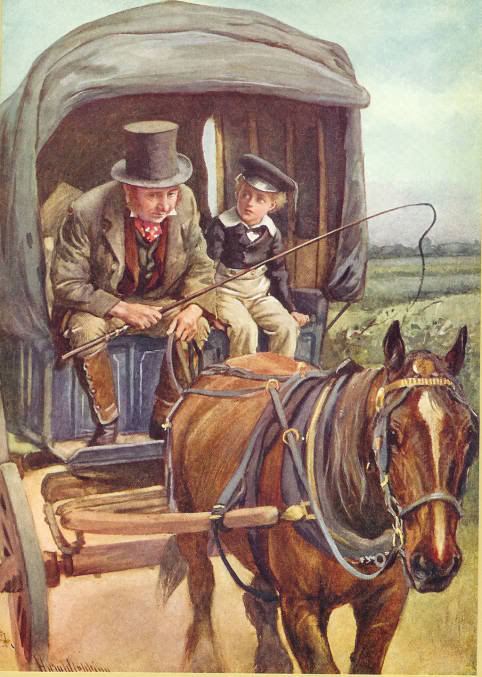
Barkis conduit David à Yarmouth (Harold Copping).
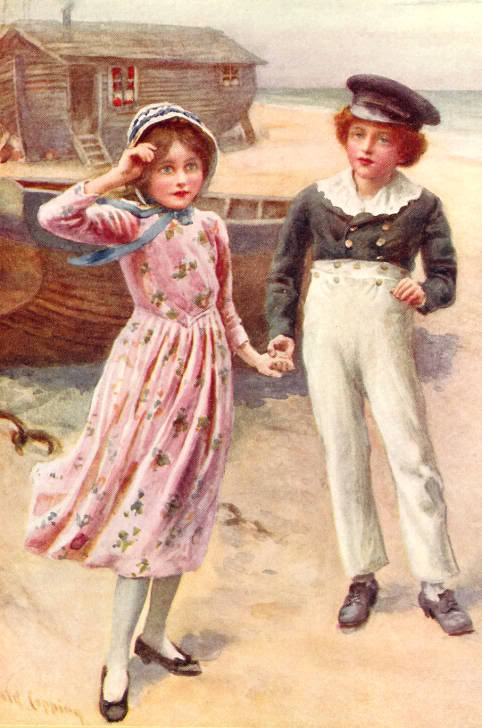
David et Emily sur la plage (Harold Copping).
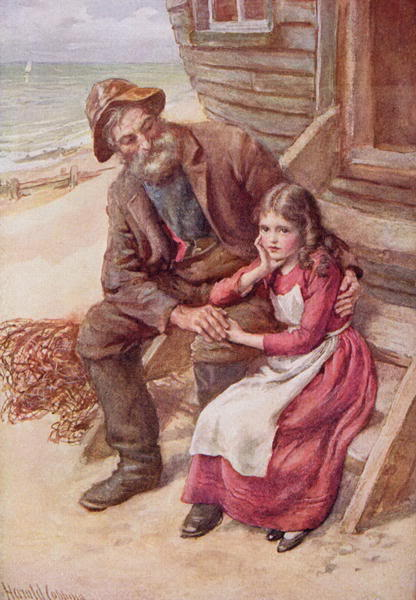
Dan' Peggotty et sa nièce (Harold Copping).
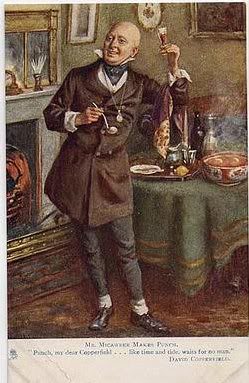
Mr Micawber (Harold Copping).

### Hablot Knight Browne (Phiz)
Phiz est l'auteur des illustrations originales : deux par numéro, la vignette de couverture (wrapper) pour laquelle il grave la silhouette d'un bébé contemplant un globe terrestre, allusion sans doute au titre original, un frontispice et la page de titre,,.
Il arrive que certaines de ses illustrations présentent des détails qui ne figurent pas dans le texte, mais éclairent un personnage ou une situation, « contribuant à une part […] de ce qu’est le roman » (« forming part […] of what the novel is »). Dickens accepte et encourage même ces indications supplémentaires, parfois subtiles, qui, commentant l'événement, en disent plus que le narrateur. Ce dernier entend rester en retrait, tout comme l'auteur qui, ainsi, se cache derrière l'illustrateur (cf. ci-dessous).
Dickens se montre particulièrement scrupuleux vis-à-vis des illustrations ; il en scrute les moindres détails et demande parfois des modifications, par exemple de remplacer pour un épisode bien particulier le manteau que porte David par une petite veste (little jacket). Il semble que l'illustration de la rencontre entre David et Tante Betsey ait été particulièrement délicate, et Phiz doit s'y reprendre à plusieurs fois, le choix ultime ayant été celui de Dickens. Ce dernier, une fois obtenu le résultat désiré, ne cache pas sa satisfaction : les illustrations sont « grandioses » (capital), écrit-il à Phiz, et tout particulièrement celle qui dépeint Mr Micawber au chapitre 16, « caractéristique en diable » (« uncommonly characteristic »).

### Autres illustrateurs
David Copperfield a été illustré ultérieurement par de nombreux artistes, parmi lesquels :
- Kyd (Joseph Clayton Clarke) (1856-1937) ;
- Harold Copping (1863-1932) ;
- Berthold Mahn (1881-1975) ;
- Frank Reynolds (1876-1953) ;
- Jessica Willcox Smith (1863-1935) qui a illustré nombre d'éditions abrégées pour enfants.

Certaines de ces œuvres sont de véritables tableaux plus que des illustrations,,.

## Accueil

### «L'enfant privilégié» de Dickens
Dickens a accueilli la parution de son œuvre avec une intense émotion, qu'il éprouvera ensuite à son propos jusqu'à la fin de sa vie. Ainsi, alors qu'il traverse une période de difficultés et de frustrations personnelles dans les années 1850, il revient à David Copperfield comme à une personne chérie qui lui ressemble : « Pourquoi, écrit-il à Forster, comme pour le pauvre David, suis-je sans répit, quand mon moral est en baisse, écrasé par le sentiment d'être passé à côté du bonheur, d'avoir manqué ma vie, de n'avoir ni véritable ami ou compagnon ? » (« Why is it, as with poor David, a sense comes always crashing on me now, when I fall into low spirits, as of one happiness I have missed in life, and one friend and companion I have never made? »),. Au départ de Great Expectations, lui aussi écrit à la première personne, il relit le roman et confie son trouble : « pour être certain de ne pas céder à des redites […] ce qui m'a ému à un point que vous ne sauriez imaginer » (« was affected by it to a degree you would hardly believe »). La critique, elle, n'a pas toujours été aussi complaisante, quoique, les années aidant, elle porte désormais le roman au pinacle.

### Un livre d'abord boudé puis adulé
Le critique français Fabrice Bensimon prétend que David Copperfield semble intéresser principalement le milieu de la petite bourgeoisie, affirmation peu en accord avec l'adulation que porte le peuple à son auteur. Vrai ou faux, en tous les cas, les premiers numéros, de I à V, atteignent les 25 000 exemplaires en deux ans, ventes modestes en comparaison des 32 000 de Dombey and Son et des 35 000 de Bleak House. Dickens est néanmoins heureux : « Un concert d'acclamations accompagne notre David » (« Everyone is cheering David on »), écrit-il à Mrs Watson, et, selon Forster, sa réputation est au sommet.
Si les premières critiques sont mitigées, les grands contemporains de Dickens affichent leur approbation : Thackeray trouve le roman « frais et simple à souhait » (« charmingly fresh and simple ») ; Ruskin, dans son Modern Painters (« Les peintres modernes ») est d'avis que la scène de la tempête y surpasse les évocations marines de Turner ; plus sobrement, Matthew Arnold le déclare « plein de mérite » (« rich in merits ») ; et, dans son livre autobiographique A small Boy and Others (« Un petit garçon et d'autres »), Henry James évoque le souvenir d'« un trésor couvé dans la chambre poussiéreuse de la jeunesse » (« a treasure so hoarded in the dusty chamber of youth »).

### David Copperfieldau pinacle

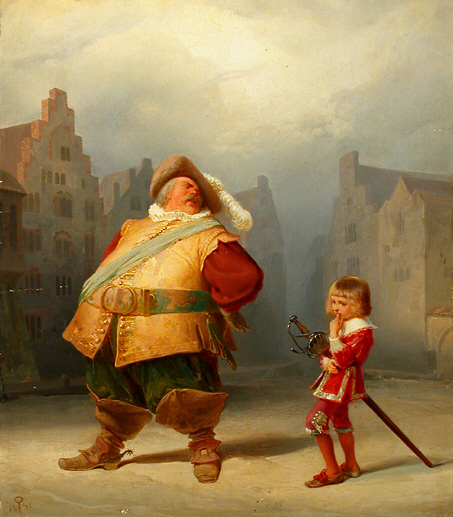
Falstaff (Adolf Schrödter, 1867), à qui J. B. Priestley compare Mr Micawber.

Bientôt, cependant, surtout après la mort de Dickens, David Copperfield se hisse au premier rang des œuvres de l'écrivain, à la fois par les ventes, triomphales, par exemple, dans Household Words en 1872 où elles atteignent 83 000, et par l'éloge de la critique : ainsi, la romancière et poétesse écossaise Margaret Oliphant le décrit dès 1871 comme « le point culminant du génie comique du Dickens de la première période » (« the culmination of Dickens's early comic fiction »), et, presque un siècle plus tard, Sylvère Monod, après avoir finement analysé la structure du roman et son style, chapitres dont la qualité est soulignée par Paul Davis, le célèbre comme « le triomphe de l'art de Dickens ».
Entre-temps, K. J. Fielding (1965) et Geoffrey Thurley (1976) relèvent ce qu'ils appellent sa « centralité » (centrality), et Q. D. Leavis, elle, se penche sur les images qu'il renvoie du mariage, des femmes, de la simplicité morale. Les thèmes centraux sont explorés par Richard Dunne en 1981, la dimension autobiographique, le processus de caractérisation du narrateur-héros, la mémoire et l'oubli, enfin le statut privilégié du roman dans l'intertextualité des œuvres de Dickens. En 1970, Q. D. Leavis le compare à Guerre et Paix et se penche sur la perception des relations adultes-enfants dans les deux œuvres. D'après Paul Davis, elle excelle à disséquer le rapport qu'entretient David avec Dora. L'essai de Gwendolyn Needham, publié en 1954, et devenu un classique, analyse un thème central du roman, le même qu'explore Jerome H. Buckley vingt ans plus tard, David Copperfield comme Bildungsroman. Quant à Alexander Welsh, il consacre en 1987 plusieurs chapitres à démontrer qu'il s'agit là de l'apogée des tentatives d'exploration autobiographique auxquelles se livre Dickens au milieu de sa carrière pour se définir en tant que romancier. Enfin, J. B. Priestley s'intéresse plus particulièrement à Mr Micawber et conclut qu'« à l'exception de Falstaff, c'est la plus grande création comique de tout l'éventail de la littérature anglaise » (« With the one exception of Falstaff, he is the greatest comic figure in the whole range of English literature »).
David Copperfield a fait le bonheur de beaucoup d'écrivains, celui de Charlotte Brontë, par exemple, qui s'y réfère en ces termes dans une lettre à W. S. Williams, le lecteur de son éditeur, datée du 13 septembre 1849 : « J'ai lu David Copperfield, écrit-elle ; cela me semble très bon, parfois admirable. Vous me dites qu'il a des ressemblances avec Jane Eyre ; oui, de temps en temps, mais quel avantage pour Dickens de connaître la vie sous tant d'aspects si variés ! » (« I have read David Copperfield; it seems to me very good—admirable in some parts. You said it had affinity to Jane Eyre: it has—now and then—only what an advantage has Dickens in his varied knowledge of men and things! »). Tolstoï, pour sa part, le considère comme « la meilleure œuvre du meilleur romancier anglais » et, selon F. R. et Q. D. Lewis, s'est inspiré de l'histoire d'amour entre David et Dora pour marier le prince André à la princesse Lise dans Guerre et Paix. Henry James se souvient de l'avoir écouté, ému jusqu'aux larmes, caché sous une table, lors d'une lecture à haute voix dans le cercle familial. Dostoïevski l'a cultivé avec enthousiasme dans un camp de prisonniers en Sibérie. Franz Kafka a écrit dans son journal, entrée du 8 octobre 1917, que le premier chapitre de son roman Amerika s'inspirait de David Copperfield,. James Joyce l'a parodié dans Ulysse. Virginia Woolf, pourtant peu friande de Dickens, cite David Copperfield, en compagnie de Robinson Crusoé, des contes de Grimm, du Waverley de Scott et des Papiers posthumes du Pickwick Club, parmi les « histoires » (stories) qui se racontent à l'âge où réalité et fiction se mélangent et qui, ainsi, « appartiennent à la mémoire et au mythe d'une vie » (the memories and myths of a life). Elle fait aussi remarquer dans une lettre à Hugh Walpole datée du 8 février 1936, qu'elle est en train de le relire pour la sixième fois : « J'avais oublié quelle splendeur c'était » (« I'd forgotten how magnificent it is »). Il semble que le roman a été le préféré de Sigmund Freud ; et Somerset Maugham y voit une « grande » œuvre, bien que son héros lui paraisse assez faible, indigne même de son auteur, alors que Mr Micawber ne déçoit jamais (« The most remarkable of them is, of course, Mr Micawber. He never fails you. »).

### Déjà, de nombreuses adaptations
Alors qu'il est en cours de publication, David Copperfield fait l'objet, selon le recensement de Philip Bolton, de six dramatisations, suivies par vingt autres lorsque l'intérêt du public est à son comble. La plus spectaculaire, cependant, reste celle-là même de Dickens ; certes, il attend plus de dix ans avant de préparer une version destinée à ses lectures publiques, mais, très vite, comme le note Philip Collins, elle devient l'une de ses prestations préférées, en particulier dans la scène de la tempête (the storm scene) qu'il garde en finale, « le moment le plus sublime de toutes les lectures » (« the most sublime moment in all the readings »).

## Personnages
David Copperfield met en scène plus de soixante-dix personnages nommés et une vingtaine d'autres identifiés soit par leur fonction — les propriétaires (landlords), les serveurs d'auberge (waiters) ou les marins (seamen) —, soit, pour les anonymes, par leur seule présence. Certains enfants sont connus comme « Les jumeaux » (The twins) ou « Bébé » (Baby) ; ceux du Révérend et Mrs Crewler restent « Les demoiselles Crewler » (The Misses Crewler), bien qu'elles portent un prénom, Caroline, Sarah, Louisa, Margaret, Lucy. Certains de ces personnages, quoique secondaires, jouent un rôle parfois notable dans l'histoire et, à ce titre, ne manquent pas d'attirer l'attention des milieux académiques, notamment de certains doctorants des universités de Stanford, Harvard et Berkeley. Quelques autres, pourtant très présents, ne sont connus que par leur patronyme : ainsi Barkis, le futur mari de Peggotty, ou Chillip, le médecin. Les domestiques, selon l'usage de l'époque, sont connus par leur prénom : ainsi Janet, bonne à tout faire de Betsey Trotwood. Seule Peggotty, dont on oublie qu'elle se prénomme Clara comme sa maîtresse, échappe à la règle, ce qui s'explique par l'importance de son rôle dans la vie du héros.

### Personnages principaux

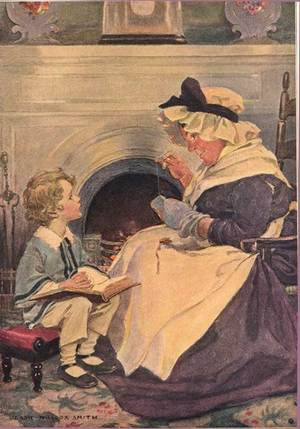
Peggotty et David enfant, par Jessica Wilcox Smith.
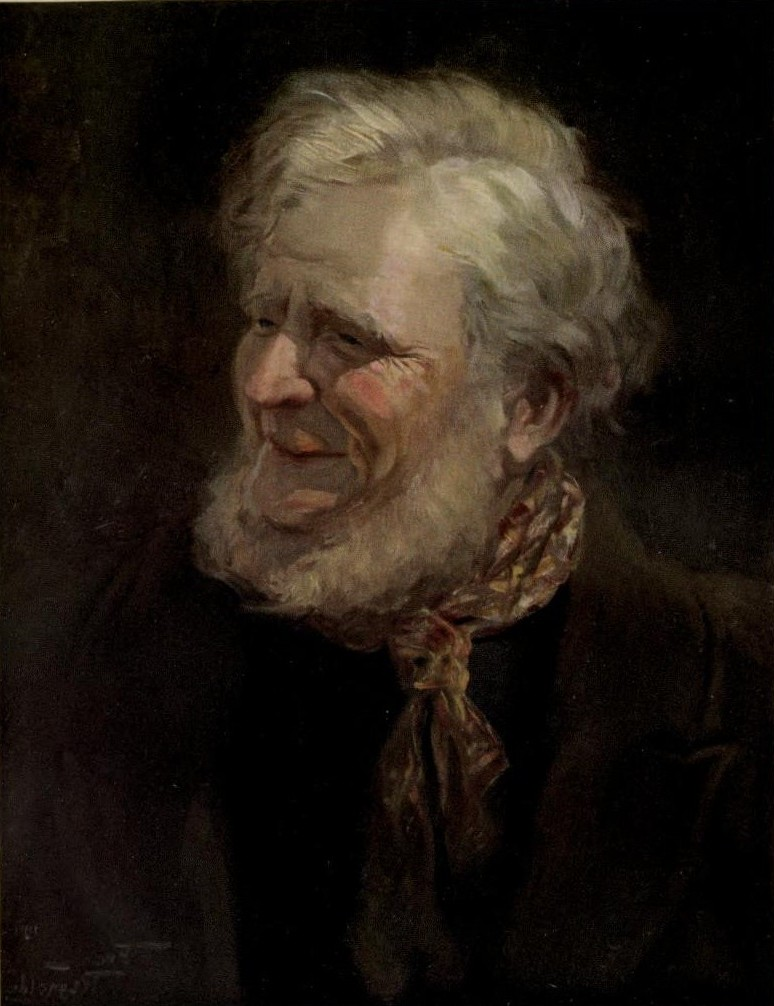
Daniel Peggotty, par Frank Reynolds.
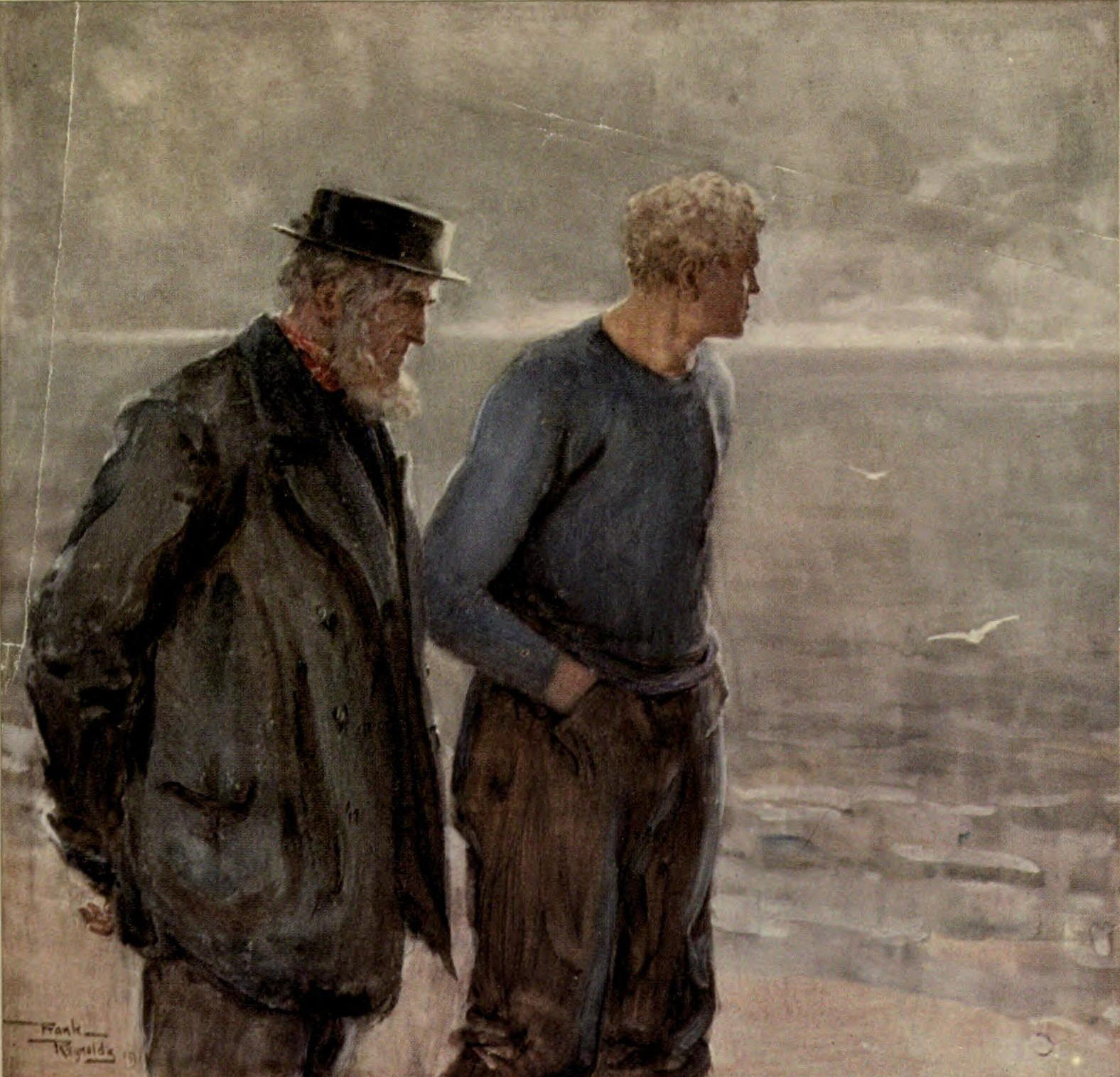
Mr Peggotty et Ham, par Frank Reynolds.
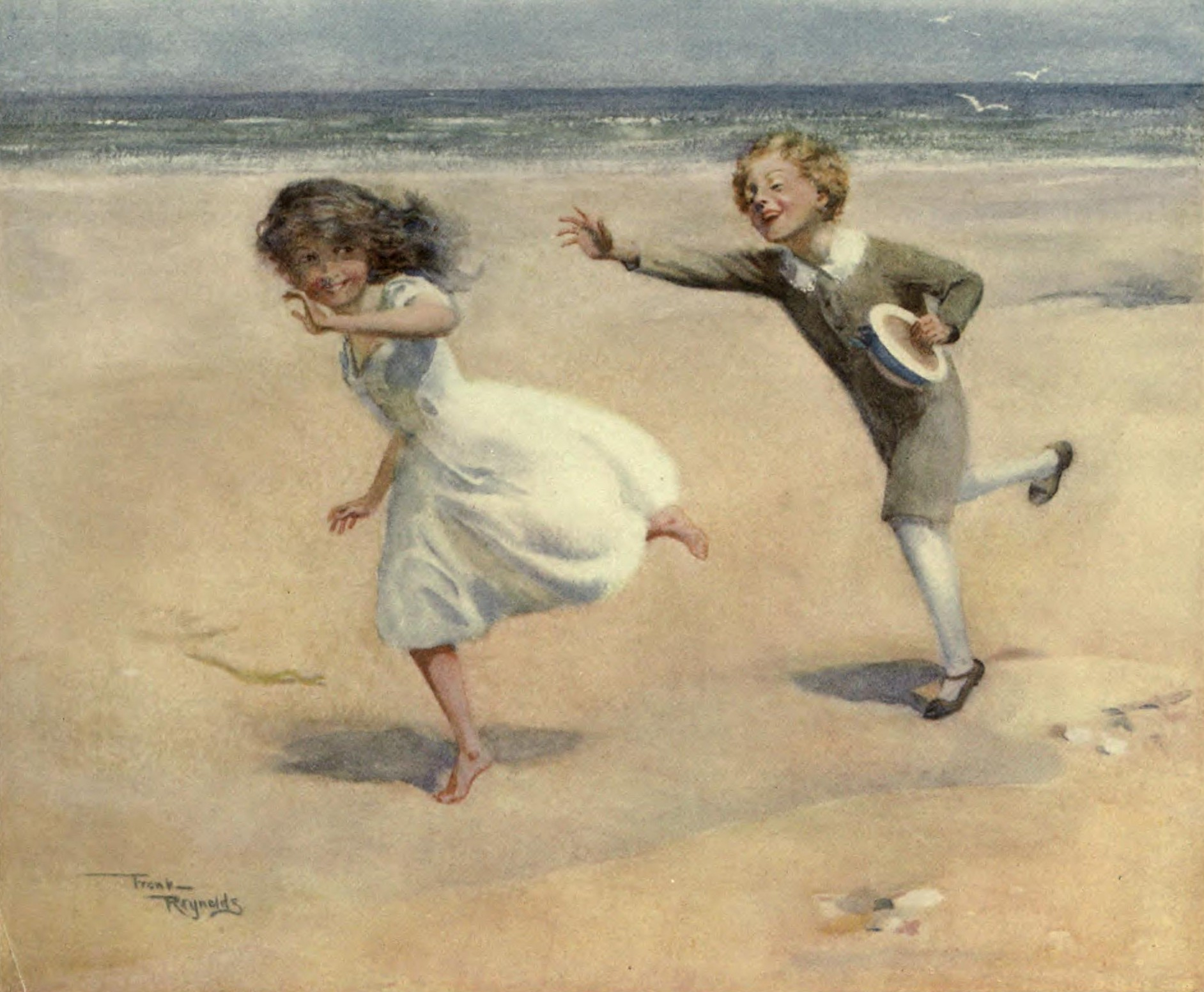
David et la Petite Emily, par Frank Reynolds.
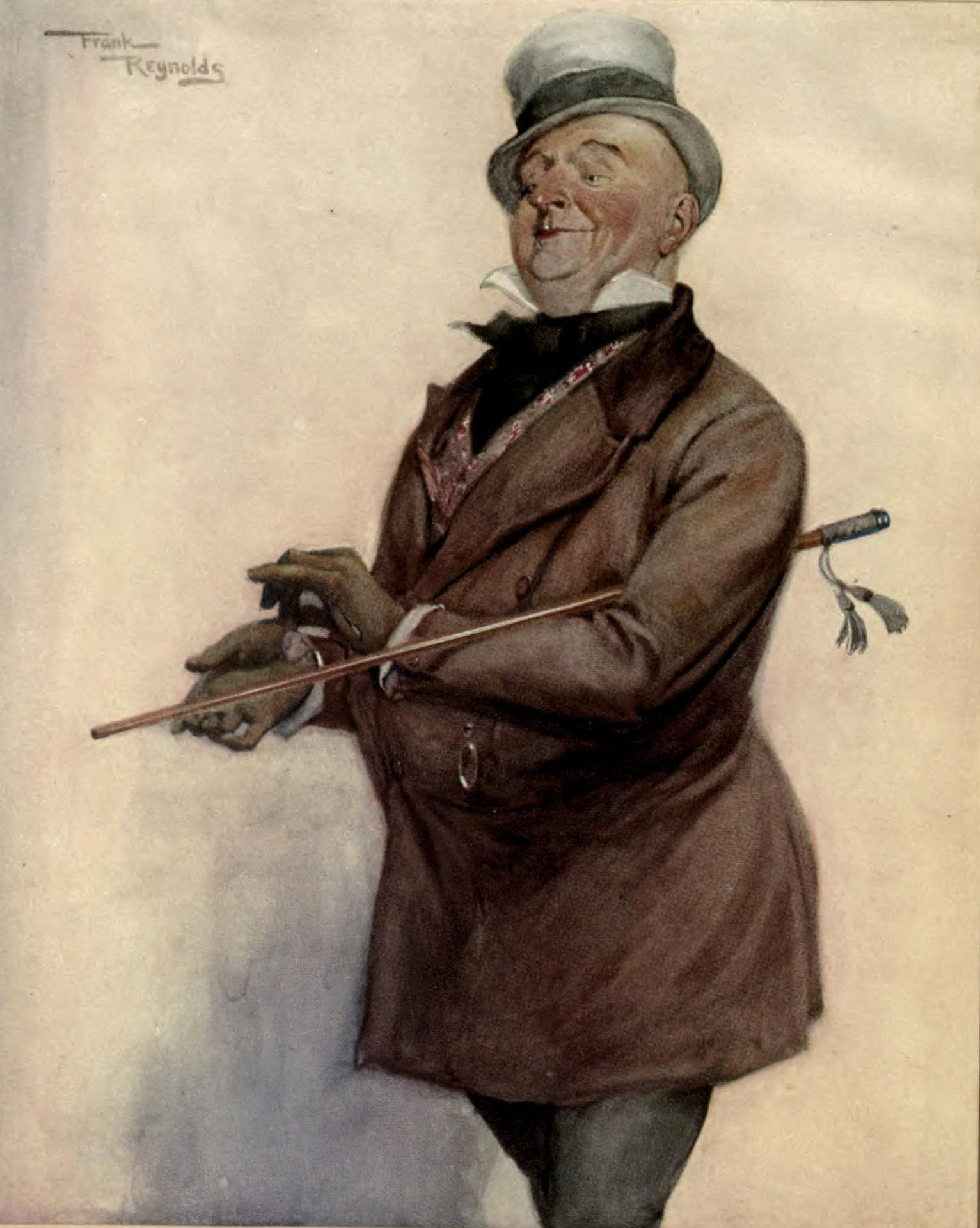
Mr Micawber, par Frank Reynolds.

- David Copperfield, héros et narrateur, reste sans malice, confiant et naïf, bien qu'ayant souffert de la cruauté des adultes pendant son enfance. C'est un personnage que Dickens a voulu honnête et sympathique, idéaliste et impulsif, mais il est loin d'être parfait, se montrant à l'occasion plutôt snob et quelque peu méprisant envers les gens d'un rang social inférieur au sien ; de plus, il lui arrive de gâcher ses bonnes intentions par des décisions ou des réactions inconsidérées.
- Clara Copperfield, puis Mrs Murdstone, mère de David, est une jeune veuve douce, aimable et généreuse, qui épouse le dur Mr Murdstone et meurt bientôt, victime de sa « fermeté ». David se souvient d'elle comme d'un ange dont l'indépendance d'esprit a été assassinée.
- Mr Edward Murdstone et Miss Jane Murdstone : le second mari de Clara Copperfield, ce marchand de spiritueux rigide et cruel, que soutient une sœur à son image, impose une discipline de fer à sa maisonnée, éloigne le jeune David en l'inscrivant dans une école redoutable, puis le place comme manœuvre dans une manufacture.
- Clara Peggotty, « Peggotty », est bonne à tout faire, gouvernante et nurse chez la mère de David, restant, quoi qu'il arrive, dévouée, douce et secourable. Antidote au mal que représente la cruelle Miss Jane Murdstone, elle accueille, réconforte et aide le héros sans la moindre défaillance. Elle finit par épouser Barkis qui lui faisait depuis longtemps une cour laconique.
- Tommy Traddles, camarade d'école de David, franc, direct et généreux, surmonte le manque d'argent et de relations avec courage et opiniâtreté, finissant même par se bâtir une carrière d'avocat et connaître une certaine notoriété.
- James Steerforth : malgré sa morgue condescendante, cet énergique gaillard, qu'accompagne son valet Littimer, paraît, à première rencontre, plutôt sympathique : il sait charmer mais c'est, en fait, pour mieux dominer. Ainsi, il manipule le jeune David sans vergogne, et sous des dehors protecteurs, apparaît en homme bouffi d'orgueil comptant parmi les « méchants » de l'histoire. Cas typique d'ironie dramatique, alors que David persiste à lui faire une confiance absolue, ni le narrateur ni, par voie de conséquence, le lecteur ne sont dupes de ses manigances, et son ultime trahison ne surprend personne : alors qu'il accompagne David venu chez les Peggotty à Yarmouth, il séduit la P'tite Emily, la convainc de partir avec lui à l'étranger et bientôt l'abandonne. Il se noie lors d'un naufrage au cours duquel Ham Peggotty, auquel il a ravi la jeune fille, meurt en tentant de le sauver.
- Little Em’ly (P'tite Emily), nièce de Peggotty, timide et sentimentale, n'aime pas l'époux qui lui est destiné, Ham, et tombe éperdument amoureuse de Steerforth, avec qui elle finit par s'enfuir. Après qu'il l’a séduite et abandonnée, elle disparaît et est finalement retrouvée par Dan' Peggotty parti à sa recherche. À la fin du roman, elle émigre en Australie.
- Uriah Heep se caractérise par son humilité mielleuse, son obséquiosité et son hypocrisie décrite par Dickens par ses « Maître Copperfield » adressés de façon plus que répétitive à David. Antagoniste central de la dernière partie de l'ouvrage, David le rencontre alors qu'il loge chez Mr Wickfield et sa fille Agnes, où Uriah travaille en tant que commis. Mr Wickfield étant affligé d'alcoolisme, Uriah prend le contrôle quasi total de la vie et des affaires de son patron, devenant même son associé. Avide d'épouser Agnes afin de capter la fortune du père, il est finalement mis en échec par Mr Micawber et Thomas Traddles, avec l'aide de David et d'Agnes, et se retrouve dans la geôle de Mr Creakle, humble comme devant et prisonnier modèle.
- Mr and Mrs Wilkins Micawber, un couple à jamais impécunieux, contraint à la prison pour dettes. Quoi qu'il arrive, Mrs Micawber (Emma), donnant le sein aux « Jumeaux » ou à « Bébé », admire et vénère son mari dont la généreuse faconde tient souvent lieu d'action. Mr Micawber, incapable de subvenir aux besoins de sa famille, se dévoue corps et âme pour autrui, en particulier pour David. C'est lui qui, dans une large mesure, déjoue le complot frauduleux ourdi par Uriah Heep. En récompense des services ainsi rendus, il est libéré de ses dettes, émigre en Australie et connaît enfin la prospérité.
- Miss Betsey Trotwood, aussi rigide et excentrique que douce, est la « bonne » tante de David (en fait, sa grand-tante), le double opposé de l'égoïste Miss Jane Murdstone. Dickens fait d'abord planer le mystère sur ses motivations profondes, puis la révèle peu à peu pour ce qu'elle est, généreuse et débordante d'affection, une seconde mère pour le héros.
- Dora Spenlow, qu'accompagnent ses tantes Clarissa et Lavinia, est la fille de Francis Spenlow auprès de qui David entre en apprentissage à Doctor's Commons. Premier amour et première épouse de David, c'est une femme-enfant incapable de tenir un ménage, dont le plus grand plaisir est de jouer avec son chien Jip. David, ne pouvant se résoudre à lui faire de la peine, la laisse se conduire en petite fille capricieuse et gâtée. Elle tombe assez mystérieusement malade et meurt en pleine jeunesse.
- Agnes Wickfield, fille de Mr Wickfield, avocat à Douvres et conseiller juridique de Betsey Trotwood, est le double opposé de Dora et devient enfin la seconde femme de David qu'elle aime depuis leur première rencontre. Les expériences sentimentales de David la font souffrir, mais elle sait l'attendre avec patience. Quoi qu'il arrive, elle trouve les mots qui apaisent ou offre le conseil de la raison. Uriah Heep voulait l’épouser pour obtenir la fortune paternelle.
- Mrs Steerforth et Rosa Dartle, la mère de Steerforth qu'accompagne sa pupille, fille orpheline d'un cousin de son mari. Les deux femmes professent la même amertume hautaine envers le monde, adulent Steerforth et méprisent David. Rosa Dartle, après avoir été rejetée par Steerforth, garde en elle une rancœur féroce et refuse de se conformer à l'idéal féminin que prône David.
- Mr Peggotty (Daniel Peggotty, Dan' Peggotty), frère de Clara, et Ham Peggotty, neveu de Daniel et de Clara, tous les deux marins. Leur foyer est joyeusement ouvert à David. La fuite d'Emily lance Dan' sur les routes. À la fin du roman, il émigre en Australie[68],[69].

### Personnages secondaires
À la différence des précédents qui, eux, le sont toujours, il s'agit là de personnages parfois importants ; en effet, bien qu'en marge de l'histoire, ils sont conduits par les hasards de leur existence littéraire à y entrer provisoirement ou sur le tard, voire à contribuer à en dénouer l'écheveau. Tel est, par exemple, le cas de Miss Mowcher, cette grotesque miniature de coiffeuse que David rencontre à Yarmouth, qui joue un rôle essentiel à un moment de l'intrigue principale. D'abord vive et gaie, inconstante même (volatile), elle contribue néanmoins par ses bavardages, puis ses interventions à sauver la P'tite Emily, arrêter Littimer, puis se révèle une femme grave et réfléchie, efficace aussi, que complimente officiellement la justice et que la foule acclame de sa sortie du tribunal jusqu'à son logis.
- Richard Babley (Mr Dick), simple d'esprit, protégé par Betsey Trotwood, décrit comme innocent, aimable et sage. Occupé à rédiger son « Mémorial », il fait voler en d'immenses cerfs-volants ses écrits rejetés par l'irruption de la tête du roi Charles Ier. Selon Akiko Kakei, Dickens laisse à entendre que cette obsession n'est pas incurable[71].
- Barkis, charretier, faisant savoir qu'il « veut bien. Rien de plus » (« Barkis is willing! Just so »), sous-entendu « accepter la main de Peggotty ». Quelque peu avare, il accumule les espèces qu'il cache dans une boîte dite « de vieux vêtements ». À sa mort, une dizaine d'années plus tard, son héritage dont bénéficient sa femme et sa famille, David inclus, se monte à la somme, astronomique pour l'époque, de 3 000 £.
- Chillip, médecin, qui accouche Clara Copperfield de son fils, annonce à Betsey Trotwood que la nièce qu'elle appelle de tous ses vœux est un neveu, et révèle à la fin du roman à David que Murdstone s'est remarié et a fait subir à sa nouvelle épouse le même sort que celui qu'a vécu sa mère.

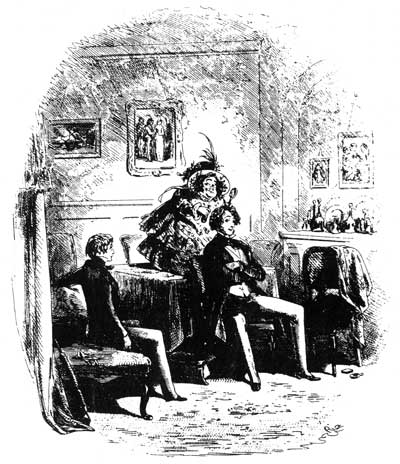
Première rencontre avec Miss Mowcher, par Phiz.

- Miss Mowcher, naine de naissance, coiffeuse et manucure itinérante, qui fait un soin à Steerforth à Yarmouth. Lors de sa première rencontre avec elle, David en brosse un portrait resté célèbre par son ironie à la fois féroce et amusée :

| « Je regardai du côté de la porte, mais je n’aperçus rien. Je regardai encore, pensant que miss Mowcher tardait bien à paraître, quand, à mon grand étonnement, je vis surgir près d’un canapé placé entre la porte et moi, une naine âgée de quarante ou de quarante-cinq ans, avec une grosse tête, des yeux gris très-malins et des bras si courts que, pour mettre le doigt d’un air fin sur son nez camus, en regardant Steerforth, elle fut obligée d’avancer la tête pour appuyer son nez sur son doigt. Son double menton était si gras que les rubans et la rosette de son chapeau disparaissaient dedans. » | « I looked at the doorway and saw nothing. I was still looking at the doorway, thinking that Miss Mowcher was a long while making her appearance, when, to my infinite astonishment, there came waddling round a sofa which stood between me and it, a pursy dwarf, of about forty or forty-five, with a very large head and face, a pair of roguish grey eyes, and such extremely little arms, that, to enable herself to lay a finger archly against her snub nose, as she ogled Steerforth, she was obliged to meet the finger half-way, and lay her nose against it. Her chin, which was what is called a double chin, was so fat that it entirely swallowed up the strings of her bonnet, bow and all. » |  |

- Mr Creakle, maître d'école et sévère directeur de « Salem House », premier établissement que fréquente David. Creakle s'amende vers la fin et devient magistrat responsable d'une prison modèle.
- Mrs Creakle, son épouse, et Miss Creakle, sa fille.
- Mrs Gummidge, veuve d'un marin mort en mer. Elle partage les simples vertus de la famille Peggotty où elle a été accueillie et passe son temps à se lamenter sur son sort, ce que le reste de la maisonnée supporte patiemment. Elle émigre en Australie avec Dan Peggotty et Emily à la fin du roman.
- Mr Sharp, adjoint de Mr Creakle, l'air mou et délicat, avec un grand nez et « la tête inclinée sur le côté comme si elle était un tantinet trop lourde pour lui » (« carrying his head on one side, as if it were a little too heavy for him »).
- Mell, adjoint de Mr Creakle et joueur de flûte. David devient son ami et découvre que sa mère vit dans un hospice (almshouse), ce qu'il raconte en toute innocence à Steerforth. Ce dernier s'empresse d'utiliser ce renseignement pour discréditer Mell qui est renvoyé. Plus tard, Mell émigre en Australie où il devient directeur du « lycée colonial Salem House » (Salem House Colonial Grammar School) à Port Middlebay, ce que David ne découvre qu'à la fin du roman par une coupure de journal.
- Sophy Crewler, quatrième fille des dix enfants de la « famille Crewler », « la meilleure entre toutes » (« the dearest girl in the world »), d'après Thomas Traddles qui l'épouse non sans difficulté, tant elle est indispensable à sa famille.
- Mrs Crupp, logeuse de Copperfield à l'Adelphi (Londres), particulièrement friande de brandy, variété de cognac bon marché.

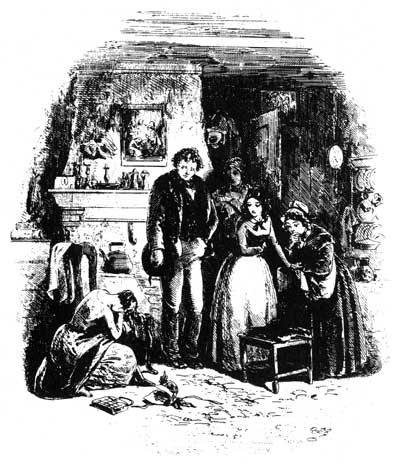
Martha Endell, par Phiz.

- Martha Endell, camarade d'Emily chez le croque-mort Omer, tombée volontairement en disgrâce : à la différence d'Emily qui a été incitée à la faute, c'est de propos délibéré, par faiblesse morale, qu'elle choisit la prostitution à Londres. Plus tard, Dickens lui offre une possibilité de rédemption : elle aide Mr Peggotty à retrouver Emily, puis, en compagnie de bien des malheureux de cette histoire, émigre en Australie.
- Mrs Heep, l'« humble mère » ('umble mother) de Uriah Heep, dont elle est l'« image en raccourci » (« dead image of Uriah, only short »).
- Janet, bonne à tout faire de Betsey Trotwood ; cette « jolie jeune fille épanouie d'environ dix-neuf ou vingt ans » (« a pretty blooming girl of about nineteen or twenty ») finit par épouser un tenancier de taverne.
- Omer et Joram, de « Omer et Joram », drapiers en vêtements de deuil et croque-morts. Omer est un petit bonhomme tout rond, essoufflé et joyeux, qui dirige une entreprise de pompes funèbres à Yarmouth où travaillent Emily et Martha Endell. Sa fille Minnie épouse le contremaître Joram qui prend plus tard sa succession.
- Jorkins, de « Spenlow et Jorkins », avoués. Jorkins a l'art de rester dans l'ombre, mais c'est toujours lui qu'on met en avant pour faire craindre sa redoutable obstination.
- James (Jack) Maldon,  cousin de Mrs Strong (Annie) dont on suppute, à tort, qu'il est l'amant.
- Mrs Markleham, mère d'Annie Strong, plus connue sous son pseudonyme : « Le vétéran » (The Old Soldier).
- Julia Mills, amie de Dora Spenlow qui favorise ses rencontres avec David. Elle émigre plus tard en Inde, puis, mariée avec James Maldon, revient en Angleterre.
- Quinion, directeur de l'entrepôt Murdstone et Grinby, spécialisé dans la mise en bouteille de vins et spiritueux. C'est lui qui vient chercher David après que Mr Murdstone a décidé de l'envoyer au travail.
- Doctor Strong et Annie Strong, directeur et adjointe de l'école que David fréquente à Cantorbéry. Le principal souci du Dr Strong est de travailler à son dictionnaire grec, où, à la fin du roman, il en est arrivé à la lettre D. Dans ce couple heureux de vivre un amour partagé, chacun se préoccupe plus de l'autre que de lui-même. La profondeur de leur sentiment leur permet de vaincre la noirceur d'Uriah Heep qui tente de briser leur union.
- Tiffey, employé portant perruque au cabinet de Spenlow et Jorkins.
- Tungay, l'homme à la jambe de bois chargé de l'entretien de Salem House, qui déteste les élèves et s'acharne à les rendre malheureux. Petite brute au rabais, il ne joue pas de rôle significatif dans l'histoire[68],[69].

### Personnages fugitifs

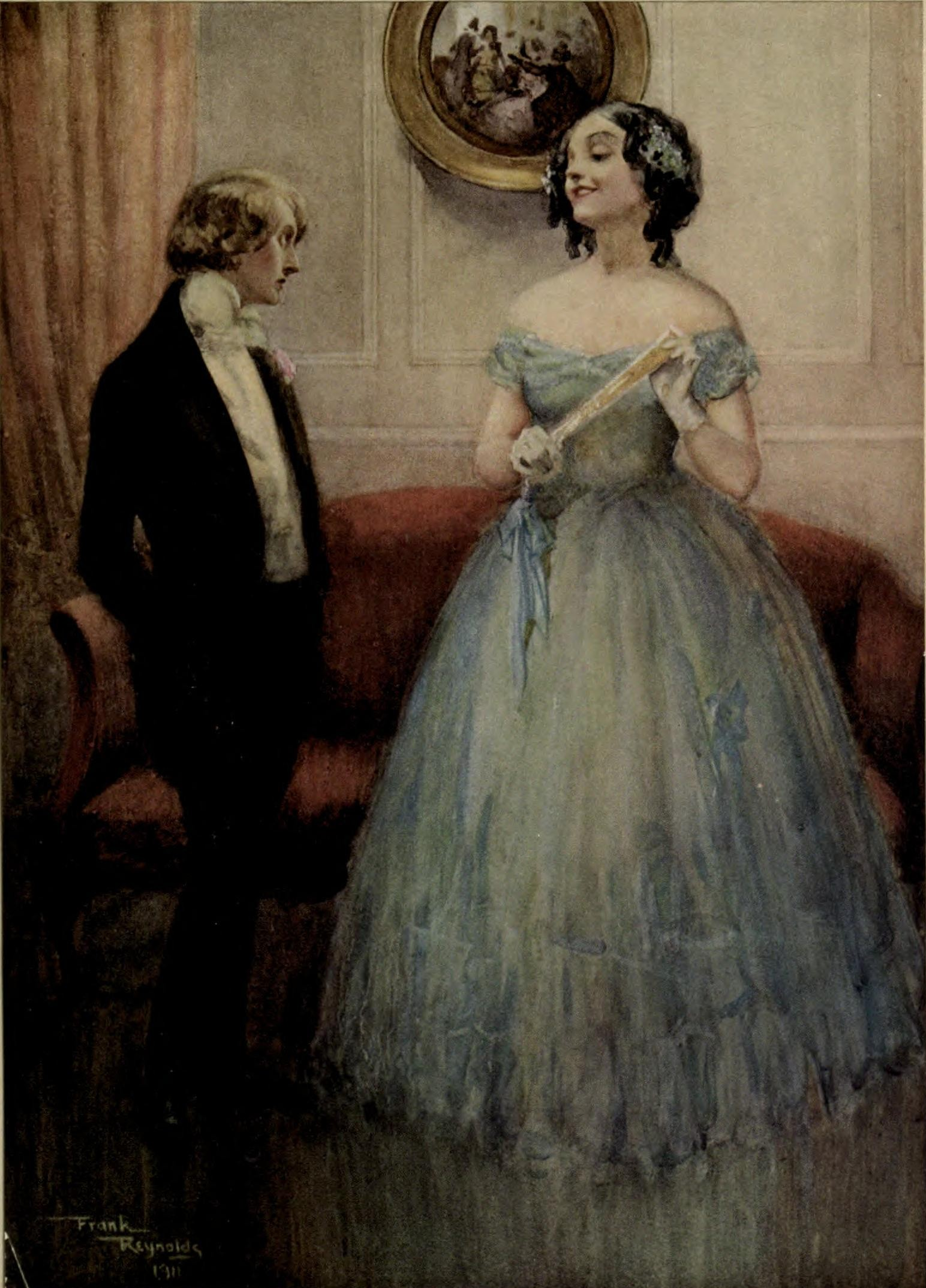
L'aînée des demoiselles Larkins, par Frank Reynolds.

- Miss Shepherd, petite amourette d'enfance de David, pensionnaire chez Miss Nettingall.
- Miss Larkins, autre petite amourette d'enfance de David, qui épouse plus tard un officier de l'armée britannique.
- Clickett (The Orfling), orpheline de l'hospice de St. Luke, bonne à tout faire des Micawber, au teint très mat et victime de bruyants reniflements.
- Markham et Grainger, amis de Steerforth, avec qui David dîne à l'Adelphi.
- Mr Chestle, vieil homme sans attrait que Miss Larkins espère épouser.
- Mr Passnidge, ami de Mr Murdstone.
- Mick Walker et Mealy Potatoes, compagnons de travail chez Murdstone et Grinby.
- Captain Hopkins, avec qui David dîne chez les Micawber[68],[69].

## Intrigue

### Résumé de l'intrigue principale

#### L'enfance douloureuse

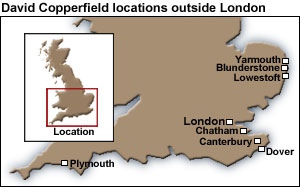
L'Angleterre de David Copperfield.

David naît à Blunderstone, peu après la mort de son père, et vit heureux avec sa jeune mère Clara et leur bonne servante Peggotty. Lors d'un voyage à Yarmouth chez les Pegotty, il fait la connaissance du frère de Pegotty Dan (Daniel) qui s'occupe de Mrs Gummidge, la veuve de son partenaire décédé en mer, de son neveu, Ham, et de la P'tite Emily dont David tombe amoureux le temps de son séjour. Néanmoins, à son retour, la douce idylle que David vivait avec sa mère et Pegotty est brutalement interrompue lorsqu'au retour des vacances passées à Yarmouth chez les Peggotty, il découvre que sa mère s'est remariée avec Mr Murdstone, qu'il ne connaît que de vue. Ce beau-père sinistre et cruel, qu'encourage sa sœur, Miss Jane Murdstone, vieille fille acariâtre, exige une totale soumission et, à cette fin, maltraite aussi bien la mère que l'enfant. Lors d'une scène où il utilise froidement le fouet afin de soi-disant « façonner » (« form ») son caractère, David lui mord la main et est aussitôt envoyé à Salem House, institution que dirige Mr Creakle, à l'ignorance crasse et la cruauté féroce. Parmi ses camarades se trouvent le laborieux mais joyeux Tommy Traddles qui, à chaque bastonnade, dessine des squelettes, et le brillant James Steerforth, « figure à la Byron » (« a Byronic figure »), qui le prend sous sa protection et lui inspire aussitôt une immense admiration.
La mère de David meurt, après quoi Peggotty épouse le voiturier Barkis. David est retiré de l'école et envoyé à Londres pour travailler. Désormais, il passe de longues journées à laver, mirer, étiqueter, bouchonner, cacheter et emballer des bouteilles de vin dans l'entrepôt de « Murdstone et Grinby ». Il connaît la pauvreté et le désespoir, mais son existence est quelque peu embellie par la fréquentation des Micawber chez qui il loge. Mr Micawber, qui a l'art du verbe grandiloquent, est un homme de grand charme mais totalement irresponsable ; bientôt incapable d'honorer ses dettes, il est arrêté et incarcéré avec toute sa famille, Mrs Micawber, les jumeaux et le bébé. David s'enfuit, à pied et sans le sou, jusqu'à Douvres pour se réfugier chez sa tante Betsey Trotwood, vieille dame aussi raide d'aspect et de caractère que généreuse et dévouée, qui ne s'est jamais intéressée à lui car elle espérait une nièce. Accueilli à bras ouverts, il fait la connaissance de l'étrange Mr Dick, simple d'esprit mais parfois sagace, occupé à constituer un mémorial le concernant dont la conclusion est toujours remise par la soudaine intrusion de la tête du roi Charles. Quoi qu'il arrive, Betsey prend son conseil et c'est forte de son avis qu'elle défie les Murdstone, prend officiellement l'enfant sous sa protection, le renomme Trotwood, l'inscrit à l'école du Dr Strong à Cantorbéry et le loge chez son avocat, Mr Wickfield, qui vit avec sa fille Agnes, en compagnie d'un employé, l'« (h)umble » Uriah Heep. Agnes Wickfield, rayonnante et sensée, s'éprend secrètement de lui ; sans qu'il en ait conscience, elle est destinée à exercer une grande influence sur lui et sur les orientations de sa vie.

#### Des erreurs de jugement
David, accompagné de Steerforth avec qui il a repris contact sans méfiance, ignorant ce qu'il en est de sa véritable nature, se rend à Yarmouth chez les Peggotty. La famille comprend Mr Peggotty, pêcheur, Ham Peggotty, son neveu, et une nièce, la « P'tite Emily », jolie mais écervelée, amour d'enfance de David, que Ham doit bientôt épouser. Les deux jeunes gens sont chaleureusement reçus, mais Steerforth, profitant de la faiblesse de la P'tite Emily, la convainc de s'enfuir avec lui. Mr Peggotty, avec l'aide de David, de la naine Miss Mowcher et aussi de Martha, une femme « perdue » (a fallen woman), part à sa recherche, suit sa trace dans de nombreux pays et finit par la retrouver, seule et abandonnée. Le crime du fils est aussi cause du malheur de la mère, Mrs Steerforth, dont la protégée, Rosa Dartle, a longtemps réprimé une violente passion pour lui et qui, désormais, se ronge de regrets. Quant à David, il entre à Doctor's Commons, association d'avocats spécialisés en droit civil (civil law). Affecté comme stagiaire au cabinet de Mr Spenlow, de « Spenlow et Jorkins », il rencontre Dora, la fille de son patron. Peu à peu, Uriah Heep, profitant de l'intempérance de Mr Wickfield, se faufile dans les affaires de l'entreprise dont il accapare les leviers, le réduit à l'imbécillité et convoite la jeune Agnes. Lorsque sa médisance laisse entendre au Dr Strong que sa jeune femme lui est infidèle, David, scandalisé, le soufflette violemment.

#### Dénouement: le malheur est défait
Tante Betsey est, pour de mystérieuses raisons, en déconfiture. David devient chroniqueur parlementaire, se lance dans l'écriture de romans, puis épouse Dora dont le charme enfantin se mue vite en cauchemar dès lors qu'il est question de tenir un ménage. Mr Dick réussit à réconcilier Dr Strong et sa femme ; Mr Micawber, assisté de Traddles devenu homme de loi, déjoue le complot de Heep et le révèle pour le méchant coquin qu'il est ; Heep est condamné à la prison à vie ; Traddles récupère la fortune de Betsey ; Dora meurt. Épilogue de la tragédie de Yarmouth, lors d'une tempête au large, Ham Peggotty trouve la mort en tentant de sauver un homme perdu en mer, dont le corps, ensuite retrouvé, s'avère être celui de Steerforth. La famille Micawber, libérée de ses dettes, Mr Peggotty, Emily et Martha émigrent en Australie et, quelques années plus tard, David épouse celle qui l'attend depuis si longtemps, Agnes Wickfield, qui lui apporte enfin le bonheur, tandis qu'aux antipodes, Mr Micawber est devenu un prospère magistrat colonial fort respecté.

### Synopsis

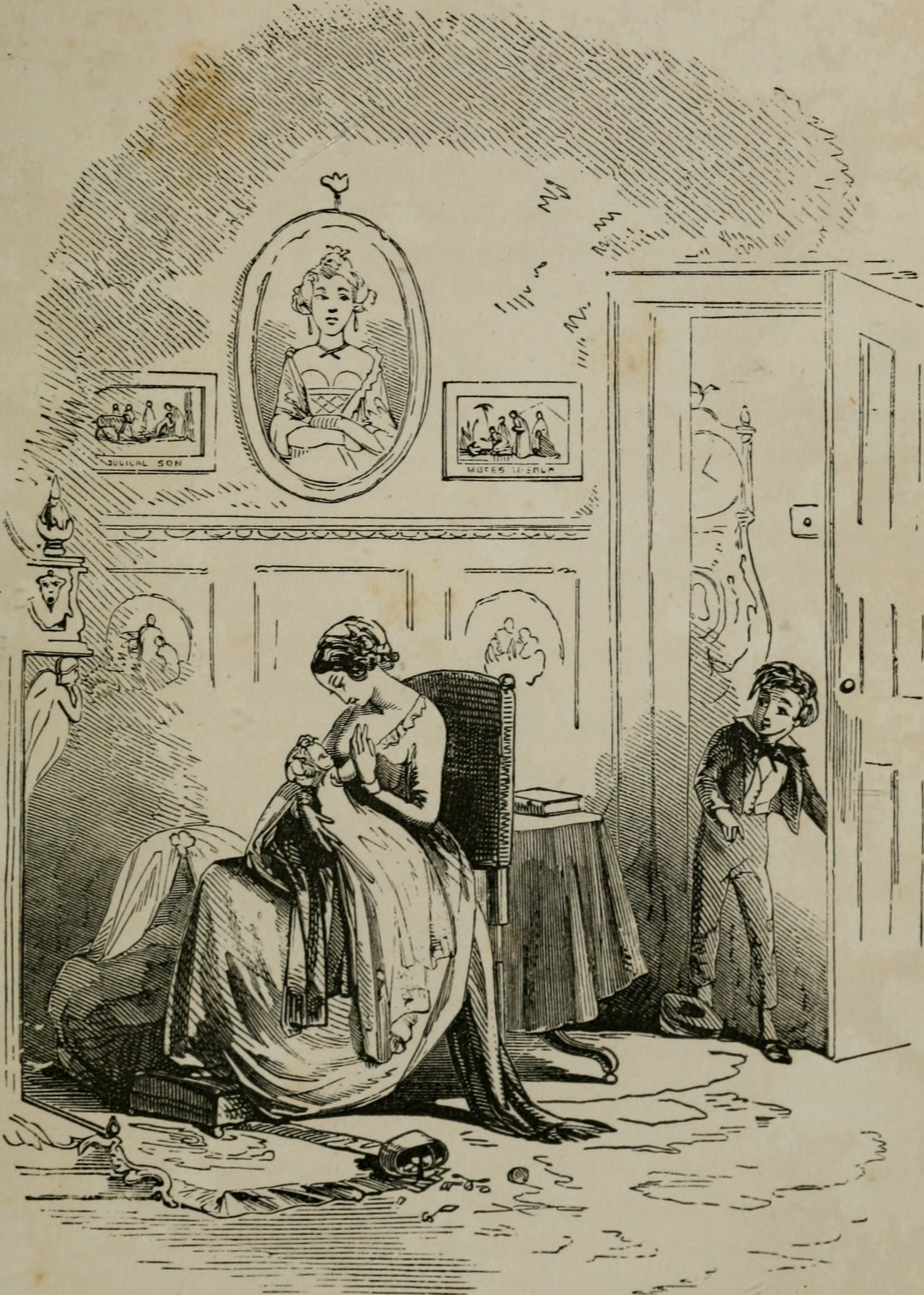
Les choses ont bien changé à la maison, par Phiz.
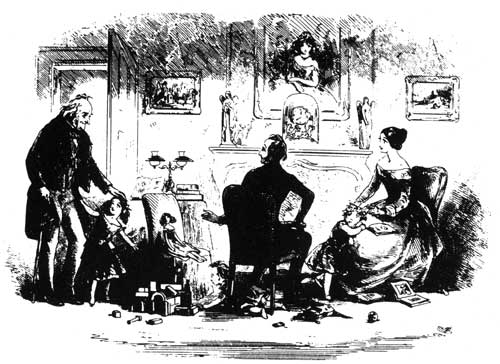
Un étranger vient me chercher, par Phiz.
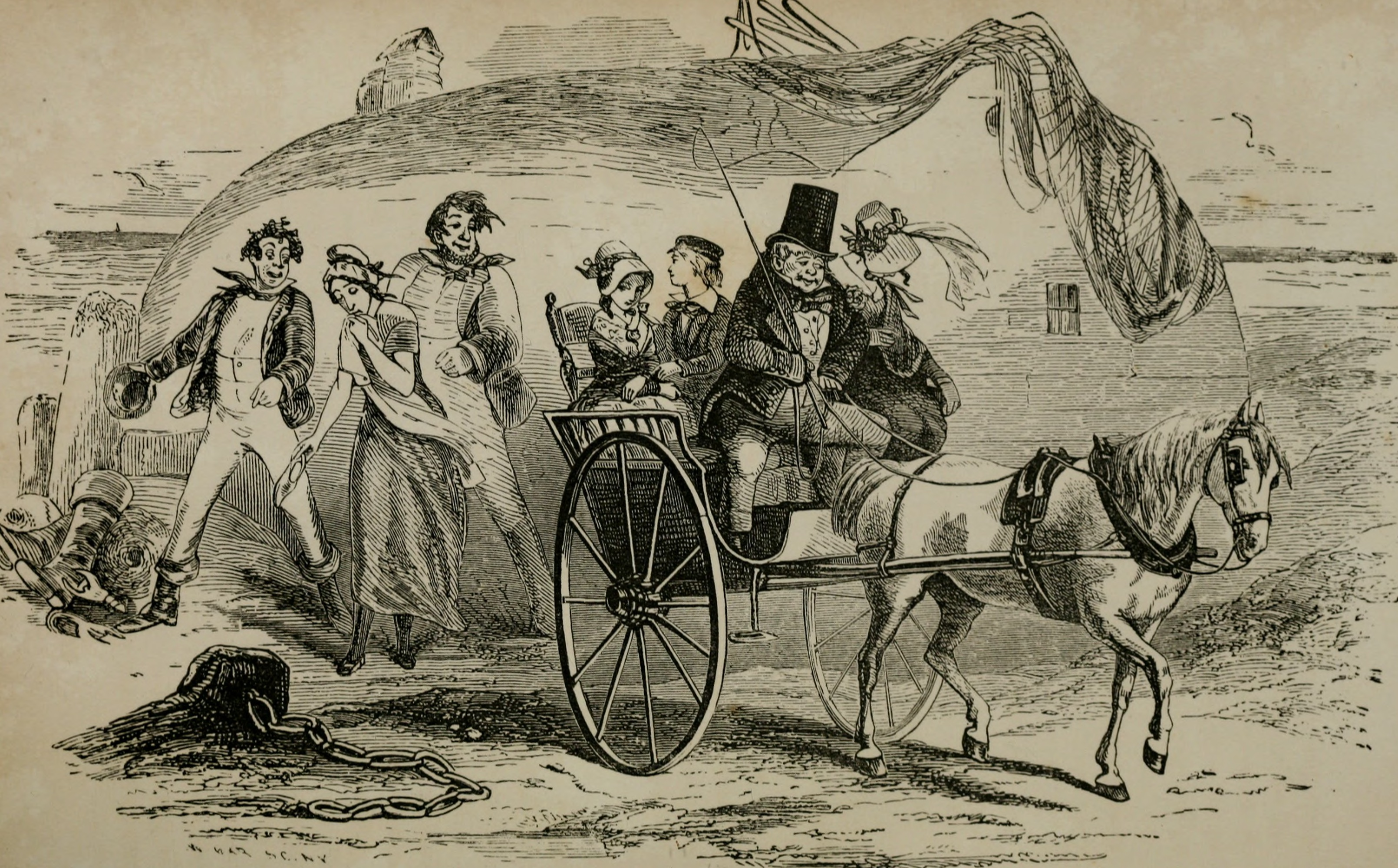
Le grand jour, au désespoir de Mrs Gummidge, par Phiz.
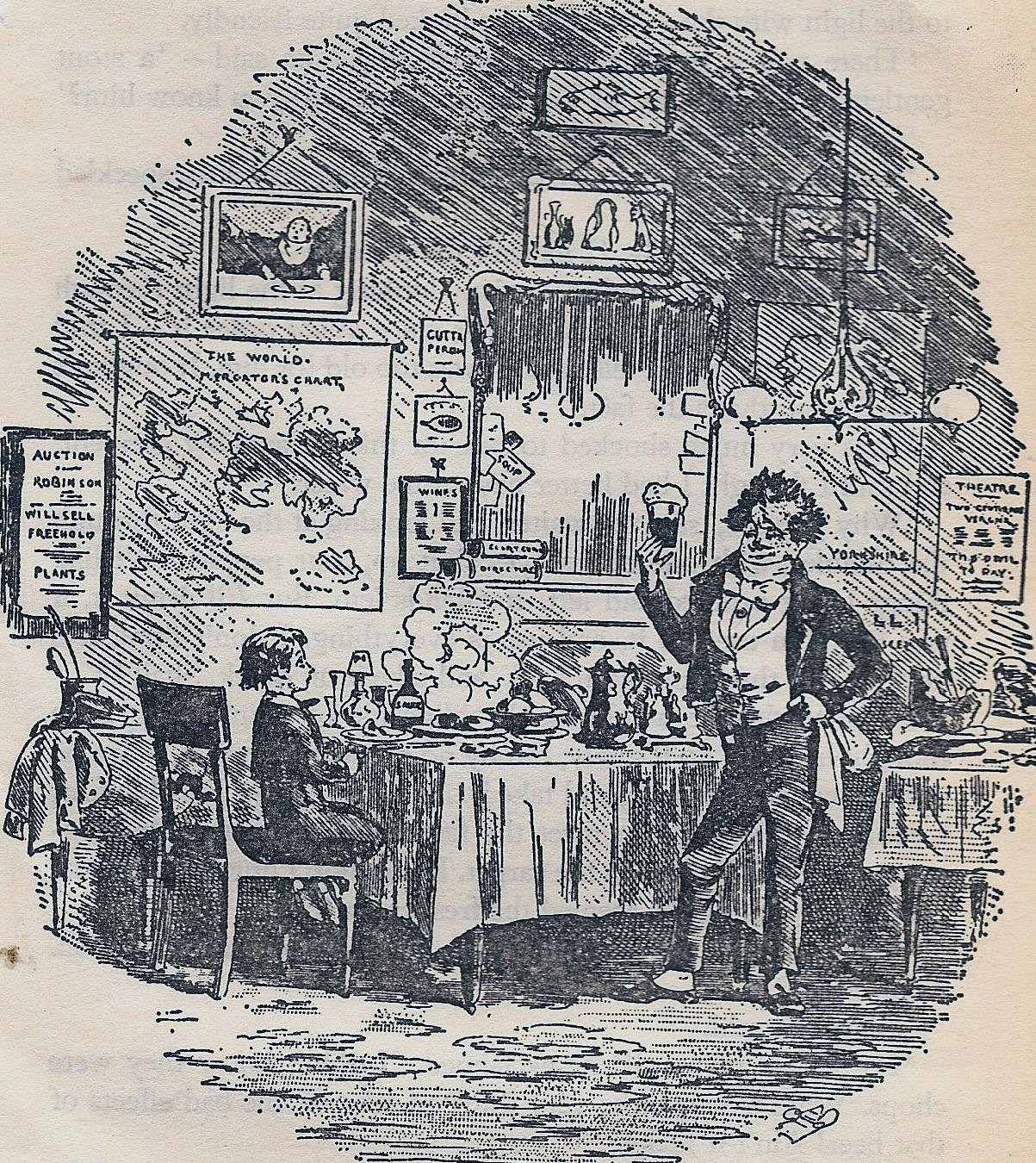
Tout seul à l'auberge, en route, par Phiz.
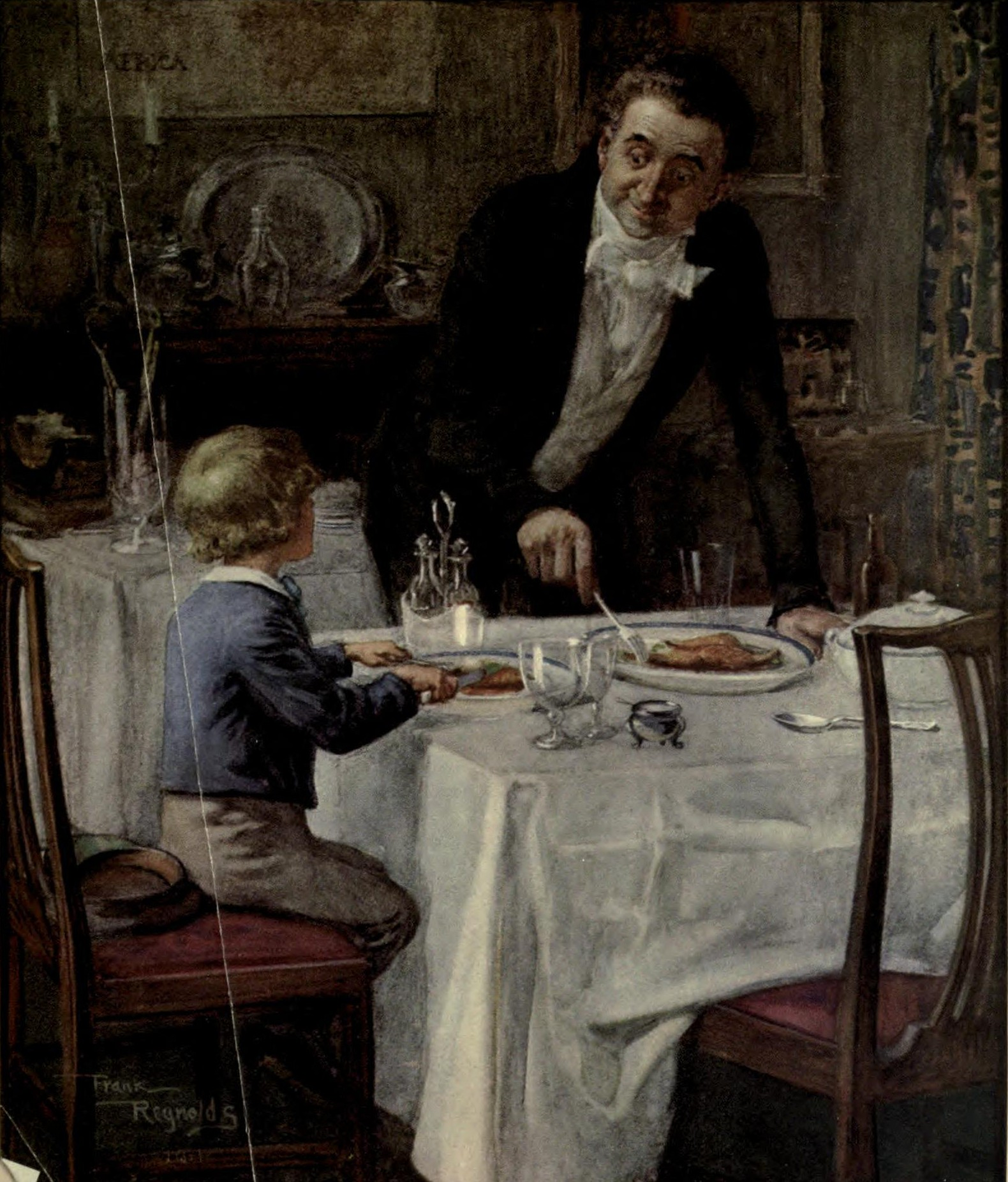
Le gentil serveur d'auberge, par Frank Reynolds.
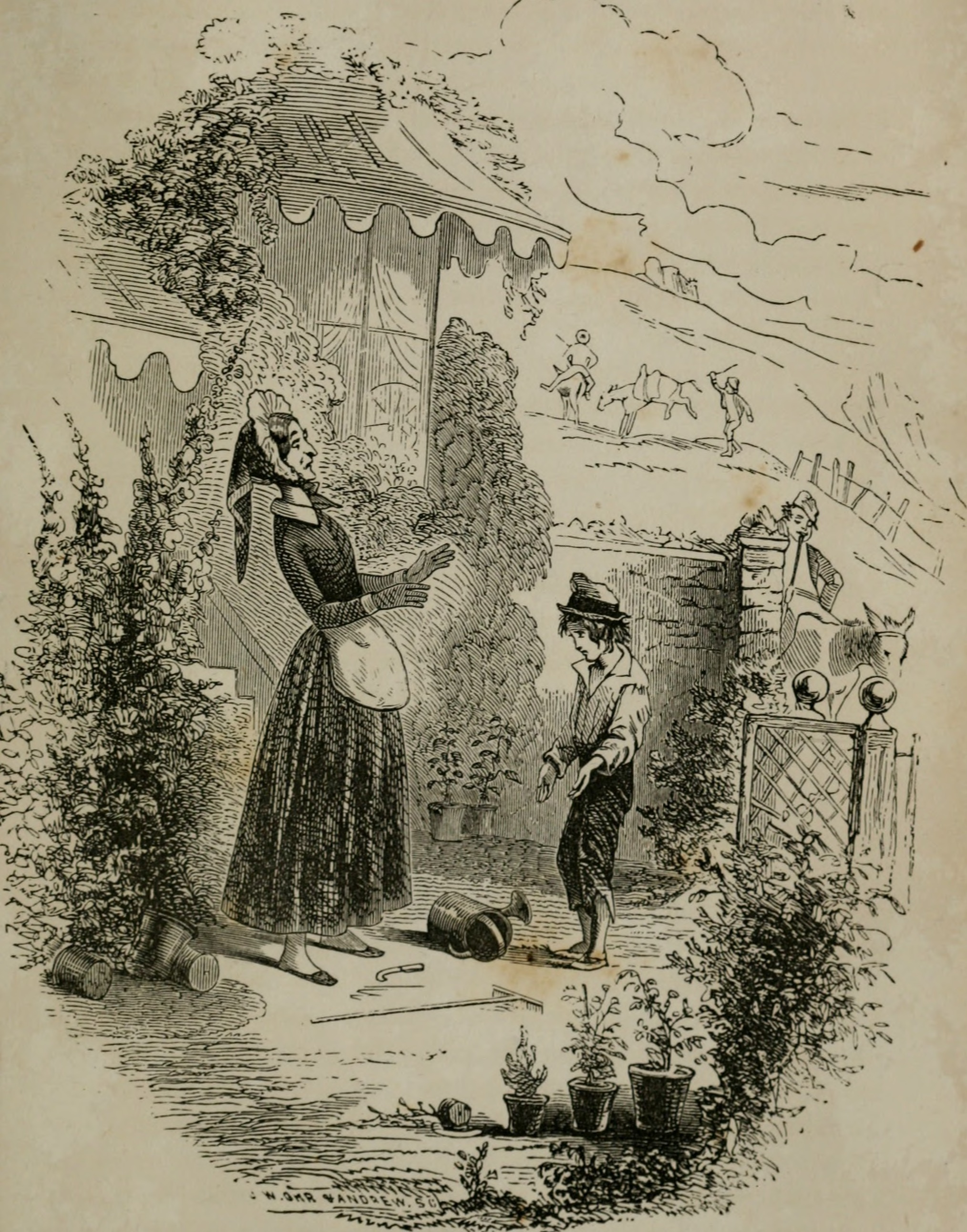
David arrive chez Tante Betsey, par Phiz.

#### Première partie (mai 1849)

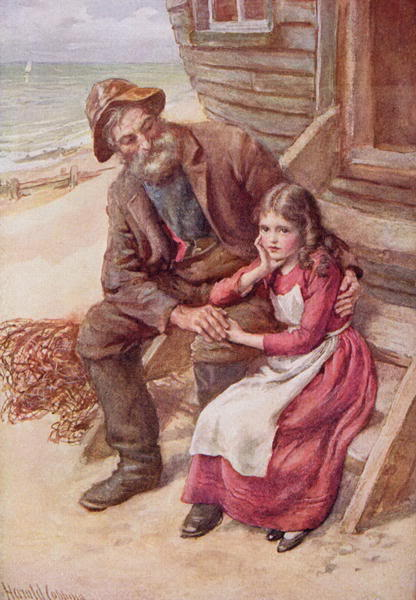
Dan' Peggotty et sa nièce (Harold Copping).

1. « Serai-je le héros de ma propre histoire ou quelque autre y prendra-t-il cette place ? C'est ce que ces pages vont apprendre au lecteur » (« Whether I shall turn to be the hero of my own life, or whether that station will be held by anybody else, these pages must show »). Ainsi commence le récit d'une vie, celle de David Copperfield par lui-même. Il revient sur sa naissance à Blunderstone, six mois après la mort de son père ; « enfant posthume » (a posthumous child), il est arrivé dans une famille aimante, avec une mère qui l'adore, la douce Clara, et une gouvernante en or, la bonne Peggotty. Une grand-tante, Betsey Trotwood, a assisté à l'accouchement, puis a disparu « comme une fée mécontente […] et n'est plus jamais revenue » (« vanished like a discontented fairy […] and never came back any more »), lorsque la petite-nièce qu'elle espérait s'est révélée être un petit-neveu.
2. David se remémore sa tendre enfance, la maison, les offices à l'église, et aussi un certain Murdstone qui raccompagne sa maman jusque chez elle.
3. Peggotty emmène l'enfant en vacances à Yarmouth où ils séjournent chez son frère Daniel qui habite dans un bateau retourné sur la plage. David fait la connaissance de Ham et de Mrs Gummidge et passe de longues heures à jouer au bord de la mer avec la P'tite Emily, nièce orpheline de Daniel. À son retour à Blunderstone, il découvre avec stupéfaction que sa mère a épousé Mr Murdstone.

#### Deuxième partie (juin 1849)
4. Murdstone s'oppose à l'affectueuse indulgence de Clara pour son fils, impose le régime de la « fermeté » (firmness) et installe sa sœur Miss Jane Murdstone qu'il charge de diriger la maisonnée. David se réfugie dans la lecture des livres que son père a laissés dans une petite pièce de l'étage. Lorsque Murdstone le bat sauvagement pour s'être trompé dans ses leçons, le jeune garçon le mord au pouce, ce qui lui vaut d'être consigné dans sa chambre pendant cinq jours. Peggotty lui apprend par le trou de la serrure qu'il va être envoyé dans une école.
5. En chemin, son transporteur, Mr Barkis, lui demande de faire savoir à Peggotty que « Barkis veut bien. Rien de plus » (Barkis is willn'. Just so). À Londres, David est accueilli par Mr Mell, adjoint du directeur à l'école Salem House. Mell s'arrête bientôt dans un hospice (almshouse) pour y voir sa mère à qui il joue de la flûte. L'école est déserte car les élèves sont en vacances ; David y reçoit aussitôt un écriteau avec l'inscription placardée sur son cou « Prenez garde. Il mord » (Take care of him. He bites).
6. Le directeur, Mr Creakle, prévient David qu'il est un vrai « Tartare », mais les quelques élèves présents se montrent amicaux. James Steerforth, le préfet (headboy) de l'école, se charge des sept shillings de David et s'en sert pour un dîner nocturne au cours duquel il promet de le prendre sous sa protection, ce dont David lui est infiniment reconnaissant.

#### Troisième partie (juillet 1849)
7. David porte Steerforth aux nues. Ce dernier l'encourage à raconter pendant la nuit aux enfants du dortoir les livres qu'il a lus dans la bibliothèque de son père. Un jour, cependant, Steerforth prend Mr Mell à partie en le traitant de « gueux insolent » (impudent beggar), et révèle que la mère de Mr Mell est pensionnaire d'un hospice, secret confié par David, sur quoi Mr Creakle renvoie son adjoint. Bien que conscient qu'il a sa part de responsabilité dans la mesquinerie de son camarade, David garde le silence et, lorsque Mr Peggotty et Ham viennent le voir à Salem House, il les présente à Steerforth.
8. David rentre à la maison pour les vacances. En chemin, il promet de dire à Peggotty que « Barkis attend une réponse » (« Barkis is waitin' for an answer »). Les Murdstone sont absents et David en profite pour passer un après-midi idyllique avec sa mère, Peggotty et un nouveau petit frère. Les Murdstone reviennent et, le régime de la fermeté aidant, David, malheureux, attend avec impatience le jour de la rentrée.
9. Mars : c'est son anniversaire, mais on le convoque chez le directeur pour lui annoncer le décès de sa mère. En route pour Blunderstone, il s'arrête chez Mr Omer où il reçoit des vêtements de deuil et entend le marteau cogner sur le cercueil devant abriter la dépouille. Peggotty lui apprend que le bébé est  mort lui aussi ; elle raconte les derniers instants de sa maîtresse, le long étiolement sous le « régime de la fermeté », le constant souci pour son enfant sans père (the fatherless boy), le désir qu'en cas de malheur le bébé soit inhumé à ses côtés. David médite sur la signification de ce décès et ses répercussions sur sa propre identité.

#### Quatrième partie (août 1849)
10. Mr Murdstone renvoie Peggotty qui réussit cependant à emmener David en vacances à Yarmouth. David y renoue ses liens avec la P'tite Emily et les autres membres de la maisonnée. « Une journée merveilleuse » arrive : malgré les récriminations de Mrs Gummidge, les deux enfants accompagnent Peggotty et Barkis en route pour se marier. David rêve d'épouser Emily. De retour à Blunderstone, il demeure oisif et laissé à lui-même, mais Murdstone lui annonce qu'il ne retournera pas à l'école et partira travailler à Londres chez Murdstone et Grinby, marchands de vins.
11. Londres : David commence une nouvelle vie ; son travail consiste à laver des bouteilles de vin et coller une étiquette sur le verre. Ses compagnons, Mick Walker et Mealy Potatoes, lui paraissent bien différents de ceux qu'il avait à Salem House. Il décrit sa souffrance secrète, sa pauvreté, la honte qu'il ressent. Il est présenté à Mr Micawber chez qui il loge, et apprend très vite que cette famille connaît de graves difficultés financières. Il offre son salaire de misère et l'aide même à placer quelques objets en gage pour lui venir en aide. Mr Micawber est arrêté et emprisonné pour dettes ; David s'installe dans un nouveau logis situé près de la prison.
12. Libéré, Mr Micawber décide d'aller à Plymouth où il espère que quelque chose va « tomber du ciel » (turn up). David lui aussi projette de quitter Londres pour retrouver sa tante Betsey qui habite à Douvres. Le samedi soir, après avoir terminé sa journée, il met son plan à exécution, mais les choses commencent mal : le jeune porteur loué pour l'occasion lui vole sa malle au lieu de la déposer dans la diligence et le dépouille de la demi-guinée empruntée à Peggotty pour couvrir les frais du voyage. Il se met donc en route à pied, nanti, comme il l'écrit, d'à peine plus que ce qu'il avait apporté à sa tante lors de sa naissance « et qui lui avait tant porté ombrage » (« gave her so much umbrage »).

#### Cinquième partie (septembre 1849)
13. Le voyage dure six jours. Pour subsister, David vend sa veste et son manteau, dort à la belle étoile, une nuit, dans un champ proche de Salem House, et arrive à Douvres en guenilles et affamé. Tante Betsey, sur le conseil de Mr Dick, son locataire simple d'esprit, lui fait prendre un bain et lui donne un bon repas.
14. Les Murdstone se présentent à Douvres et font savoir que si David ne s'en revient pas avec eux immédiatement, ils couperont définitivement les ponts avec lui. Tante Betsey n'a pas de mots assez durs pour eux et les met à la porte. Elle se proclame tutrice de David et décide de l'appeler désormais Trotwood Copperfield.
15. Très vite, David devient le meilleur ami de Mr Dick. Tous les deux s'en vont faire voler des cerfs-volants fabriqués avec les feuilles du « Mémorial », le récit autobiographique que Mr Dick écrit pour obtenir réparation du Lord Chancellor, mais qu'il est constamment obligé de sacrifier à cause d'allusions incontrôlées à la tête coupée du roi Charles Ier. Tante Betsey prend la décision d'envoyer David dans une bonne école de Cantorbéry et le loge chez son avocat, Mr Wickfield. David y fait la connaissance d'Agnes, sa fille, et de son secrétaire Uriah Heep. À son retour à Douvres, tante Betsey profère de sages conseils à son pupille : ne jamais être mesquin, ne jamais être hypocrite, ne jamais être cruel ; « évite ces trois vices, Trotwood, et je ne perdrai jamais espoir en toi » (« Avoid these three vices, Trotwood, and I can always be hopeful of you »,).

#### Sixième partie (octobre 1849)
16. David fait ses débuts dans l'école du Dr Strong, rencontre le vieil érudit et sa jeune femme Annie. Il sent la gêne voilant les rapports que Mr Wickfield entretient avec le Dr Strong, dès lors qu'il est question de Jack Maldon, cousin d'Annie ; et David remarque le chagrin dont Annie Strong se trouve saisie lorsque Maldon part pour les Indes.
17. Mr Dick est un visiteur assidu qui se lie d'amitié avec Dr Strong. Il raconte à David qu'un homme bizarre rôde autour de la maison de Tante Betsey et qu'elle lui donne de l'argent. David apprend aussi à connaître l'obséquieux Mr Heep, qui l'invite à prendre le thé chez lui et lui soutire (pumps) une multitude de renseignements sur sa vie. Mr Micawber s'en vient à passer ; David l'aperçoit par la porte restée entrouverte et le présente à Heep. Les Micawber, apprend-il, se trouvent à la recherche d'un emploi à Cantorbéry. Le lendemain, David voit Mr Micawber en compagnie de Heep, ce qui ne lui plaît guère, sans qu'il sache vraiment pourquoi. Mais les Micawber retournent à Londres et donnent un somptueux dîner avant leur départ, que ternit une lettre remise à David par Mr Micawber, dans laquelle il décrit sa désastreuse situation financière.
18. Chapitre rétrospectif, le premier d'une série qui en comprend quatre (18, 43, 53 et 64). David fait le point sur une étape de sa vie et se prépare à un changement radical. Il se remémore ses petites amours enfantines, pour Miss Shepherd pour laquelle il s'est battu avec un apprenti boucher, et plus tard pour l'aînée des Miss Larkins, une fois devenu préfet dans l'école du Dr Strong.

#### Septième partie (novembre 1849)

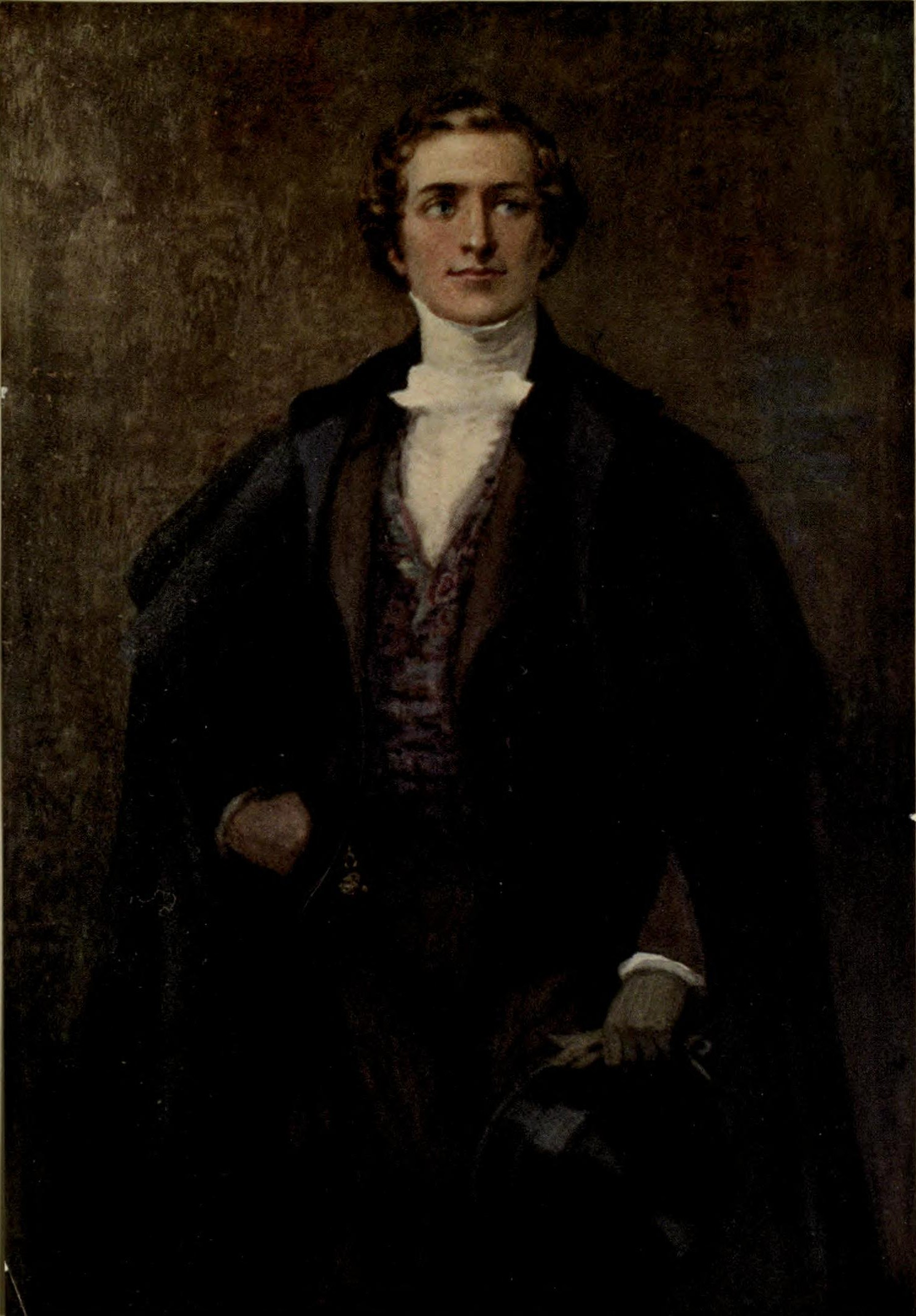
Steerforth dans toute sa splendeur, par Frank Reynolds.

19. L'école se termine et David envisage de prendre quelques vacances à Yarmouth avant de s'engager dans la vie professionnelle. Alors qu'il prépare son départ, Agnes lui confie son souci de voir son père sombrer dans l'alcoolisme, encouragé par Heep. David apprend aussi que Jack Maldon envisage de revenir des Indes et il remarque que Mr Wickfield se fait de plus en plus distant envers Annie Strong. De passage à Londres en chemin pour Yarmouth, il tombe sur Steerforth.
20. Il passe quelques jours chez Steerforth à Highgate. Il y fait la connaissance de Mrs Steerforth mère et de Rosa Dartle, sa pupille et compagne, affligée d'une propension à ne jamais être d'accord et d'une cicatrice lui barrant la lèvre, marque d'une blessure infligée pendant l'enfance par Steerforth qui lui a lancé un marteau au visage.
21. Il rencontre aussi le valet de Steerforth, Littimer, qui, par ses façons à la fois hautaines et empressées, lui donne l'impression qu'il est redevenu un petit enfant. David emmène Steerforth à Yarmouth où se célèbrent les fiançailles de Ham et d'Emily. Steerforth régale la compagnie de son affabilité et de sa conversation.

#### Huitième partie (décembre 1849)
22. Steerforth sombre dans la mélancolie et avoue à David que sa vie est sans but, qu'il aimerait y être « mieux guidé » (better guided). Il a acheté un bateau, ajoute-t-il, qu'il va nommer « La P'tite Emily ». Miss Mowcher, la coiffeuse naine, bavarde sans fin avec lui alors qu'elle s'occupe de ses cheveux. Quant à Emily, elle devient l'amie de Martha Endell, camarade de travail, qui a perdu tous ses maigres biens. La P'tite Emily, en larmes, déclare à Ham Peggotty qu'elle est indigne de lui.
23. David, sur le conseil de sa tante Betsey, devient proctor (jeune avocat) à Doctor's Commons, l'association d'avocats du barreau de Londres spécialisée dans les affaires civiles. Tante Betsey l'accompagne au cabinet de Mr Spenlow pour régler son contrat, et, en chemin, est accostée par un homme bizarre auquel elle donne de l'argent. Elle trouve un logement pour David chez Mrs Crupp.
24. David invite Steerforth et deux de ses amis à pendre la crémaillère. Les trois compères boivent beaucoup de vin, puis se rendent au théâtre. Là, David, en état de complète ébriété, rencontre Agnes, et, le lendemain matin, il se réveille en proie au remords de s'être si mal conduit.

#### Neuvième partie (janvier 1850)
25. Agnes met David en garde contre Steerforth ; elle l'informe aussi que son père s'apprête à prendre Uriah Heep comme associé. Heep se vante des nouveaux rapports qu'il entretient avec Mr Wickfield et suscite la colère de David lorsqu'il lui parle de ses aspirations envers Agnes.
26. David passe le week-end chez Mr Spenlow où il s'éprend éperdument de sa fille Dora. Il s'étonne cependant que Miss Murdstone soit devenue sa compagne, mais, d'un commun accord, aucune allusion n'est faite sur le passé qui les a réunis.
27. David rencontre Traddles, son compagnon de Salem House, qui lui raconte ses efforts pour s'installer comme avoué et lui apprend qu'il s'est fiancé à la fille d'un vicaire. Nouvelle surprise pour David : Traddles loge chez de vieilles connaissances, les Micawber.

#### Dixième partie (février 1850)
28. Alors que David les reçoit chez lui, Mrs Micawber incite instamment son mari à rechercher du travail. Il apprend que Traddles a été entraîné dans les difficultés financières de la famille. Steerforth arrive avec une lettre annonçant que Barkis est au plus mal, sur quoi David se rend à Yarmouth après une nuit passée chez la mère de Steerforth.
29. Là, Rosa Dartle le harcèle de questions sur les déplacements de Steerforth.
30. En arrivant à Yarmouth, David voit le pauvre Barkis qui « s'en va avec la marée » (goes out with the tide). La P'tite Emily lui paraît très agitée.
31. Les obsèques terminées, Ham reçoit une lettre d'Emily l'informant qu'elle est partie avec Steerforth. « Dan'l » Peggotty décide d'aller rechercher sa nièce par le monde et de la ramener à la maison.

#### Onzième partie (mars 1850)
32. Miss Mowcher s'épanche sur la traîtrise de Steerforth. David accompagne Daniel Peggotty chez Mrs Steerforth qui se montre hautaine et méprisante. Rosa Dartle n'est pas en reste, qui vilipende la Petite Emily. Daniel Peggotty s'en va seul par les routes et les chemins.
33. C'est l'anniversaire de Dora et David est aux anges. Un rendez-vous avec Dora est organisé grâce à la complicité de Miss Mills, une amie de la jeune fille ; et les voici secrètement promis l'un à l'autre.
34. David trouve Tante Betsey et Mr Dick, avec deux oiseaux, un chat et toutes leurs possessions, assis tels des « Robinson Crusoe » au milieu des appartements. Betsey lui apprend qu'elle est ruinée.

#### Douzième partie (avril 1850)
35. David, désireux d'aider sa tante, essaie en vain de résilier son contrat pour récupérer au moins une partie des sommes versées. Agnes lui donne l'idée de solliciter un poste de secrétaire auprès du Dr Strong, maintenant à la retraite à Londres.
36. Strong, en effet, le prend à son service pour un salaire de 70 £ annuelles. David décide d'étudier la sténographie dans l'espoir de devenir chroniqueur parlementaire. Mr Dick se fait copieur juridique et, avec une grande fierté, remet ses gains à Betsey Trotwood. Heep, ayant la mainmise sur l'entreprise désormais renommée « Wickfield et Heep », embauche Mr Micawber comme assistant. Avant de quitter Cantorbéry, Micawber « rembourse » Traddles avec une reconnaissance de dettes.
37. David tente d'expliquer à Dora son changement de statut, mais elle refuse de l'écouter.

#### Treizième partie (mai 1850)

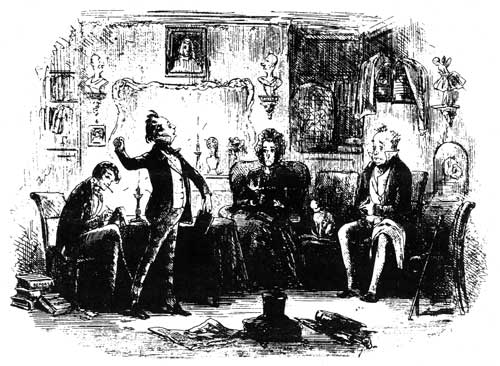
Devant Tante Betsey et Mr Dick, Traddles m'entraîne à la sténographie, par Phiz.

38. Traddles aide David à maîtriser la sténographie en lui faisant retranscrire des discours de parlementaires. Mr Spenlow apprend les liens unissant David à sa fille par Miss Murdstone qui a intercepté une lettre du jeune homme, et il exige que les fiançailles soient rompues. Mais il meurt le soir même, intestat, laissant son entreprise en plein désarroi. Dora part vivre avec ses deux tantes vieilles filles à Putney.
39. Cantorbéry : David y retrouve Mr Micawber qui refuse de parler de Heep, alors que Mr Wickfield se lamente des prétentions de son associé sur sa fille et que Heep se méfie de David qu'il considère comme un rival.
40. Par une nuit neigeuse, David rencontre Daniel Peggotty qui l'entretient de ses recherches infructueuses pour retrouver Emily. Il a parcouru la France, l'Italie, la Suisse. David remarque qu'il est suivi par Martha Endell.

#### Quatorzième partie (mai 1850)

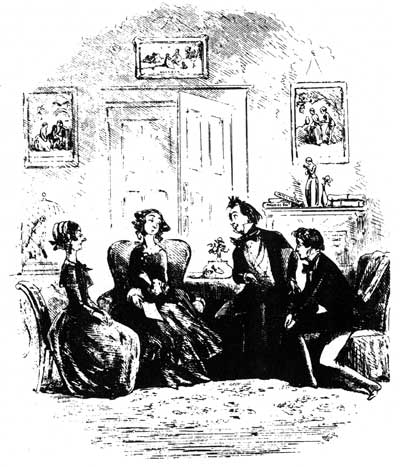
Traddles et David s'entretiennent avec les demoiselles Spenlow, par Phiz.

41. Les tantes de Dora, Miss Clarissa et Miss Lavinia Spenlow, donnent leur accord pour que, sous certaines conditions, David puisse rendre visite à leur nièce. Tante Betsey vient souvent les voir. David s'inquiète de ce que toutes ces dames, comme lui-même d'ailleurs, traitent la jeune fille en jouet.
42. Agnes et son père viennent à Londres chez les Strong ; David présente Dora à Agnes. Heep dit au Dr Strong qu'il soupçonne sa jeune femme de le tromper avec James Maldon, et que David, comme Mr Wickfield, sont du même avis que lui. Le docteur refuse de croire en la trahison d'Annie et se sent coupable de ne pas lui apporter tout le bonheur auquel elle aspire. Un peu plus tard, David, ulcéré des propos que Heep a tenus, lui assène un violent soufflet.
43. Deuxième chapitre rétrospectif. David se remémore son vingt-et-unième anniversaire et fait le point sur sa carrière : de reporter-sténographe à succès, il est devenu auteur reconnu. Il évoque également son mariage avec Dora.

#### Quinzième partie (juillet 1850)

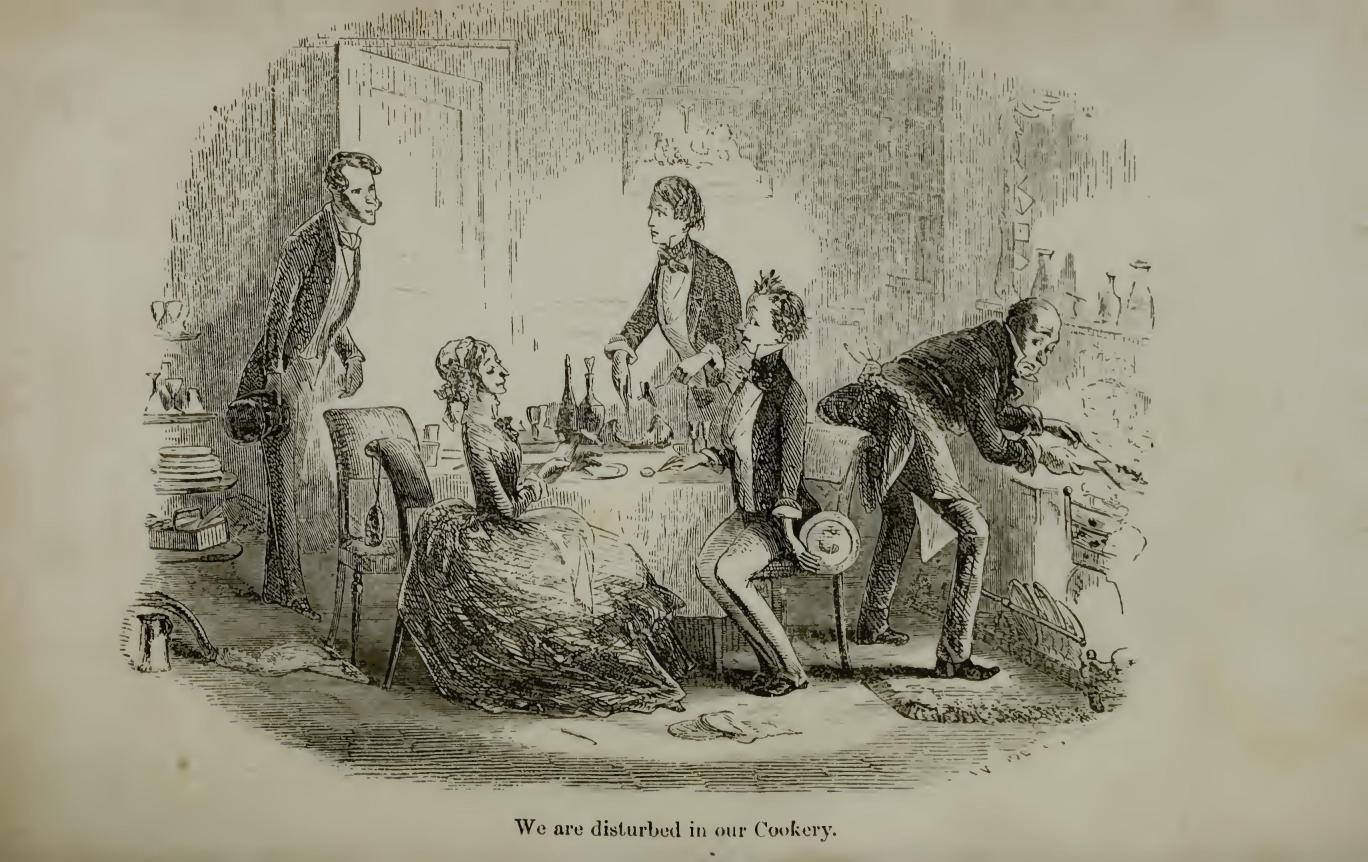
« On » (Uriah Heep) nous dérange en pleine cuisine, par Phiz.

44. Les jeunes mariés ont emménagé, mais, Dora s'avérant totalement incapable de tenir une maison, l'idylle devient un cauchemar. David demande à sa tante de la conseiller, mais elle refuse de se mêler de leurs affaires. Dora prie son mari de la considérer comme une femme-enfant.
45. Mr Dick remarque comme un nuage stagnant au-dessus des Strong et il informe David qu'il va remettre les choses en ordre. Quelques semaines plus tard, il accompagne Annie jusqu'auprès de son mari ; elle s'agenouille devant lui, l'assure de son amour et de son respect, et lui explique dans quelle situation difficile elle se trouve du fait de la malhonnêteté de James Maldon. Deux de ses phrases frappent David au plus haut point et il en médite le sens jusqu'à l'obsession : elles concernent l'incompatibilité d'humeur dans le mariage et la dette de gratitude qu'elle a contractée auprès de son mari pour l'avoir sauvée d'une incartade.
46. Une année s'est écoulée depuis le mariage de David qui, un jour, se voit convoqué d'urgence chez Steerforth. Il y est reçu par Rosa Dartle et le valet, Littimer. Ce dernier l'informe que son maître a abandonné la P'tite Emily et que celle-ci, échappant à sa surveillance (il la tenait enfermée), s'est enfuie. Rosa exulte à l'évocation des souffrances qu'elle doit endurer. David part avec Daniel Peggotty à la recherche de Martha Endell qu'ils ont l'intention de recruter pour les informer d'une possible arrivée d'Emily dans la capitale.

#### Seizième partie (août 1850)
47. David et Mr Peggotty trouvent la pauvre Martha prostrée au bord de la Tamise et la sauvent de la noyade. De retour chez lui, David surprend à nouveau sa tante en train de donner de l'argent à un inconnu dans le jardin. Tante Betsey lui apprend que cet homme est son mari.
48. David quitte son poste de chroniqueur parlementaire pour se consacrer à plein temps à l'écriture. Dora est à ses côtés lorsqu'il travaille, mais de fréquentes disputes éclatent dès qu'il est question des affaires du ménage. David s'efforce de façonner l'esprit de sa jeune femme : rien n'y fait ; alors, résigné, il accepte ses limites et l'aime pour ce qu'elle est, sa femme-enfant. Au cours de la seconde année de leur vie commune, la santé de Dora commence à décliner, au point qu'il doit la porter à l'étage ou au rez-de-chaussée.
49. Mr Micawber n'est plus le même ; il est devenu renfermé, irritable et mélancolique. Lors d'une rencontre à Londres avec David et Traddles, il se montre si troublé qu'il n'arrive plus à faire un punch. Et soudain, en une explosion de rage, il dénonce son employeur en le traitant de brigand, de scélérat de... HEEP, puis disparaît. Il donne aux deux jeunes gens rendez-vous à Cantorbéry la semaine suivante.
50. Martha conduit David dans son logis où il a été devancé par Rosa Dartle. Celle-ci vocifère des insanités à la face d'Emily. David ne souffle mot car il attend l'arrivée de Daniel Peggotty, lui aussi averti par Martha. Au moment où Rosa s'en va, Daniel se présente à Emily qui s'évanouit dans ses bras.

#### Dix-septième partie (septembre 1850)

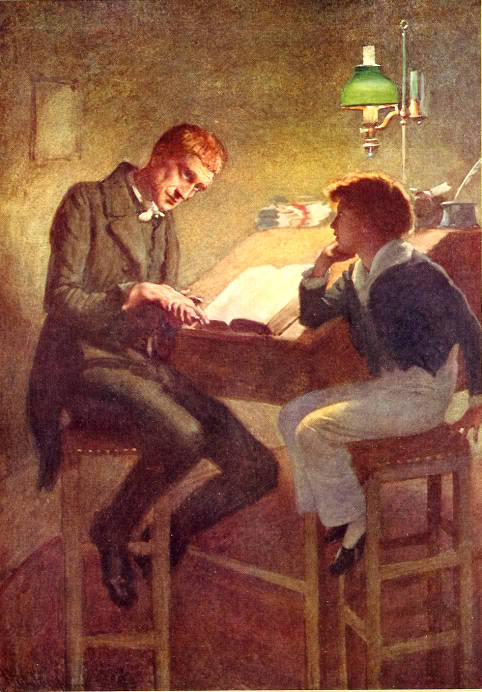
Uriah Heep et David (Harold Copping).

51. Mr Peggotty raconte la triste aventure qu'a vécue Emily, comment elle s'est enfuie, la maladie qui l'a terrassée, son retour en Angleterre, et comment Martha l'a sauvée de la prostitution. Il évoque la possibilité d'émigrer en Australie et d'y commencer une nouvelle vie avec elle. Ham avoue se sentir en partie responsable de sa chute, parce qu'elle a essayé d'éviter qu'ils se marient. Il demande à David de faire part de ses sentiments à la jeune femme.
52. Le jour du rendez-vous fixé par Mr Micawber est arrivé. David, qu'accompagnent Tante Betsey et Traddles, se présente aux bureaux de « Wickfield et Heep ». Ils y sont reçus par Mr Micawber qui décline ce qu'il appelle « le HEEP d'infamie » (the HEEP of Infamy) : il l'accuse formellement de faux et usage de faux, détournement de fonds et « déclaration dolosive ». Tante Betsey apprend ainsi que c'est Heep et non Wickfield qui est responsable de ses pertes financières. Traddles prend le relais en tant que représentant de la loi, constitue le dossier avec les preuves que Micawber a réunies. Uriah Heep n'écoute pas les conseils de sa mère qui le supplie de se faire « 'umble » et conciliant, se montre au contraire belliqueux, s'en prend à David qu'il traite de « parvenu » (upstart) et accuse de lui avoir toujours été hostile.
53. Nouveau chapitre rétrospectif : David se souvient du déclin de la santé de son épouse et comment, au cours de ses derniers moments, elle a regretté leur mariage, « enfantin »
(childish), a-t-elle dit. Elle a aussi demandé à s'entretenir avec Agnes. Pendant sa maladie, David s'est interrogé sur son cœur « indiscipliné » (undisciplined). Alors que Jip, le chien tant aimé de Dora mourait dans sa petite maison chinoise, Dora s'est éteinte à l'étage.

#### Dix-huitième partie (octobre 1850)
54. Traddles et Micawber travaillent à démêler les affaires de Mr Wickfield et les malversations de Heep. Ils parviennent à récupérer l'argent de Tante Betsey et à liquider l'entreprise sans banqueroute. Betsey n'a que louanges pour David d'avoir si noblement surmonté les duretés de la pauvreté qu'ils ont connue ; elle le félicite pour sa persévérance, sa force de caractère, son abnégation. Elle paie les dettes de Mr Micawber qui, du coup, peut envisager de s'installer en Australie. De retour à Londres, elle apprend à David que son mari est mort.
55. David décide de porter lui-même la réponse d'Emily à Ham et arrive à Yarmouth alors que la tempête y fait rage, ce qui déclenche en lui un tumulte de pensées et de souvenirs. Il apprend qu'une goélette s'est échouée sur la plage et y trouve Ham se préparant à se lancer au secours d'un marin qui s'accroche au mât. Les efforts de Ham sont vains, il est laminé par une grande vague et se noie ; le corps du marin est rejeté par la mer : c'est Steerforth.
56. David retourne à Londres avec la dépouille de Steerforth. Mrs Steerforth est accablée de chagrin, mais Rosa Dartle entre dans une violente rage et s'écrie :
| « Soyez maudit ! dit-elle, en me regardant avec une expression de rage et de douleur réunies. Maudite soit l’heure où vous êtes jamais venu ici ! Malédiction sur vous ! Sortez! » | « 'A curse upon you!, she said, looking round at me, with a mingled expression of rage and grief. 'It was an evil hour that you ever came here; a curse upon you! Go!' » |

57. David fait ses adieux aux Micawber, à Daniel Peggotty, à Emily, Martha et Mrs Gummidge qui tous partent pour l'Australie.

#### Dix-neuvième et vingtième parties (novembre 1850)
58. David passe trois années dans un village suisse à surmonter le chagrin qui accable son cœur « indiscipliné » ; il prend conscience de son amour pour Agnes, regrettant d'avoir jeté aux orties le trésor de son cœur.
59. De retour en Angleterre, il apprend que Traddles s'est marié et que Murdstone a poussé sa nouvelle femme à la folie. Il retrouve Betsey, Dick et Peggotty, désormais gouvernante de la maison Trotwood.
60. Il se rend à Cantorbéry où il apprend qu'Agnes est directrice d'un établissement scolaire pour jeunes filles. Il éprouve le sentiment qu'elle n'est pas heureuse, ce qui provoque un profond malaise en lui.
61. Mr Creakle, devenu juge dans le Middlesex, l'invite à visiter une prison. Il est surpris d'y trouver Littimer et Uriah Heep qui figurent parmi les prisonniers modèles. Littimer déclare pardonner à la P'tite Emily pour la façon dont elle s'est conduite envers lui ; quant à Heep, il espère que Mr W est rongé par le remords, et que sa fille, Miss W, et « tout ce tas de pécheurs » (all that sinful lot) se repentent de l'avoir trahi. David quitte la prison convaincu que la façon dont sont traités les prisonniers ne fait qu'encourager leur fausse humilité et leur hypocrisie.
62. David cherche à savoir pourquoi Agnes manifeste tant de mélancolie. Il lui avoue espérer qu'elle devienne un jour un peu plus qu'une sœur pour lui. Agnes éclate en sanglots de bonheur et lui révèle que toute sa vie elle n'a aimé que lui. Quinze jours plus tard, le mariage est célébré et Agnes déclare que, sur son lit de mort, Dora lui a demandé de prendre la place qui, bientôt, serait vacante.
63. Dix années ont passé. Mr Peggotty fait une visite surprise. Les nouvelles d'Australie sont excellentes : lui-même est devenu un fermier prospère ; Emily se consacre à de bonnes œuvres ; Martha s'est mariée ; Mr Micawber a été promu premier juge de la circonscription de Port Middlebay. David lit dans un journal australien que Mr Mell, désormais Dr Mell, dirige l'école secondaire coloniale de Salem House.
64. Dernier chapitre, lui aussi rétrospectif. Tante Betsey est une vieille dame de quatre-vingts ans, droite comme un i et à la volonté intacte ; Peggotty apprend au plus jeune fils de David à marcher, tout comme elle l'a fait pour lui ; Mr Dick est toujours à l'ouvrage sur son « Mémorial ». David a une pensée pour Mrs Steerforth dont la vie s'est arrêtée le jour de la mort de son fils, pour Jack Maldon et Julia Mills, revenus des Indes et qui se querellent sans cesse, mais font partie de la « bonne société » (in society). Le Dr Strong, quant à lui, travaille à son dictionnaire, et il en est toujours à la lettre « D » ; Traddles a été élevé à la dignité de juge au Temple et connaît le bonheur avec sa femme Sophy. David termine son récit par un hommage enflammé à sa propre épouse, Agnes, dont il évoque le visage lumineux de clarté céleste baignant son être entier et tous les objets qui s'offrent à son regard (« one face shining on me like a heavenly light by which I see all other objects »),.

### Récapitulation

#### La carte du récit
Le récit se présente comme une route d'où partent différents chemins. La route, c'est celle de la vie de David, l'intrigue principale ; les embranchements naissent des rencontres du personnage central et débouchent sur plusieurs intrigues secondaires poussées plus ou moins loin. Chacune est représentée par une figure importante : Mr Micawber, Steerforth, la P'tite Emily, Uriah Heep ; se greffent des histoires annexes, celle de Martha Endell, de Rosa Dartle, et, longeant la route principale, s'étirent quelques chemins parallèles sur lesquels le lecteur est de temps à autre invité : celui de Traddles, de Betsey Trotwood, de la famille Peggotty, Dan et Ham en particulier, Peggotty elle-même restant de bout en bout intimement liée à David. Les différentes voies ne s'éloignent guère de l'avenue principale, et, quand elles le font, un forceps narratif les rassemble à nouveau, d'où les chapitres rétrospectifs et l'ultime récapitulation.

#### Les nécessaires récapitulations

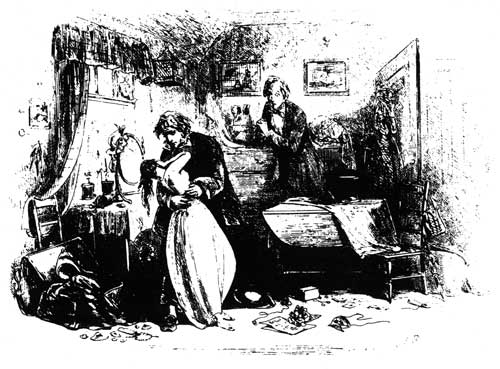
Mr Peggotty retrouve la jeune Emily, par Phiz.

Le récit est, en effet, d'apparence linéaire, comme il convient dans sa forme traditionnelle à la première personne, couvrant la vie entière du narrateur, du moins jusqu'au jour où il décide de mettre un terme à son entreprise littéraire. Toutefois, des pans entiers sont condensés en quelques paragraphes, voire une phrase ou deux, signalant que trois ou dix années ont passé, ou encore que Dora est morte. Ainsi, le séjour présumé de réflexion en Suisse qui conduit à la reconnaissance de l'amour pour Agnes, ou encore le laps de temps écoulé avant le chapitre final, sont autant de blancs dans l'histoire. De plus, comme cette histoire concerne, outre le héros, des personnages secondaires d'importance, tels Mr Micawber ou Uriah Heep, ou encore Betsey Trotwood et Traddles, les quelques informations nécessaires à la vraisemblance se voient parcimonieusement distillées avec des procédés conventionnels dans les ultimes chapitres : une visite impromptue dans une prison, le retour inopiné de Dan Peggotty des Antipodes ; autant de fausses surprises pour le narrateur qui en a besoin pour faire le point et boucler l'histoire personnelle de chacun. À ce titre, l'épilogue que représente le dernier chapitre est un modèle du genre : une revue systématique, prétendument inspirée par le souvenir, sans véritable liaison sinon le désir d'en finir avec chacun, avec force exclamations et constatations extatiques, faisant défiler des comparses comme figés dans le temps : Dick avec son « Mémorial » et son cerf-volant, Dr Strong et son dictionnaire, etc., et en prime, la nouvelle d'un « plus jeune fils » de David, ce qui implique qu'il y en eu d'autres dont le lecteur n'a jamais entendu parler. Ainsi également, le récit de Dan' Peggotty disant la triste épopée de sa nièce, et les chapitres appelés « rétrospectifs », placés à des moments stratégiques du discours général, qui jouent un rôle de rattrapage, autant, sinon plus, que de méditation, sans pour autant s'aventurer dans le détail événementiel, alors réduit à une simple mention. Ici, la narration a disparu, elle a cédé le pas à l'énumération qu'ornent quelques enjoliveurs stylistiques.

#### «La restructurationa posteriori» (Georges Gusdorf)
La démarche de Dickens, par David Copperfield interposé, n'échappe donc pas à ce que Georges Gusdorf appelle « le péché originel de l'autobiographie », c'est-à-dire une restructuration a posteriori, et en cela, paradoxalement, elle démontre son authenticité. Cela consiste à scinder sa vie en parties, à en choisir des phases paraissant décisives, en dégager une évolution et les doter d'une direction puis d'un sens, alors que, au jour le jour, l'existence a été vécue comme un amas de perceptions informes exigeant une adaptation immédiate, que capte au mieux dans le roman l'usage du présent de narration généralement adopté par Dickens : succession de moments autonomes qui finissent pas s'amalgamer en un tout cohérent et que relie le fil ténu du « je » se reconnaissant en chacun. Dans cette reconstruction, entrent une part de vérité et une autre de poésie, les fameuses Dichtung und Wahrheit de Goethe, l'absence obligée d'objectivité, la promotion de l'oubli comme partie intégrante du souvenir, la suzeraineté de la subjectivité du temps retrouvé.
Ainsi, pour reprendre à nouveau les termes de Georges Gusdorf, David Copperfield apparaît comme « une seconde lecture de l'expérience d'un homme », en l'occurrence Charles Dickens, un effort pour donner, alors qu'il a atteint la plénitude de sa carrière, « une signification à sa légende ».

## Source et contexte

### Le passé personnel

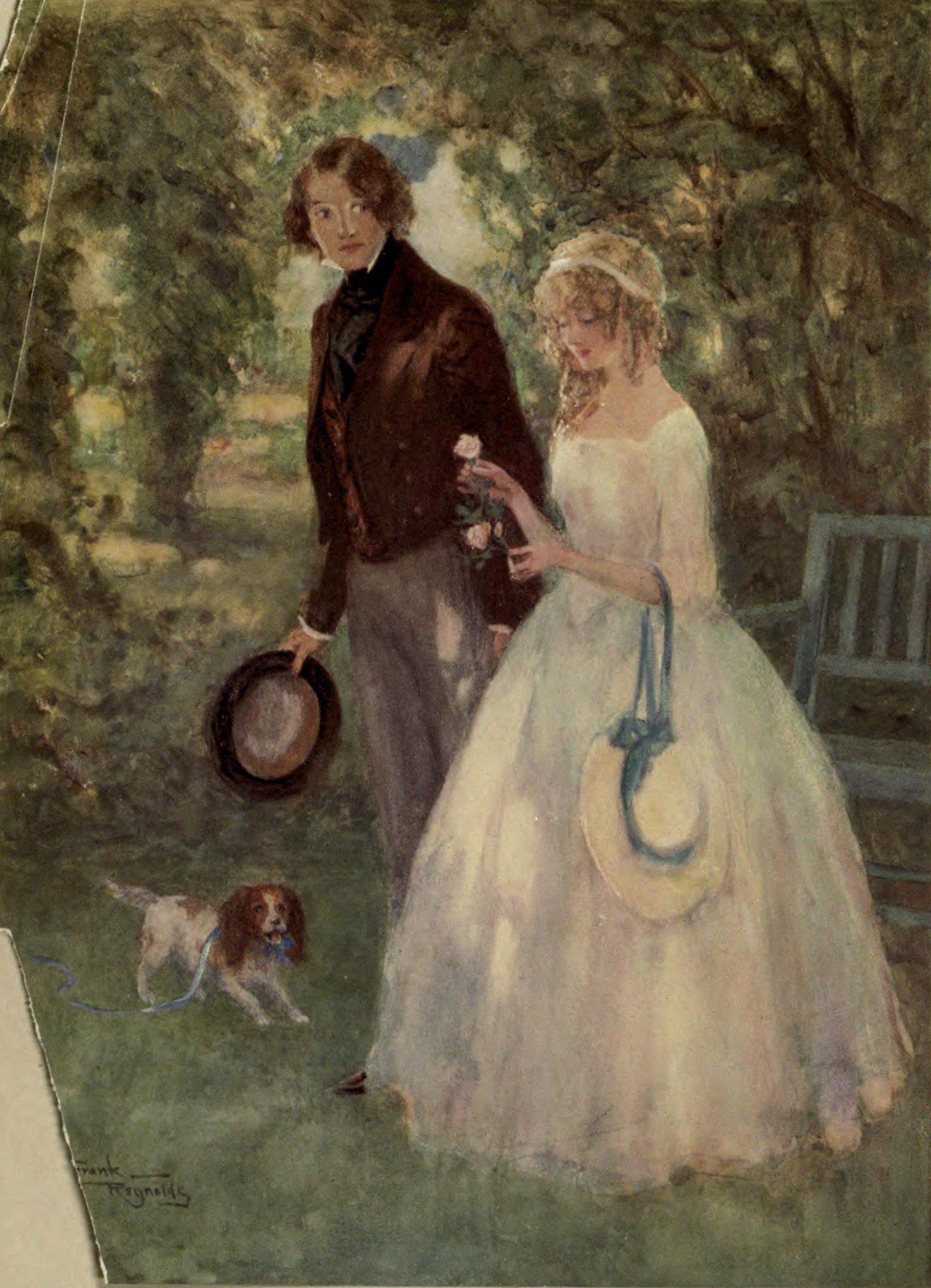
Dora Spenlow, par Frank Reynolds.

David Copperfield est le contemporain de deux œuvres majeures fondées sur la mémoire, Le Prélude de William Wordsworth, poème autobiographique consacré aux expériences fondatrices de sa jeunesse, et In Memoriam de Tennyson chantant la mémoire de l'ami disparu. D'un côté, l'interrogation romantique sur le développement personnel de l'individu, de l'autre, la confrontation victorienne avec la mutation et le doute : tout cela, écrit Andrew Sanders, se mêle pour conférer au roman le statut de texte privilégié, représentatif de la charnière du siècle.
Les souvenirs de Dickens, ajoute Paul Schlicke, intensément personnels, se voient merveilleusement transmutés en fiction. L'expérience vécue comme fils d'un impénitent insolvable est célébrée sur le mode comique en la personne à jamais rebondissante de Wilkins Micawber ; la passion sans retour pour Maria Beadnell resurgit avec tendresse dans l'impossible mariage avec Dora Spenlow ; la décision de faire de David un romancier souligne que son livre devient l'espace privilégié où Dickens s'inventorie en tant qu'homme et artiste : « Le monde refuserait un autre Pickwick de moi, fait-il remarquer alors que le roman avance, pour autant, nous pouvons, je l'espère, être joyeux et gais, et y mettre un peu plus de sens » (« The world would not take another Pickwick from me, but we can be cheerful and merry, and with a little more purpose in us »). De fait, si la préoccupation pour les aventures d'un héros individualisé, associée à un défilé de personnages comiques ou grotesques, renvoie aux œuvres passées, l'intérêt porté au développement personnel, le pessimisme ambiant, le schéma structurel complexe annoncent les romans à venir.

### Des précédents littéraires
En 1847, Jane Eyre, l'intense récit à la première personne de Charlotte Brontë, est acclamé dès sa parution. À la différence de Thackeray qui l'a adulé, Dickens prétend des années plus tard ne l'avoir jamais lu. Vrai ou faux, il a en tous cas connu Mary Barton, d'Elizabeth Gaskell, qui appelle à la compréhension et la sympathie dans une société rongée par les distinctions de classes. Un autre repère est le Pendennis de Thackeray, retraçant l'itinéraire personnel et social d'un héros de la campagne à la ville, qui paraît mensuellement en même temps que David Copperfield, et l'on sait que la rivalité séparant les deux écrivains préoccupe plus Thackeray que Dickens. Mais l'influence littéraire la plus directe est « à l'évidence Carlyle » (prominently Carlyle) qui, dans une conférence donnée en 1840, l'année de sa rencontre avec Dickens, sur On Heroes, Hero-Worship, and the Heroic in History (« Des héros, du culte des héros et de l'héroïque en histoire »), prétend que le personnage moderne le plus important est « le héros en tant qu'homme de lettres » (« the Hero as Man of Letters »). Et tel est le destin de David, à force d'expériences personnelles, de persévérance et de sérieux.

### La chose sociale
David Copperfield se préoccupe aussi de questions de société (voir infra L'aspect documentaire) : Martha et Emily font écho aux engagements de Dickens dans Urania Cottage, fondé avec Angela Burdett-Coutts, fille de Francis Burdett, pour « sauver » des femmes dites perdues. Leur émigration finale, dans le sillage de celle des Micawber, de Daniel Peggotty et Mr Mell, met en œuvre la conviction qu'a Dickens que la rédemption sociale et morale peut passer par le lointain étranger où, littéralement, l'on se « refait » une nouvelle santé de vie. De plus, la description de Littimer et Heep en prison apparaît comme une expérience d'écriture journalistique fondée sur l'article Pet Prisonners (« Les prisonniers choyés ») que Dickens publie le 27 avril 1850, et aussi sur Model Prisons (« Prisons modèles ») de Carlyle. Enfin, les vues de Dickens sur l'éducation se reflètent dans Salem House et l'école du Dr Strong, ces doubles opposés, de même que la considération apportée à Dick renvoie à ce qu'il pense du traitement que la société réserve à ses fous.

## Le point de vue
Quels que soient les emprunts personnels, le lecteur sait — et là se situe le préalable essentiel — que David Copperfield n'est pas une autobiographie mais un roman, œuvre de fiction donc, avec des événements et des personnages, héros-narrateur y compris, sans existence réelle, pures créations virtuelles de l'imagination de Dickens qui, in fine, par la seule virtuosité de son verbe, reste le véritable maître du jeu et orchestre seul la subtile complexité des différentes strates de discours.

### La première personne du narrateur
L'emploi de la première personne détermine le point de vue : le narrateur, écrivain reconnu, marié à Agnes depuis plus de dix ans, s'engage en une prise de parole destinée à raconter et interpréter des faits passés. Cette recréation, en soi un acte important, ne saurait qu'être partielle et aussi partiale, puisque, a priori, il est le seul regard et la seule voix ; ne jouissant pas des prérogatives de la troisième personne, l'omnipotence, l'ubiquité, la clairvoyance, il ne relate que ce dont il a été le témoin ou à quoi il a lui-même participé : tous les personnages apparaissent en sa présence ou, à défaut, par ouï-dire, avant d'être soumis à sa plume à travers le prisme de sa conscience, avec les déformations qu'induit le déficit naturel de la perception et qu'accentue le filtre sélectif et déformant de la mémoire. Bavard et pédagogue, il ne laisse pas les faits parler d'eux-mêmes, mais n'a de cesse de s'affirmer en maître du jeu narratif, qui intervient, explique, interprète et commente. Son point de vue est celui de l'adulte qu'il est devenu, tel qu'il s'exprime au moment même où il écrit. À la fin de son livre, il éprouve une fierté d'écrivain à évoquer « les fils de la toile qu'il a tissée » (« the thread[s] in the web I have spun »).
Gareth Cordery écrit que « si David Copperfield est le paradigme du Bildungsroman, c'est aussi la quintessence des romans de la mémoire » (« if David Copperfield is the paradigmatic Bildungsroman, it is also the quintessential novel of memory »), et à ce titre, d'après Angus Wilson, l'égal de À la recherche du temps perdu. La mémoire du héros enclenche si intensément les souvenirs que le passé se fait présent :
| « Je me rappelle si bien le temps qu’il faisait ce jour-là ! Je sens le brouillard qui enveloppait tous les objets ; j’aperçois au travers le givre qui couvre les arbres ; je sens mes cheveux humides se coller à mes joues ; je vois la longue suite de pupitres dans la salle d’étude, et les chandelles fongueuses qui éclairent de distance en distance cette matinée brumeuse ; je vois les petits nuages de vapeur produits par notre haleine serpenter et fumer dans l’air froid pendant que nous soufflons sur nos doigts, et que nous tapons du pied sur le plancher pour nous réchauffer. » | « How well I recollect the kind of day it was! I smell the fog that hung about the place; I see the hoar-frost, ghostly, through it; I feel my rimy hair fall clammy on my cheek; I look along the dim perspective of the schoolroom, with a sputtering candle here and there to light up the foggy morning, and the breath of the boys wreathing and smoking in the raw cold as they blow upon their fingers, and rap their feet upon the floor. » |  |

Dans de tels passages qui parsèment les chapitres rétrospectifs, le vivant se substitue au vécu, le présent historique scellant l'effondrement de l'expérience originale et la recréation d'un ici et maintenant qui s'empare du champ entier de la conscience. Parfois, cette bouffée de reviviscence se fait plus vive que la réalité : ainsi, au chapitre 41, à propos du visage de Traddles : « Son visage avait une expression de candeur à la fois sérieuse et comique, dont le souvenir me frappe peut-être plus encore à présent que sur le moment » (« His honest face, as he looked at me with a serio-comic shake of his head impresses me more in the remembrance than it did in the reality »). Ce sont là des « moments sacrés » (sacred moments), écrit Gareth Cordery, que David a précieusement gardés dans « les chambres à trésor » de sa mémoire, où chante « la musique du temps » (the music of time) : « prose secrète, ajoute Graham Greene, sentiment d'un esprit se parlant à lui-même sans personne à côté pour l'écouter » (« secret prose, that sense of a mind speaking to itself with no one there to listen »).

### Les discrètes interventions de l'auteur

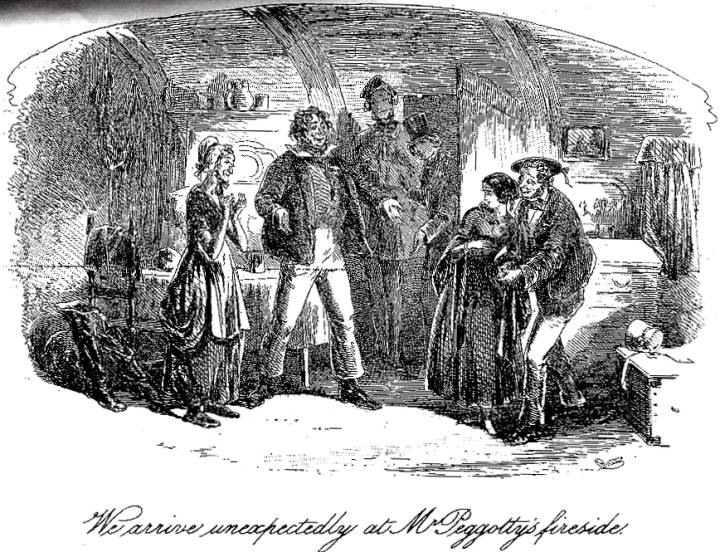
Arrivée soudaine chez les Peggotty, par Phiz.

Pour autant, sans être Dickens, ce narrateur lui ressemble beaucoup et devient souvent son porte-parole. S'ajoute donc à son point de vue, directement ou en filigrane, celui de l'auteur, sans qu'il y ait forcément adéquation totale entre les deux. À ce titre, David sert de medium, de miroir et aussi d'écran, Dickens subvertissant parfois son discours pour se hisser au premier plan ou, au contraire, se cacher derrière cet élégant délégué à la plume agile. La voix de Dickens, cependant, est en général bien dissimulée et, selon Gareth Cordery, la plus difficile à détecter car surtout présente par implication. Pour aider à l'entendre, ajoute-t-il, il convient de se tourner vers Phiz dont les illustrations apportent un point de vue qui n'est pas toujours en accord avec celui de David. Par exemple, au chapitre 21, les deux amis arrivent par surprise chez les Peggotty, et David présente Steerforth à Emily au moment même où viennent d’être annoncées ses fiançailles avec Ham. Cette soudaine intrusion stoppe la jeune fille alors qu'elle vient de bondir des bras de Ham pour se nicher dans ceux de Mr Peggotty, signe, précise Gareth Cordery en passant, que la promesse d'épousailles vaut autant pour l'oncle que pour le neveu. Le texte reste succinct mais Phiz interprète, anticipe sur les événements, dénonce même la future culpabilité de David : tous les regards sont rivés sur la jeune fille, son bonnet, emblème de ses aspirations sociales et de ses prochaines pérégrinations avec Steerforth, est prêt à être saisi, et David, habillé en gentleman, se tient dans l'embrasure de la porte, un doigt pointé sur Steerforth qui le dépasse d'une tête, l'autre mesurant l'espace séparant Ham et Dan Peggotty, comme offrant Emily à son ami. Emily, quant à elle, a toujours la tête tournée vers Ham mais le corps s'est mis en retrait et le regard est devenu à la fois défiant et provocateur. Phiz rassemble ici en une seule image tout un faisceau d'informations non écrites, que Dickens approuve et a sans doute lui-même suggérées.

### La perspicacité du lecteur

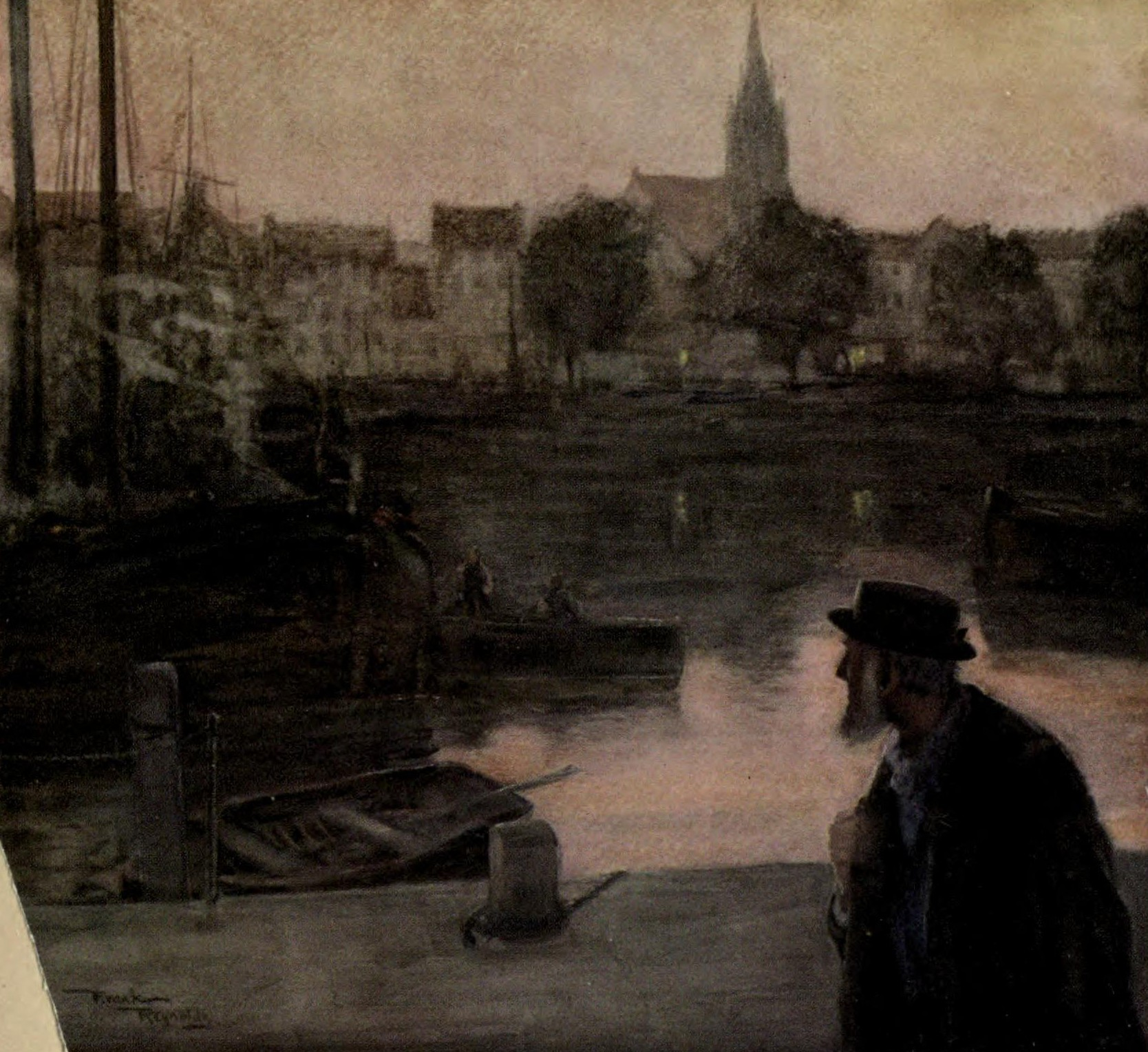
Daniel Peggotty à la recherche de sa nièce, par Frank Reynolds.

Troisième point de vue, celui du lecteur averti qui, bien qu'en général emporté vers la sympathie par la plaidoirie pro domo du narrateur, n'adhère pas béatement à son propos et finit par décrypter les failles de l'homme et de l'écrivain, tout comme il apprend à identifier et jauger les interventions souterraines de l'auteur.
Il écoute David adulte et entend ce que cet adulte veut bien ou ne veut pas laisser entendre. « Bien que ce manuscrit soit destiné à nul regard autre que le mien » (« Even though this manuscript is intended for no eyes but mine »), est-il dit au chapitre 42, mais le livre existe, et le lecteur devient ipso facto ce que Gareth Cordery appelle un « père-confesseur » (a father confessor) sachant juger et même, parfois, douter de la sincérité de l'émotion exprimée. Ainsi, à la mort de Dora, il est bien obligé de constater que le chagrin est expédié à la va-vite, comme s'il y avait plus important à faire que se livrer à la désolation : « Ce n’est pas le moment de dépeindre l’état de mon âme sous l’influence de cet horrible événement » (« this is not the time at which I am to enter on a state of mind beneath its load of sorrow »), ce qui crée une interrogation et une gêne : David se protège-t-il de son désarroi ou a-t-il versé quelques larmes de crocodile pour la forme ?
Il s'autorise aussi à regarder certaines faiblesses somme toute coupables, comme la connivence inconsciente (his own unconscious part) dans la pollution de la maison Peggotty par Steerforth auquel il reste incapable de jamais s'opposer : « J'ai l'impression que si j'avais été confronté à lui, je n'aurais pu lui reprocher quoi que ce soit » (« I believe that if I had been brought face to face with him, I could not have uttered one reproach »), écrit-il au chapitre 32. Même traitement pour son amour d'enfance, son Emily tant idéalisée, qui, une fois « tombée », se voit expulsée de sa conscience au point que son dernier commentaire, lorsqu'il l'aperçoit furtivement à bord du bateau en partance pour l'Australie, est, selon John O. Jordan, « un chef-d'œuvre de duplicité narrative » (a masterpiece of narrative duplicity) : loin de voir en elle ce qu'elle est devenue, une véritable femme, il se réfugie derrière l'image d'une pathétique icône religieuse lui permettant avec élégance d'évacuer sa propre culpabilité de l'avoir trahie.
Ainsi se révèlent dans sa mouture psychologique, conclut Gareth Cordery, des courants souterrains que son récit s'efforce inconsciemment de déguiser. Hasards de l'écriture ou art suprême de l'auteur ? La question reste à jamais posée.

## Thématique

### La dimension autobiographique
Si David Copperfield en est venu à être « l'enfant chéri » de Dickens, c'est parce c'est le plus autobiographique de tous ses romans. Certains des épisodes les plus douloureux de sa vie sont à peine déguisés ; d'autres apparaissent indirectement sous la forme de révélations que Paul Davis appelle « obliques » (oblique revelations). Toutefois, Dickens lui-même écrit à Forster que le livre n'est pas une pure autobiographie, mais « un tissage très compliqué de vérité et d'invention » (« a very complicated interweaving of truth and fiction »).

#### Le matériau autobiographique
Le matériau autobiographique le plus important concerne les mois que Dickens, encore enfant, a passés à la manufacture Warren, son assiduité auprès de son premier amour, Maria Beadnell (voir Catherine Dickens et Ellen Ternan), enfin sa carrière de journaliste et d'écrivain. Comme l'a fait remarquer John Forster, ces épisodes sont essentiellement factuels : la description du travail forcé auquel David est soumis chez Murdstone et Grinby reproduit verbatim les fragments autobiographiques confiés à son ami ; la fascination qu'éprouve David envers Dora Spenlow ressemble à celle qu'a inspirée la capricieuse Maria ; les grandes étapes de sa carrière, depuis Doctors' Commons jusqu'au premier roman, en passant par le reportage sténographique, suivent eux aussi celles de son créateur.
Pour autant, ce matériau, tout comme les autres aspects autobiographiques du roman, n'est pas systématiquement reproduit tel quel. Le cruel Murdstone est bien différent du réel James Lamert, beau-fils de la sœur de Mrs Dickens mère, qui a vécu avec la famille à Chatham et Camden Town, et qui a trouvé pour le jeune Charles la place de colleur d'étiquettes dans la manufacture de cirage qu'il gérait pour le compte de son beau-frère George ; et la fin de cet épisode ne ressemble en rien à ce qui se passe dans le roman : dans la réalité, en effet, à l'encontre du désir de sa mère qu'il continue à travailler, c'est son père qui l'a sorti de l'entrepôt pour l'envoyer à l'école. À l'inverse de l'amour frustré de Charles pour Maria Beadnell, qui l'a repoussé devant l'opposition de ses parents, David, dans le roman, épouse Dora Spenlow et, satisfaction post facto, écrit Paul Davis, « tue » virtuellement le beau-père récalcitrant. Enfin, la carrière littéraire de David paraît moins agitée que celle de Dickens, et ses résultats sont bien moins spectaculaires. La pudeur naturelle que manifeste David n'explique pas à elle seule toutes ces modifications : Paul Davis exprime l'opinion que Dickens raconte sa vie telle qu'il l'eût souhaitée, et aussi que son art conscient (conscious artistry') sait emprunter des données, les fédérer à son dessein initial et les transformer selon les nécessités romanesques, si bien « qu'en définitive, David Copperfield est l'autobiographie de David et non celle de Dickens » (« In the end, Copperfield is David's autobiography, not Dickens's »).

#### «Serai-je le héros de ma propre vie?» (David Copperfield)

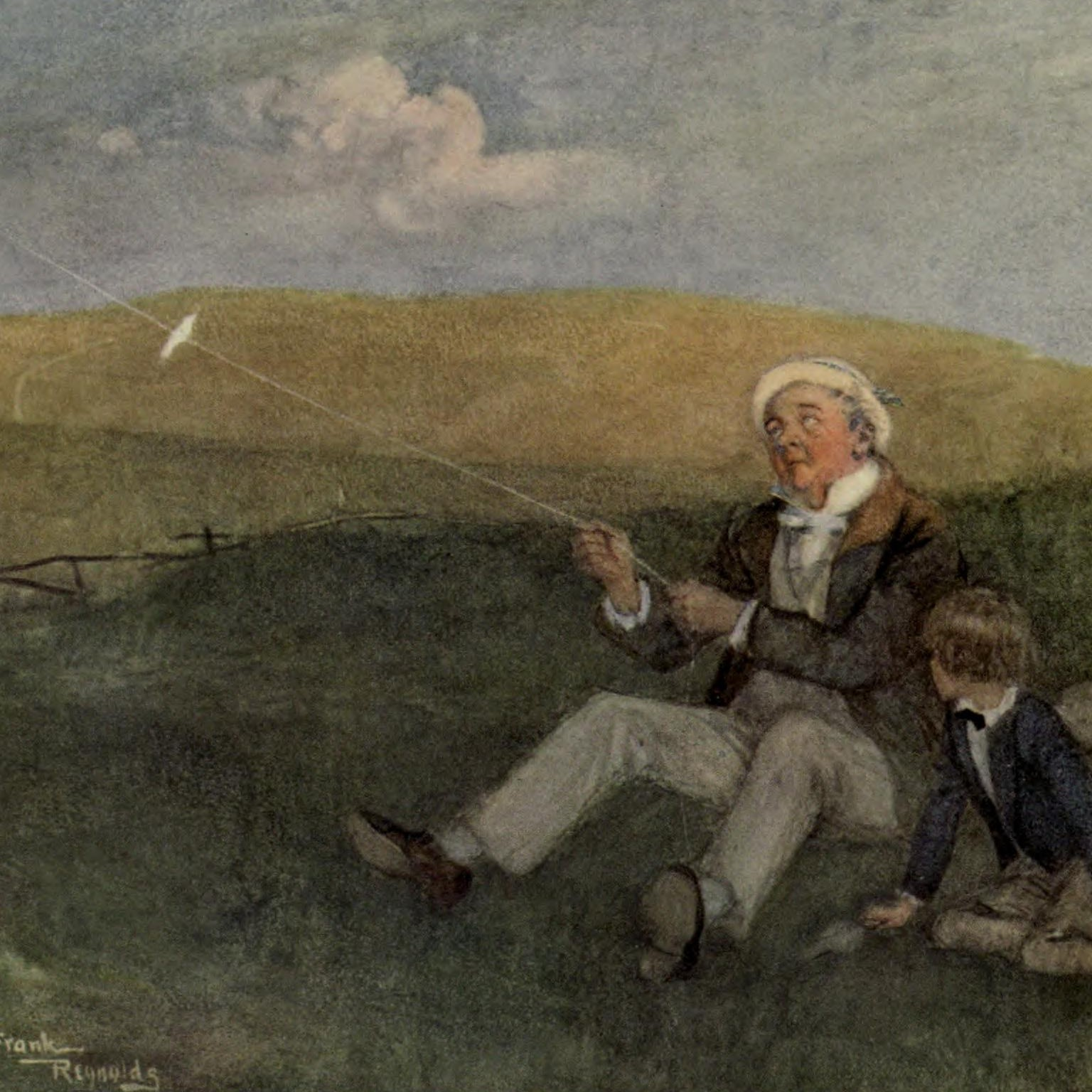
Mr Dick et son cerf-volant, par Frank Reynolds.

David ouvre son récit par une interrogation : Serai-je le héros de ma propre vie ?, ce qui signifie qu'il ne sait pas où sa démarche va le mener, que l'écriture même en sera le test. Comme le dit Paul Davis, « En ce récit, cette quête victorienne de l’héroïsme, la plume sera peut-être plus puissante que l'épée et ce sera au lecteur de décider si ses qualités d'homme et d'écrivain atteignent à l'héroïsme » (« In this Victorian quest narrative, the pen might be mightier than the sword, and the reader will be left to judge those qualities of the man and the writer that constitute heroism »).
Pour autant, l'interrogation implique une affirmation, d'ailleurs précisée par la suite du texte : c'est lui, et personne d'autre, qui déterminera sa vie, avenir d'ailleurs factice, puisque les jeux sont déjà faits, la vie ayant été vécue et le roman n'en étant que le récit. Héros de sa vie, peut-être, héros de son récit, pas toujours : certains personnages ont plus de corps que lui, Steerforth, Heep, Micawber, par exemple, à côté desquels il paraît souvent passif et diaphane. D'où, conclut Paul Davis, la nécessité de lire sa vie autrement : c'est plus par réfraction, en quelque sorte, à travers d'autres personnages que le lecteur se fait une idée vraie du « héros » de l'histoire. Que révèlent de lui ces trois hommes, et aussi Dora, qu'il épouse malgré tout ? Autre critère possible, la comparaison avec les deux autres « écrivains » du roman, Dr Strong et Mr Dick : le dictionnaire de Strong ne sera jamais achevé et, comme un récit de vie, prendra fin avec la mort de son auteur. Quant à Mr Dick, son projet autobiographique pose sans cesse la question de savoir s'il peut transcender l'incohérence et l'indécision de son sujet-narrateur. Ce dernier saura-t-il en prendre les rênes, y pourvoir un début, un milieu, une fin ? Parviendra-t-il à unifier l'ensemble, à surmonter les traumatismes d'antan, l'obsession de la tête royale décapitée, pour donner un sens au présent et une direction pour l'avenir ? Seul, d'après Paul Davis, David réussit à construire un tout de sa vie, souffrances et échecs compris, au même titre que les succès, et c'est là que se situe la « vraie dimension de son héroïsme comme écrivain » (« one measure of his heroism as a writer »).

#### Le poids du passé
Le passé « parle » tout spécialement à David, enfant sachant observer (a child of close observation), comme le rappelle le titre du deuxième chapitre : « J'observe » (I observe), et adulte doué d'une mémoire remarquable, tant et si bien que le récit de son enfance est réalisé de façon si concrète que le narrateur, comme le lecteur, oublie parfois que c'est un passé vécu et non un présent qui est donné à voir, le verbe passant d'ailleurs souvent du preterit au présent de narration, et les phrases se faisant souvent propositions indépendantes courtes, chacune énonçant un fait. Certes, le narrateur adulte intervient pour nuancer ou apporter une explication, sans jamais, pourtant, prendre le pas sur la vision enfantine. Et parfois, le récit se prolonge par une réflexion concernant le fonctionnement de la mémoire. Ainsi, toujours au chapitre 2, les deuxième et troisième paragraphes commentent le premier souvenir des deux êtres entourant David, sa mère et Peggotty :
| « Il me semble que je vois ma mère et Peggotty placées l’une en face de l’autre ; pour se faire petites, elles se penchent ou s’agenouillent par terre, et je vais en chancelant de l’une à l’autre. Il me reste un souvenir qui me semble encore tout récent du doigt que Peggotty me tendait pour m’aider à marcher, un doigt usé par son aiguille et plus rude qu’une râpe à muscade. C’est peut-être une illusion, mais pourtant je crois que la mémoire de beaucoup d’entre nous garde plus d’empreinte des jours d’enfance qu’on ne le croit généralement, de même que je crois la faculté de l’observation souvent très développée et très exacte chez les enfants. La plupart des hommes faits qui sont remarquables à ce point de vue ont, selon moi, conservé cette faculté plutôt qu’ils ne l’ont acquise ; et, ce qui semblerait le prouver, c’est qu’ils ont en général une vivacité d’impression et une sérénité de caractère qui sont bien certainement chez eux un héritage de l’enfance. » | « I believe I can remember these two at a little distance apart, dwarfed to my sight by stooping or kneeling on the floor, and I going unsteadily from the one to the other. I have an impression on my mind, which I cannot distinguish from actual remembrance, of the touch of Peggotty's forefinger as she used to hold it out to me, and of its being roughened by needlework, like a pocket nutmeg-grater. This may be fancy, though I think the memory of most of us can go further back into such times than many of us suppose; just as I believe the power of observation in numbers of very young children to be quite wonderful for its closeness and accuracy. Indeed, I think that most grown men who are remarkable in this respect may with greater propriety be said not to have lost the faculty than to have acquired it; the rather, as I generally observe such men to retain a certain freshness, and gentleness, and capacity of being pleased, which are also an inheritance they have preserved from their childhood. » |

David réussit donc, comme l'exprime George Orwell, à « se tenir à la fois à l'intérieur et à l'extérieur de l'esprit d'un enfant » (« stand both inside and outside a child's mind »), effet de double vision particulièrement prégnant dans les premiers chapitres. La perspective de l'enfant s'y combine à celle du narrateur adulte qui sait bien, lui, que l'innocence va être violée et le sentiment de sécurité rompu. Ainsi, même avant l'intrusion de Murdstone en beau-père ou la mort de Clara, le petit garçon ressent comme des pressentiments de mortalité (intimations of mortality), au deuxième chapitre, par exemple, lors de l'épisode dit « Le boulet de Shefffield » (Brooks of Sheffield), au cours duquel, premier coup assené à sa confiance, il se rend peu à peu compte que Mr Murdstone et son compère Quinion se moquent méchamment de lui :
| « — C’est Davy, répondit M. Murdstone. — Davy qui ? demanda le monsieur, David Jones ? — Davy Copperfield, dit M. Murdstone. — Comment ! C’est le boulet de la séduisante mistress Copperfield, de la jolie petite veuve ? — Quinion, dit M. Murdstone, prenez garde à ce que vous dites : on est malin. — Et où est cet on ? » demanda le monsieur en riant. Je levai vivement la tête ; j’avais envie de savoir de qui il était question. « Rien, c’est Brooks de Sheffield », dit M. Murdstone. Je fus charmé d’apprendre que ce n’était que Brooks de Sheffield ; j’avais cru d’abord que c’était de moi qu’il s’agissait. Évidemment c’était un drôle d’individu que ce M. Brooks de Sheffield, car, à ce nom, les deux messieurs se mirent à rire de tout leur cœur, et M. Murdstone en fit autant. » | « 'That's Davy,' returned Mr Murdstone. 'Davy who?' said the gentleman. 'Jones?' 'Copperfield' said Mr Murdstone. 'What! Bewitching Mrs Copperfield's incumbrance?' cried the gentleman. 'The pretty little widow?' 'Quinion,' said Mr Murdstone, 'take care, if you please. Somebody's sharp.' 'Who is?' asked the gentleman laughing. I looked up quickly, being curious to know. 'Only Brooks of Sheffield', said Mr Murdstone. I was quite relieved to find that it was only Brooks of Sheffield, for, at first, I really thought it was I. There seemed to be something very comical in the reputation of Mr Brooks of Sheffield, for both the gentlemen laughed heartily when he was mentioned, and Mr Murdstone was a good deal amused also. » |

Le coup final, brutal et irrémédiable cette fois, c'est la vision, au chapitre 9, de son propre reflet en son petit frère mort gisant sur le sein de sa mère :
| « La mère qui dormait dans son tombeau était la mère de mon enfance ; la petite créature qui reposait dans ses bras pour toujours, c’était moi qu’elle avait jadis pressé ainsi contre son sein » | « The mother who lay in the grave was the mother of my infancy; the little creature in her arms was myself, as I had once been, hushed for ever on her bosom. » |

### Le long parcours initiatique

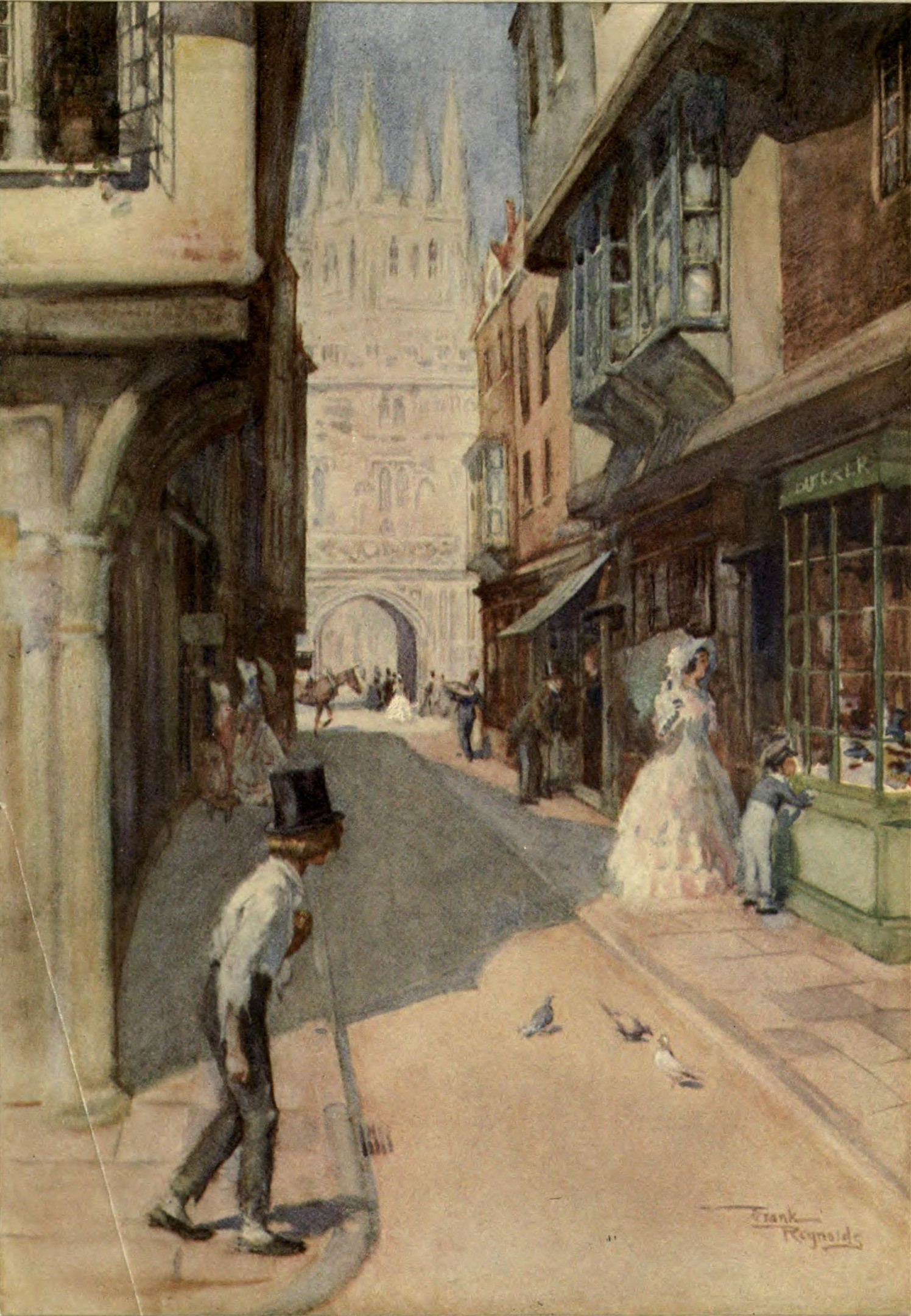
David arrive à Cantorbéry, par Frank Reynolds.

À bien des égards, au-delà du regard autobiographique, David Copperfield se présente comme un roman d'initiation, suivant en cela un schéma traditionnel issu du XVIIIe siècle qui se retrouve dans presque tous les romans de Dickens. Ce chemin est parsemé de noms différents que, dans son introduction à l'édition Wordsworth Classics, Adrienne E. Gavin a recensés : sa mère l'appelle « Davy » ; Murdstone en parle comme de « Brooks de Sheffield » ; pour la famille de Peggotty, il est « Mas'r Davy » ; en route pour Yarmouth, il apparaît en « Master Murdstone » ; chez Murdstone et Grinby, il est connu comme « Master Copperfield » ; Mr Micawber se contente de « Copperfield » ; Steerforth le baptise « Daisy » ; il devient « Mister Copperfield » avec Uriah Heep et « Trotwood », bientôt raccourci en « Trot » pour sa tante Betsey ; Mrs Crupp le déforme en « Mr Copperfull » et Dora le surnomme « Doady ». Alors qu'il s'efforce de gagner son vrai nom une fois pour toutes, cette pléthore d'appellations, commente Adrienne E. Gavin, reflète la fluidité de ses relations personnelles et sociales, et obscurcit son identité. À vrai dire, c'est en écrivant sa propre histoire et en lui donnant son nom pour titre qu'il peut enfin revendiquer à la face du monde qui il est.

#### Des strates de vie
De fait, « [la] vie de David est en quelque sorte une succession de vies, chacune d'elles se terminant sans rapport aucun avec ce qui suit » (« David's life is in a way a series of lives, each one in radical disjunction from what follows »), écrit Paul Davis. Le jeune garçon qui est placé dans l'entrepôt diffère de l'enfant de Blunderstone Rookery ou de l'élève de Salem House, et dans l'ensemble, David s'efforce de garder ces parties de lui-même déconnectées les unes des autres. Par exemple, au chapitre 17, alors qu'il fréquente l'école de Cantorbéry, il se trouve rencontrer Mr Micawber chez Uriah Heep, et une soudaine terreur le saisit à l'idée que Heep puisse faire le rapport entre lui, tel qu'il est aujourd'hui, et le petit à l'abandon que logeaient les Micawber à Londres.
Autant de mutations qu'indiquent, en effet, les changements de nom, parfois accueillis avec soulagement : ainsi « Trotwood Copperfield », alors qu'il trouve refuge à Douvres chez sa tante Betsey, afin, écrit le narrateur, de « commenc[er] une nouvelle vie, sous un nouveau nom, dans un environnement tout nouveau » (« This I began my new life, in a new name, and with everything new about me »). Alors, Blunderstone s'assombrit et s'efface « comme si s'était à jamais abaissé un rideau sur ma vie chez Murdstone et Grinby » (« seemed […] a curtain had for ever fallen on my life at Murdstone and Grinby's »).
Il y a là un processus d'oubli, stratégie de survie élaborée par la mémoire, qui pose un défi majeur au narrateur ; de son art, en effet, dépend l'ultime réconciliation des différences pour dégager et préserver l'identité unifiée de son être d'homme.

#### Une succession de modèles masculins

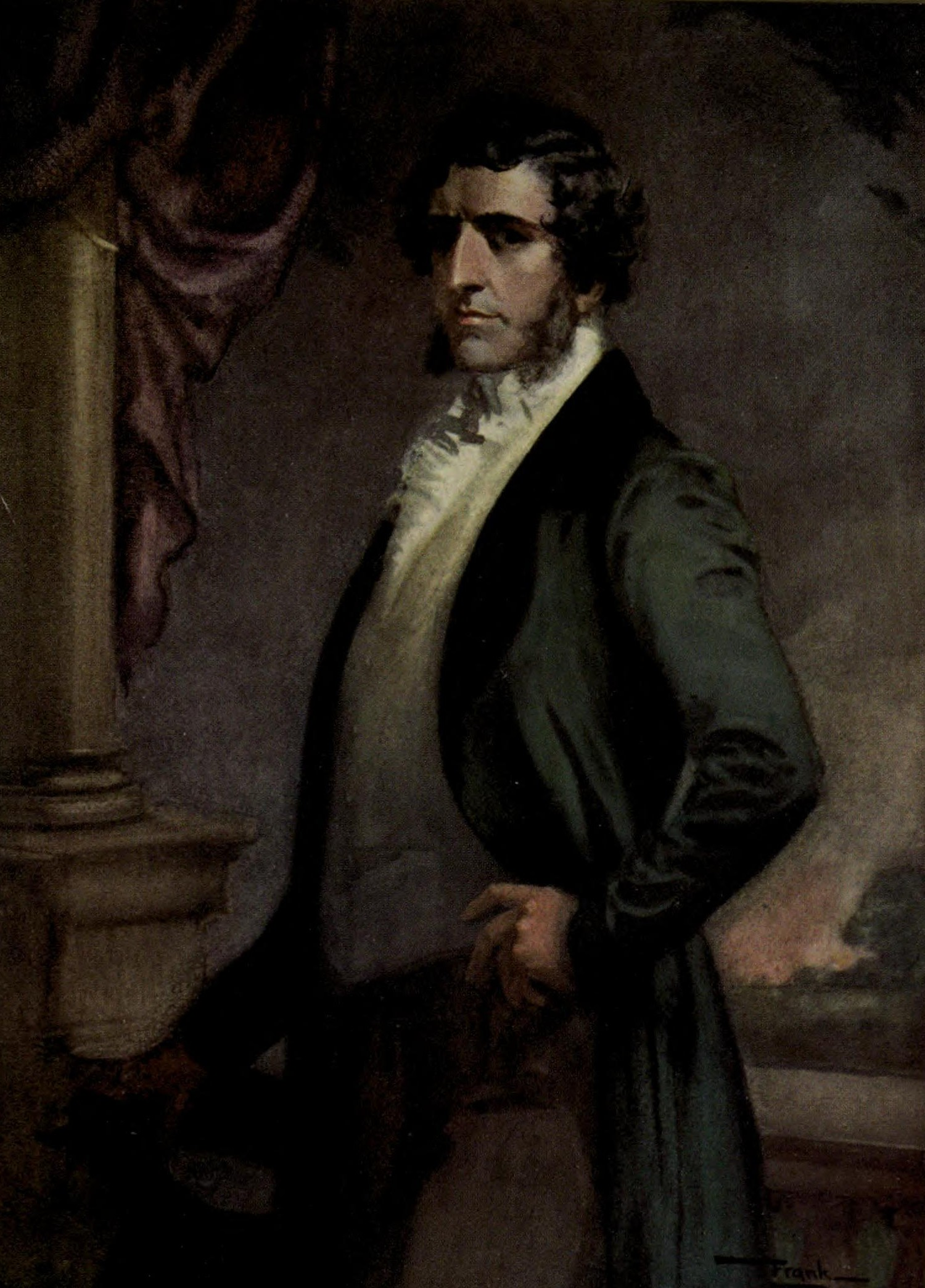
Mr Murdstone, par Frank Reynolds.
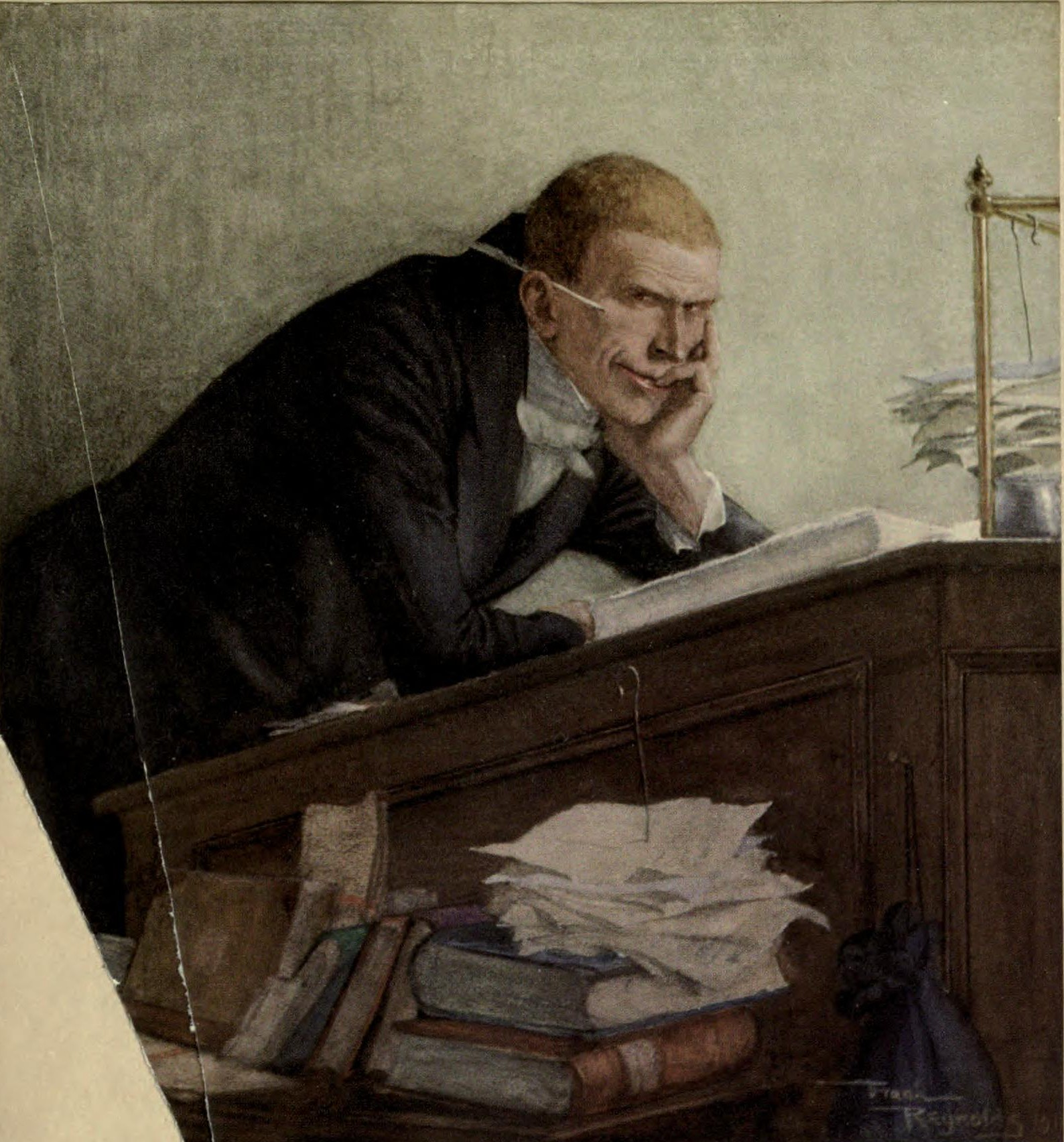
Uriah Heep, par Frank Reynolds.
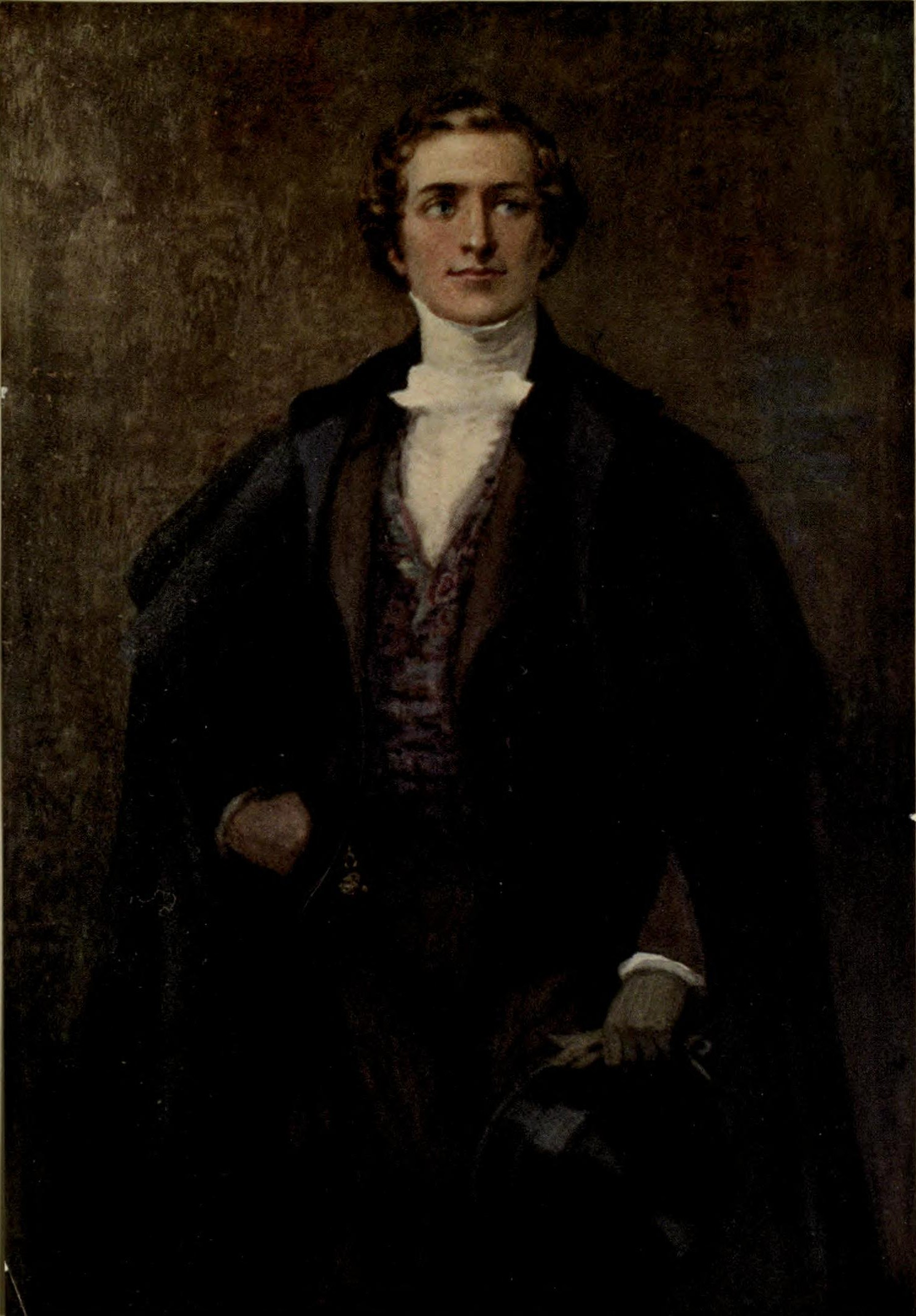
James Steerforth, par Frank Reynolds.
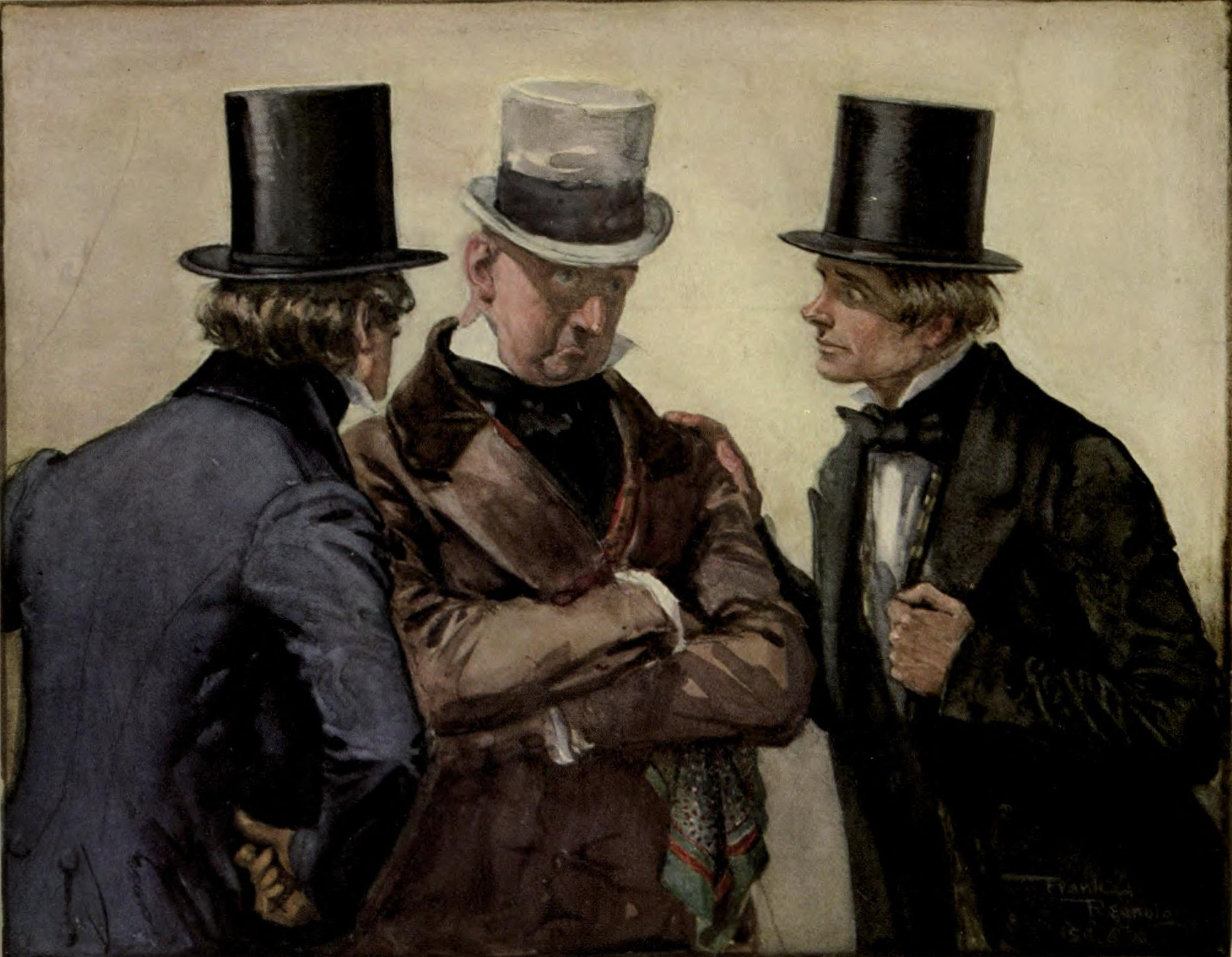
Traddles, Micawber et David, par Frank Reynolds.
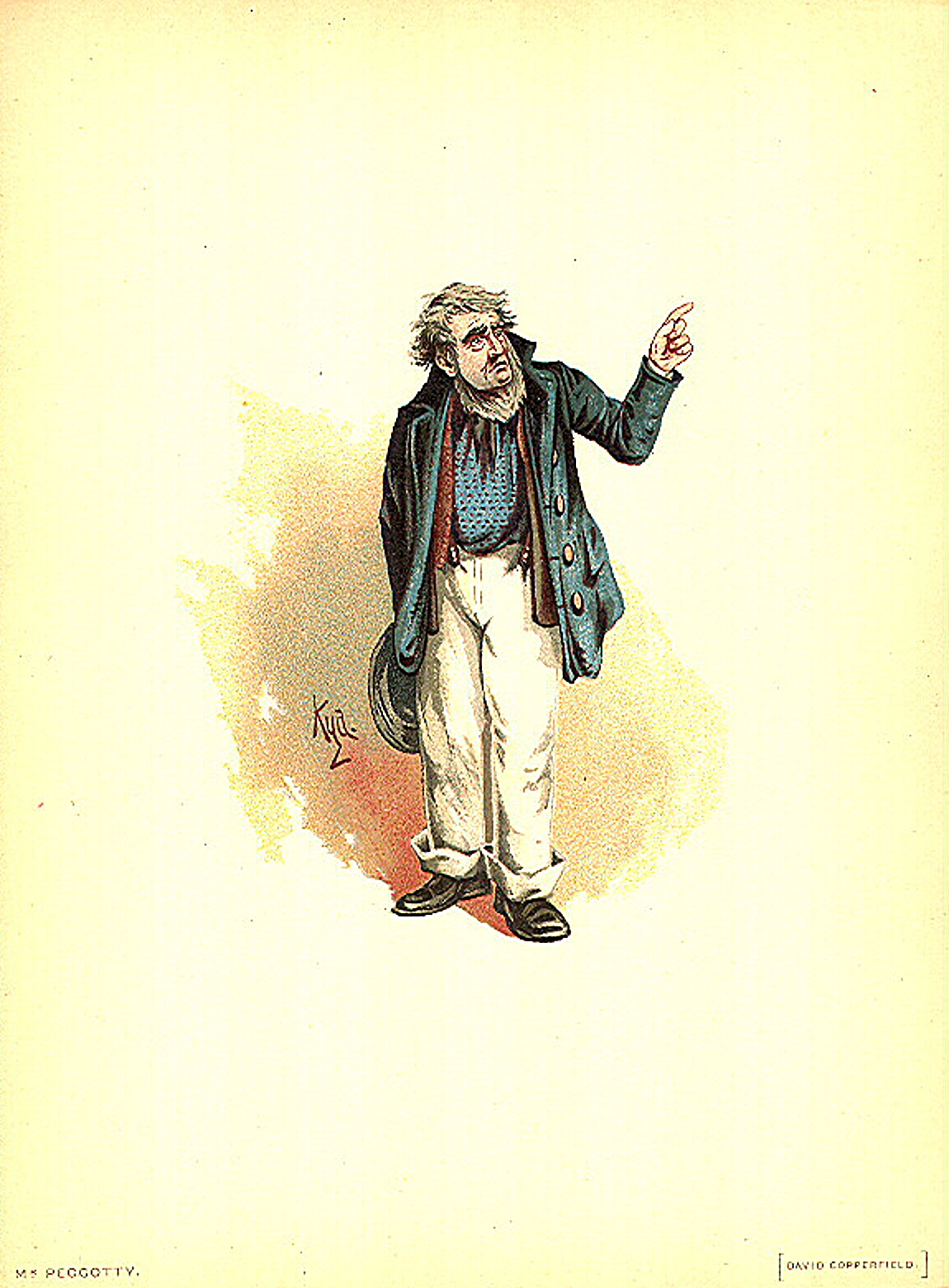
Mr Peggotty, par Kyd (Joseph Clayton Clarke).
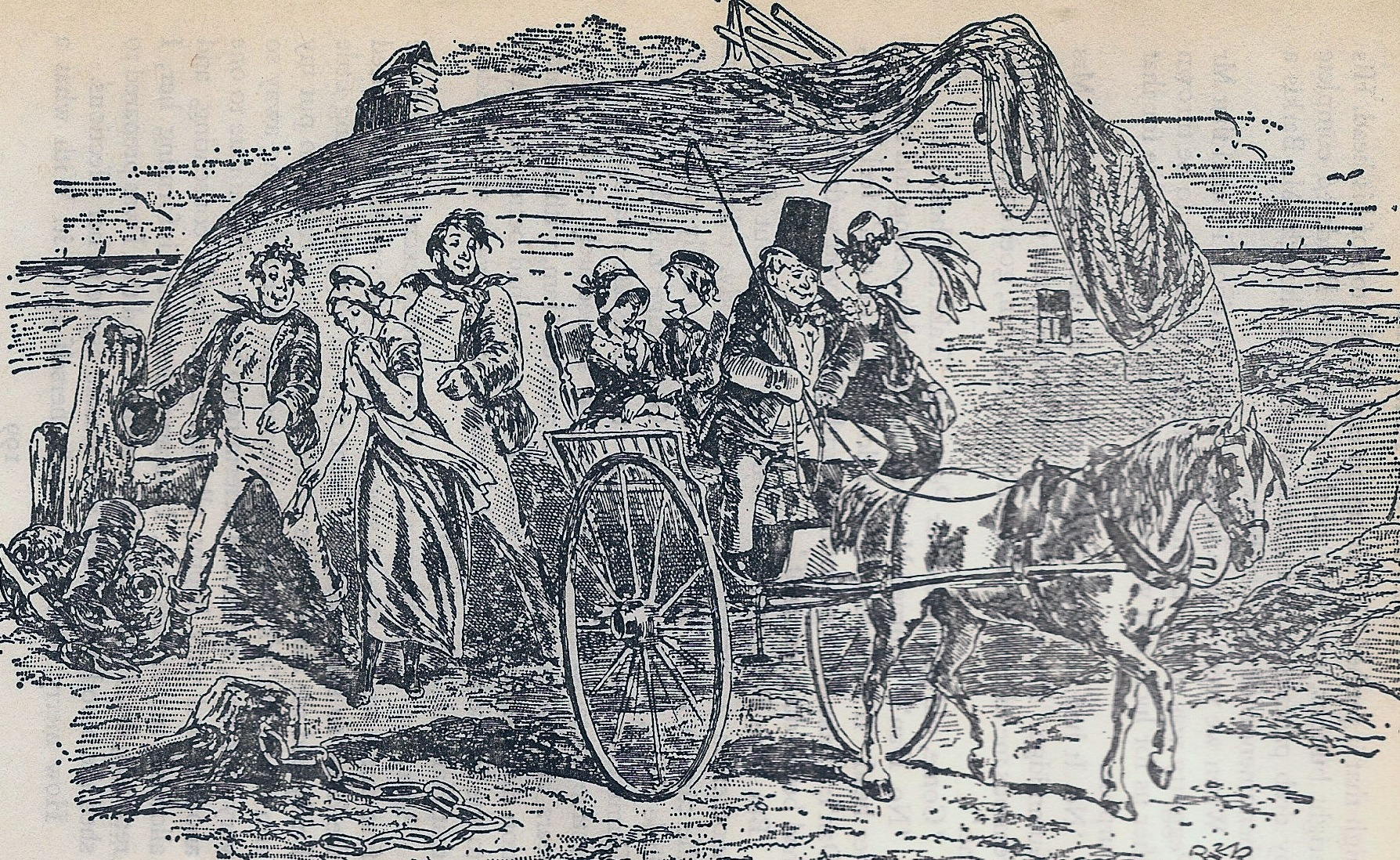
Barkis et Peggotty, David et Emily, par Phiz.

David est un enfant « posthume » (posthumous), comme il est dit au premier chapitre. Dès sa naissance, sa tante, l'autorité représentant le défunt père, décide de son identité en l'abandonnant parce qu'il n'est pas de sexe féminin. Ses premières années sont passées avec des femmes, deux Clara, sa mère et Peggotty, ce qui, pense Paul Davis, « mine son sens de la masculinité » (« undermines his sense of masculinity »). D'où une sensibilité que le même critique appelle « féminine », faite de confiance, d'innocence naïve et d'inquiétude, comme celle de sa mère, elle-même orpheline. Steerforth ne s'y trompe pas qui, d'emblée, le nomme « Daisy ». Pour se forger une identité d'homme et apprendre à survivre dans un monde régi par la masculinité, instinctivement, il recherche une figure paternelle susceptible de suppléer à celle du père qu'il n'a pas eu.
Plusieurs modèles masculins vont successivement s'offrir à lui : les adultes Mr Murdstone, Mr Micawber et Uriah Heep, ses camarades Steerforth et Traddles.
Mr Murdstone
Mr Murdstone assombrit sa vie au lieu de l'éclairer, car le principe de fermeté dont il se fait le champion, nouveauté absolue pour la cellule familiale initiale, s'il instaure l'ordre et la discipline, tue la spontanéité et l'amour. La résistance que lui offre David est symbolique : s'opposant à un usurpateur sans légitimité affective, il ne réussit pas à protéger sa mère mais échappe au carcan et conquiert son indépendance. Mr Murdstone représente donc l'anti-père, double négatif de celui dont David a été privé, modèle a contrario de ce qu'il convient de ne pas être.
Mr Micawber

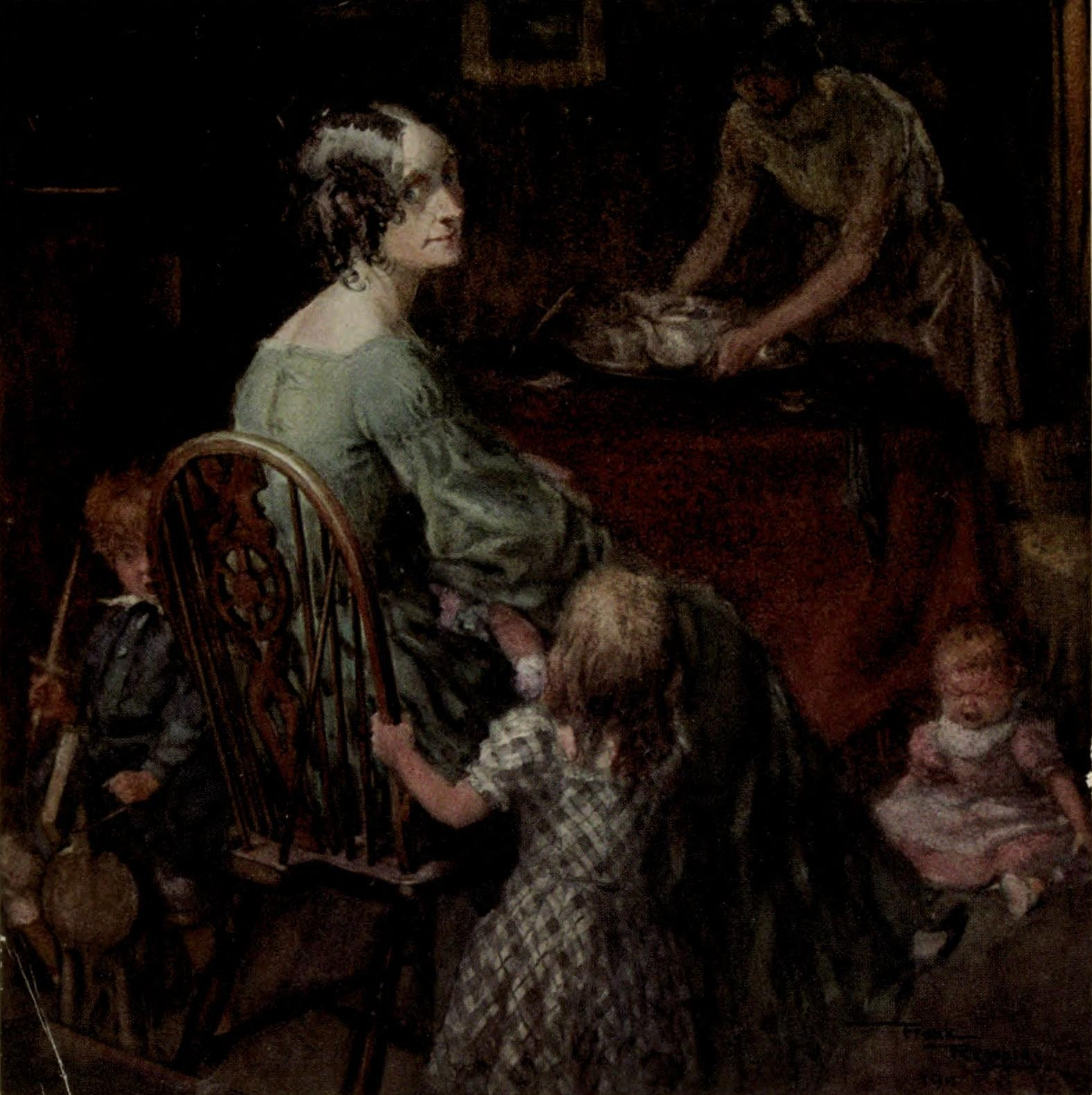
Mrs Micawber et ses enfants, par Frank Reynolds.

Le second père de substitution s'avère tout aussi inefficace quoique de personnalité diamétralement opposée : c'est Mr Micawber qui, lui, manque de fermeté au point de sombrer dans l'irresponsabilité. Débordant d'imagination et d'amour, fidèle et dévoué à tout crin, optimiste invétéré, il finit par devenir, en quelque sorte, l'enfant de David qui l'aide à atténuer ses difficultés financières. Les rôles se sont inversés et, par l'absurde, David est forcé à agir en homme et à exercer envers lui des responsabilités d'adulte. Pourtant, les Micawber ne manquent pas de charme, le rond Wilkins, bien sûr, mais aussi sa sèche épouse, que la musique aide à vivre. Mrs Micawber a, depuis l'enfance, deux chansons à son répertoire, la ritournelle écossaise The Dashing White Sergeant (« Le fringant sergent blanc ») et la complainte américaine Little Tafflin with the Silken Sash (« Le petit Tafflin à la ceinture de soie »), dont l'attrait a décidé son mari à « plutôt périr que de ne point conquérir cette femme » (« win that woman or perish in the attempt »). Outre les mélodies qui apaisent et embellissent, les paroles de la seconde, avec son rêve Should e’er the fortune be my lot to be made a wealthy bride! (« Si jamais le sort voulait que je devinsse une mariée fortunée ») et son aphorisme Like attracts like (« Qui se ressemble s'assemble ») sont devenues comme emblématiques du couple, tant l'une est à l'opposé des réalités et l'autre la définition même de son harmonie.
Uriah Heep
Nouvel avatar de cette quête, Uriah Heep, « sorte de miroir négatif pour David » (« a kind of negative mirror to David »), habile à grossir le trait du pathétique, ses humbles origines par exemple, qu'il exploite sans vergogne pour attirer la sympathie et masquer une ambition sans scrupule ; alors que David, à l'inverse, tend à supprimer son modeste passé et camoufler ses ambitions sociales sous un vernis de méfiance mondaine, ce qui incite Paul Davis à conclure que, tout comme Murdstone adepte de la fermeté, Heep, en plus d'être un coquin, manque de ces qualités dites féminines dont David ne se départ pas.
Steerforth

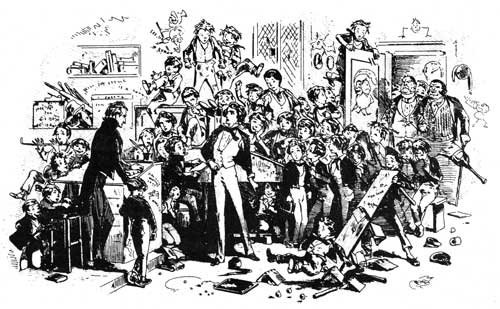
Steerforth défie Mr Mell, par Phiz.

Pour David, Steerforth représente tout ce que Heep n'est pas : né gentleman, sans ambition affichée ni projet de vie défini, il jouit d'une prestance et d'un charisme naturels qui lui confèrent d'emblée l'envergure et la puissance. Toutefois, son échec en tant que modèle s'annonce bien avant l'épisode de Yarmouth où il s'empare, tel un voleur, de la P'tite Emily avant de causer sa perte en Italie. Il se montre déjà tel qu'il est, brutal, condescendant, égoïste et suffisant, envers Rosa Dartle, par lui meurtrie à vie, et Mr Mell qui subit les assauts de sa cruauté. Le paradoxe est qu'alors même qu'il jauge son infamie, David reste de bout en bout ébloui par l'ascendant aristocratique de Steerforth, même lorsqu'il le contemple noyé sur la plage de Yarmouth, « gisant la tête posée sur le bras, comme je l'avais souvent vu à l'école » (« lying with his head upon his arm, as I had often seen him at school ».
Traddles
Reste Traddles, l'anti-Steerforth, du même âge que le héros, pas très brillant à l'école, mais assez sage pour éviter les manipulations auxquelles succombe David. Son attrait pour la modération et la réserve lui assure la force de caractère que David peine à se forger. Ni riche ni pauvre, il lui faut lui aussi se faire une place au monde, ce qu'il réussit en mettant l'amour et la patience au centre de ses priorités, l'amour qui tempère l'ambition et la patience qui modère la passion. Son idéal est de parvenir à la justice dans ses actes, ce qu'il finit par mettre en œuvre pratiquement dans sa profession. Au fond, Traddles, dans sa modestie suprême, représente le meilleur modèle masculin s'offrant à David.
Il en est d'autres, Daniel Peggotty par exemple, tout amour et dévouement, qui part à la recherche de sa nièce envolée et s'acharne par monts et par vaux, au-delà des mers et des continents, à retrouver sa trace. Mr Peggotty est l'anti-Murdstone par excellence, mais son influence reste assez marginale sur David, dans la mesure où son excellence absolue, à l'image de la perfection maternelle incarnée par sa sœur Peggotty, en fait un type de personnage plus qu'un individu auquel se référer. Il y a également le charretier Barkis, original, laconique et non sans défauts, mais homme de cœur. Lui aussi joue un rôle dans l'histoire personnelle du héros, mais de façon trop épisodique pour être significative, d'autant qu'il meurt bien avant la fin de l'histoire.

#### La dure conquête du juste équilibre

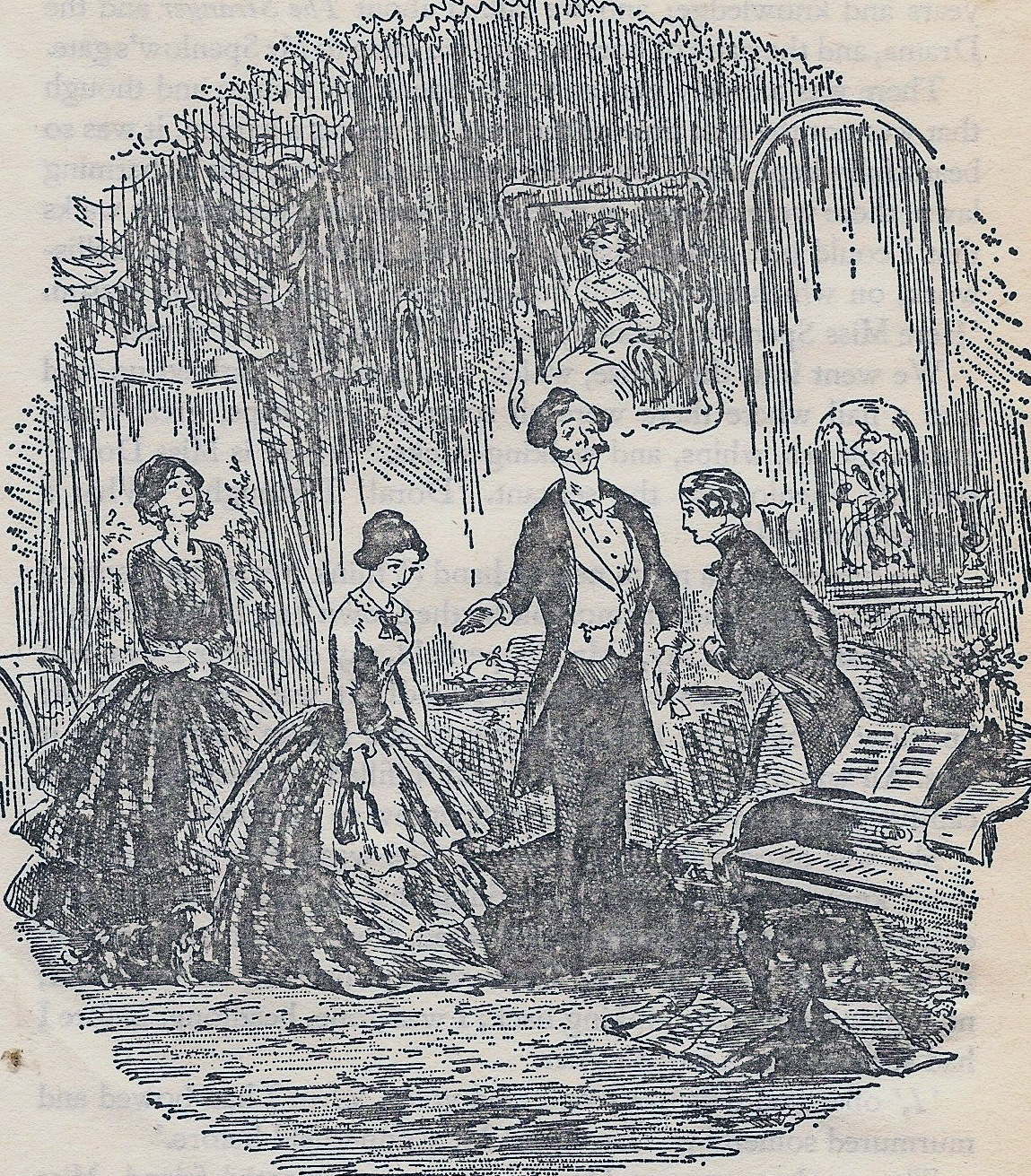
« Je tombe sous le charme » : Mr Spenlow me présente sa fille Dora, par Phiz.
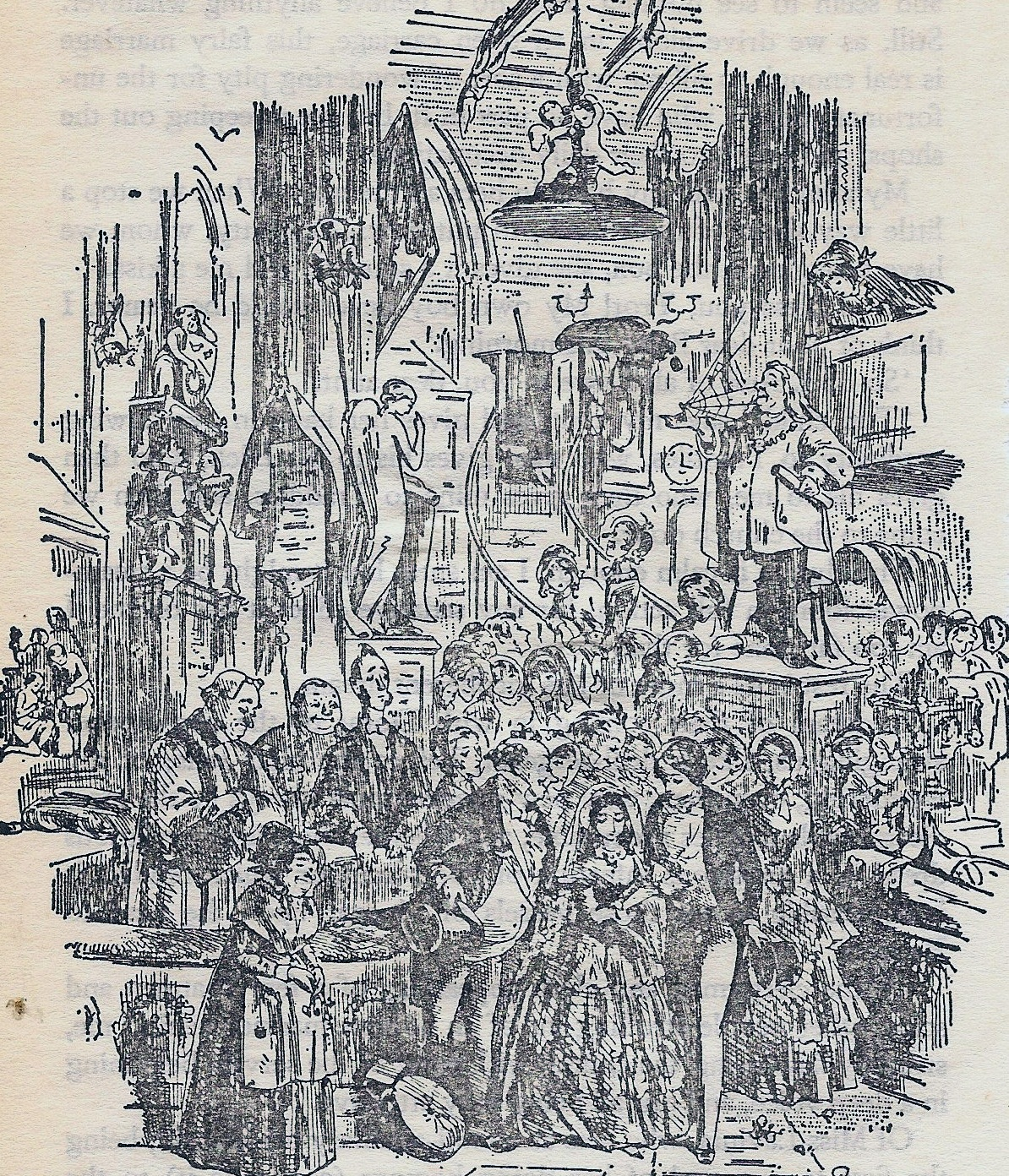
« Je me marie », par Phiz.
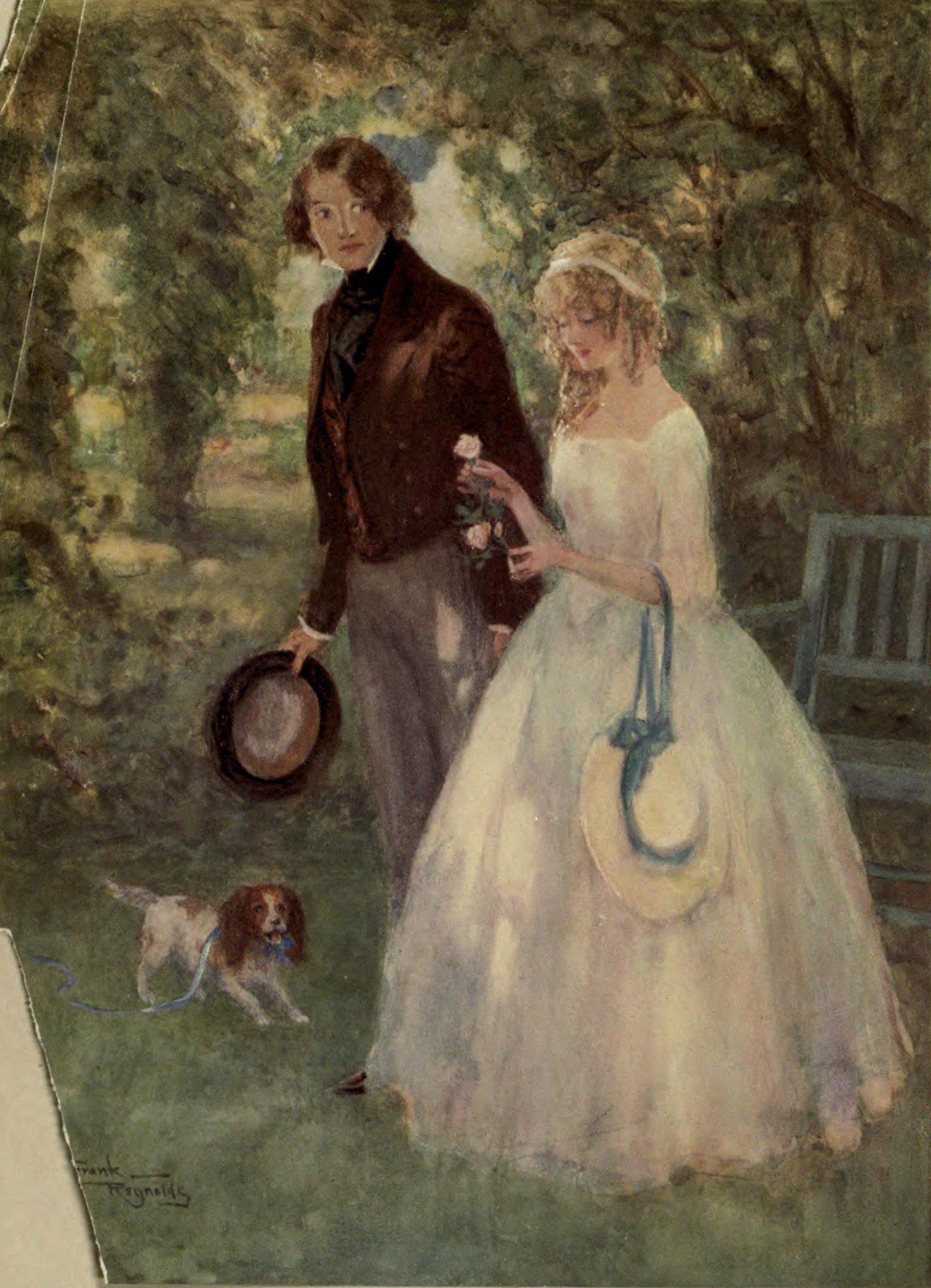
Jeunes mariés, par Frank Reynolds.
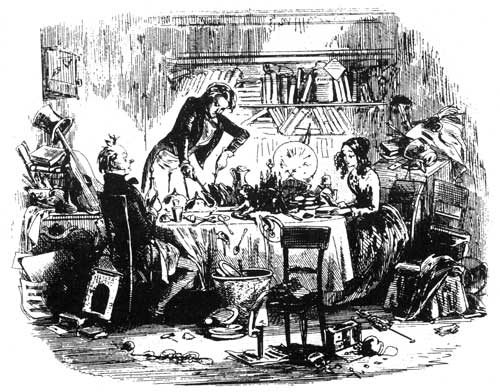
Chaos en notre demeure, par Phiz.
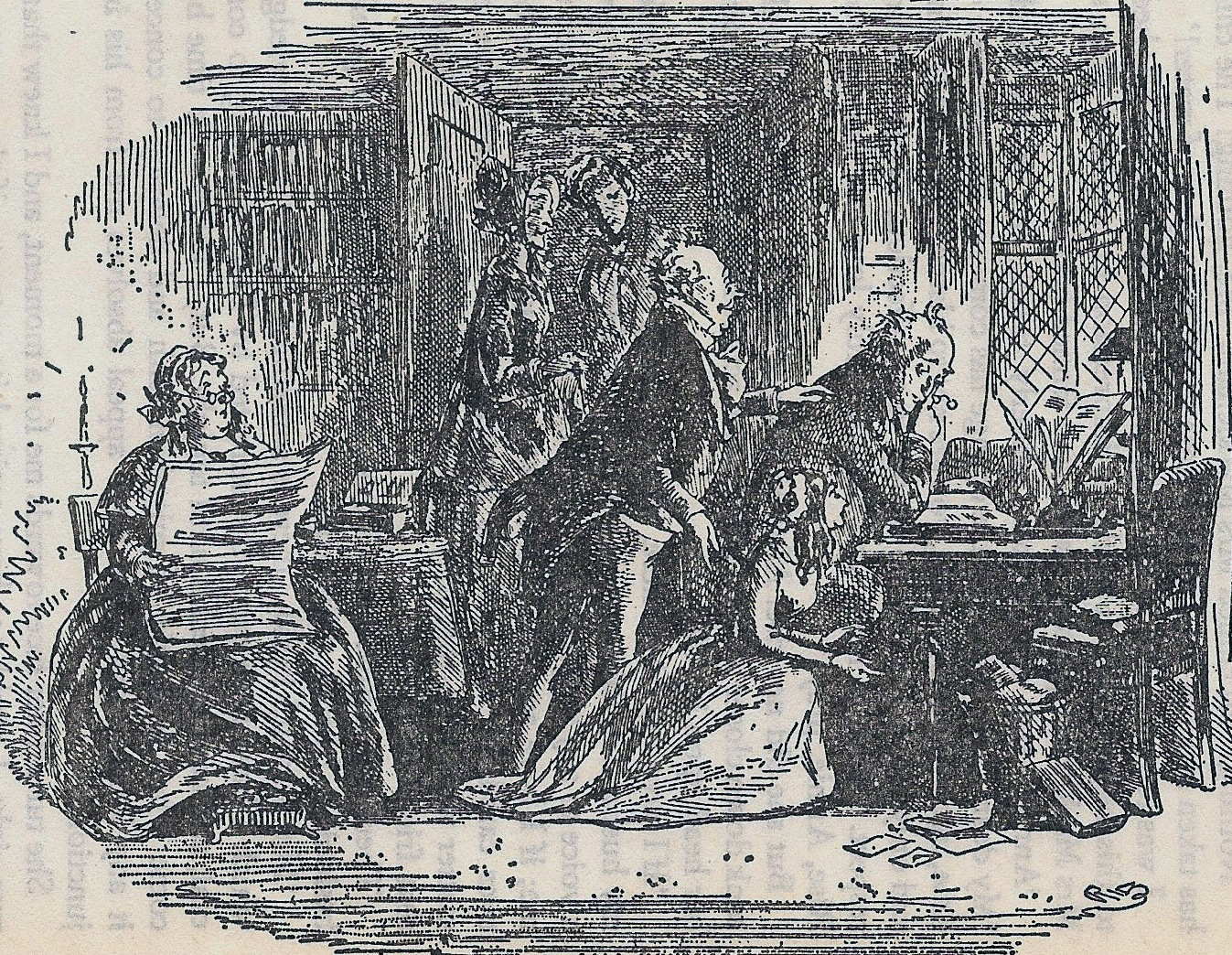
Mr Dick fait merveille auprès des Strong, par Phiz.
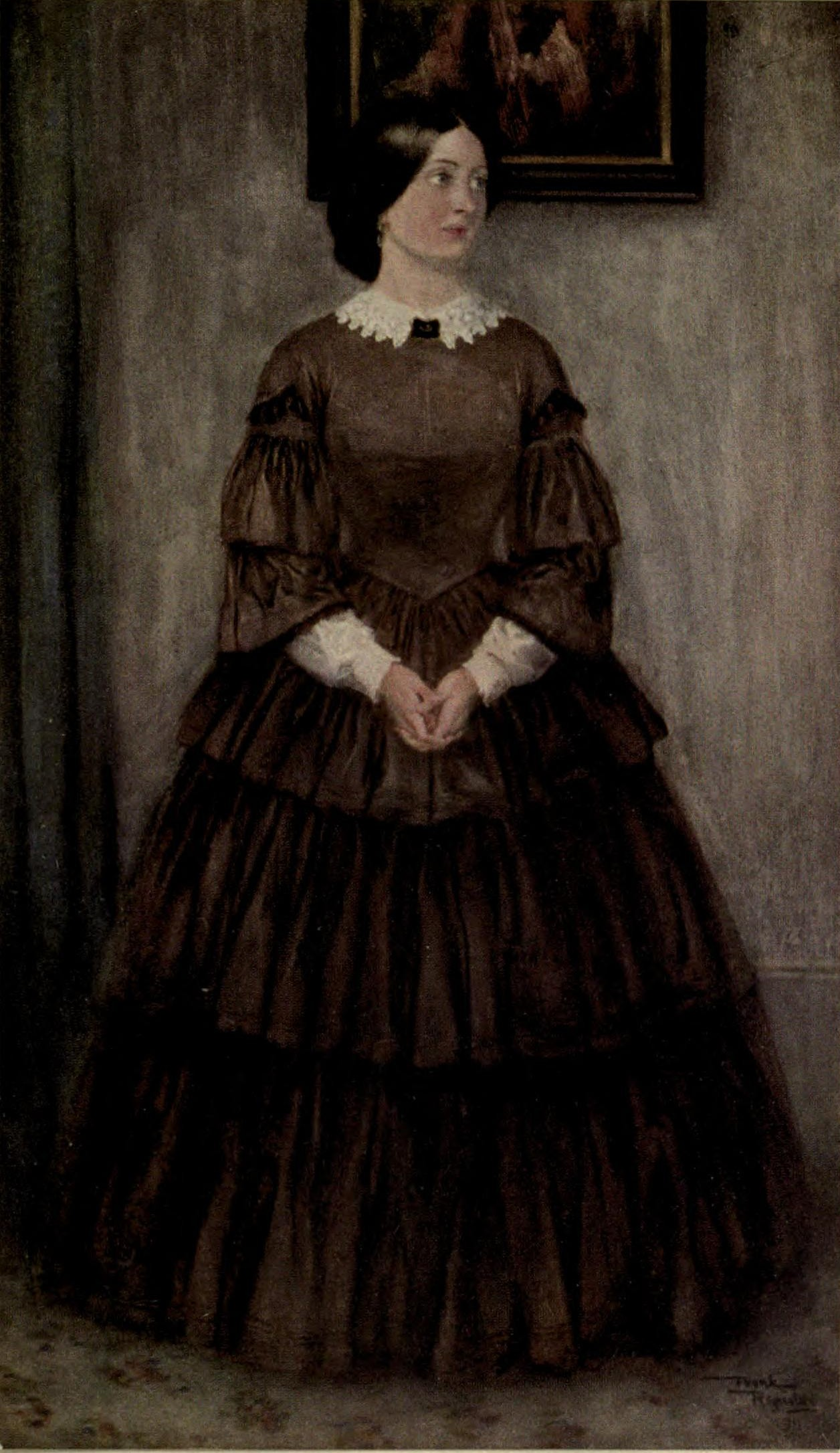
Agnes Wickfield, par Frank Reynolds.

Il est vrai que l'histoire personnelle de David lui rend plus ardu l'accès au genre d'équilibre que présente Traddles, car il semble destiné, selon Paul Davis, à reproduire les erreurs commises par ses parents. Ainsi, sans le savoir, il ressemble beaucoup à son défunt père, prénommé David lui aussi, qui, selon tante Betsey, n'avait d'yeux que pour les femmes-fleurs, et, de ce fait même, il se trouve comme irrésistiblement attiré vers Dora dont la délicate et charmeuse féminité, la douce frivolité aussi, rappellent celles de sa diaphane mère. Les chapitres décrivant leurs amours comptent parmi les meilleurs du roman car Dickens réussit à y capter l'ambivalence douloureuse de David, à la fois passionnément entiché de l'irrésistible jeune femme, à qui l'on ne peut que tout passer et tout pardonner, et frustré par sa faiblesse de caractère et son ignorance absolue de toute discipline. Par amour, suprême illusion de jeunesse, il s'essaie à la changer, à façonner son esprit (form her mind), ce qui le conduit à reconnaître que la « fermeté » peut être une vertu dont, en définitive, il a besoin. Cependant, se retrouver ainsi en communauté de pensée, même lointaine, avec son haïssable beau-père, être cruel qu'il tient pour responsable de la mort de sa mère et d'une bonne part de ses propres infortunes, lui est une découverte des plus troublantes.

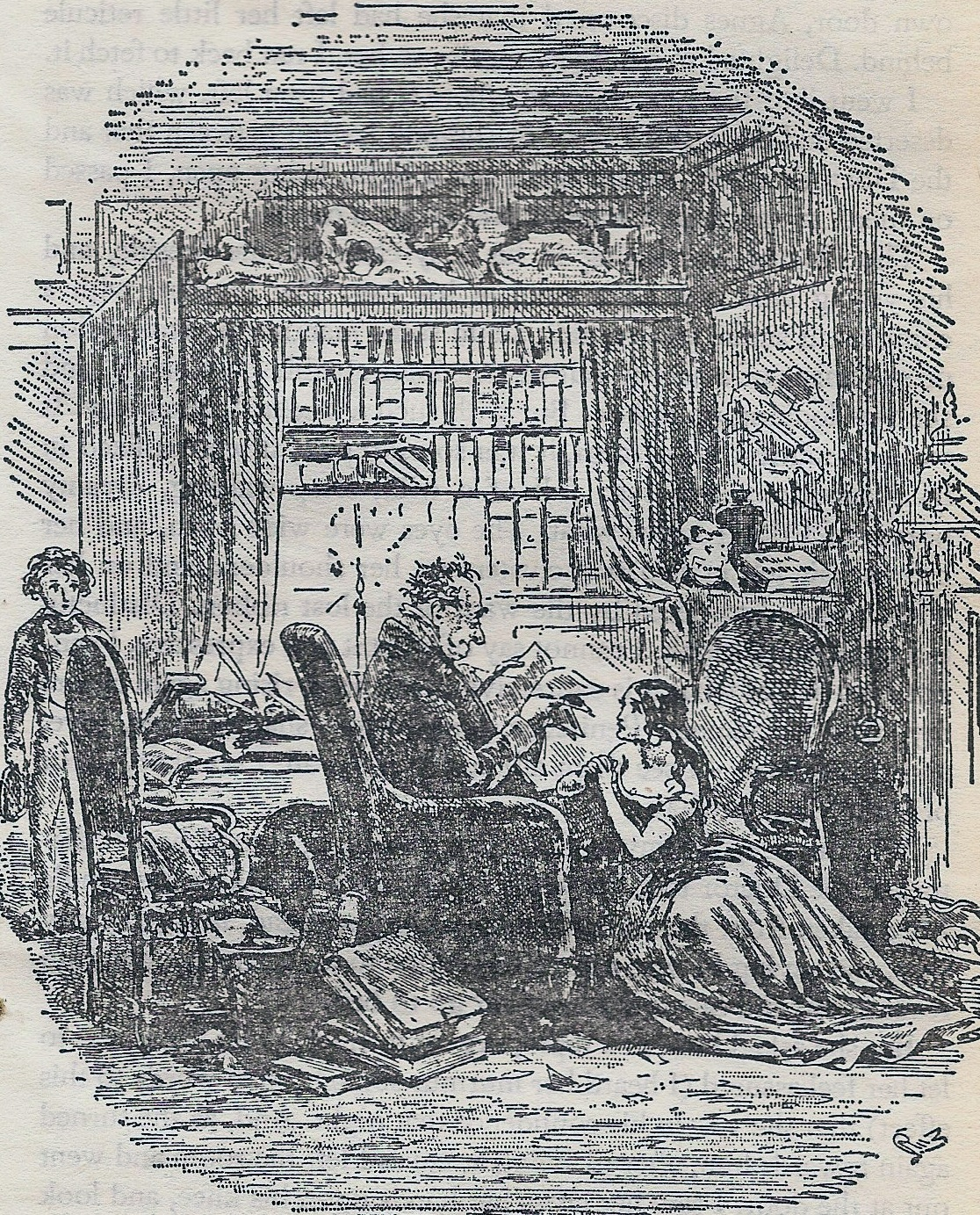
Dr Strong et sa jeune épouse, par Phiz.

C'est sa tante Betsey qui, par son personnage, représente au plus près sa lutte pour trouver le juste équilibre entre la fermeté et la douceur, le rationnel et l'empathie. La vie a forcé Betsey Trotwood à assumer un rôle de père qu'elle ne souhaitait pas, et, à ce titre, elle est devenue, elle aussi mais à sa façon, adepte de la fermeté et de la discipline. D'une intransigeance d'abord coupable, puisqu'elle l'a conduite à abandonner le nouveau-né en dénonçant l'incompétence de ses parents même pas capables de produire une fille, elle se trouve peu à peu tempérée par les circonstances et puissamment aidée par la « folie » de son protégé, Mr Dick, qui, entre deux vols de cerfs-volants portant aux cieux les fragments de son histoire personnelle, joue sans qu'il le sache un rôle modérateur, infléchissant l'étrange rationalité de sa protectrice par sa propre irrationalité, et ses jugements à l'emporte-pièce par des considérations primaires d'apparence absurde, mais qui, prises à la lettre, s'avèrent empreintes de sagesse innée. Au vrai, tante Betsey, malgré sa raideur et sa bravache, ne domine pas son destin : elle a beau dire, elle a beau faire, elle ne parvient pas à ce que David soit une fille, ni à échapper aux machinations d'Uriah Heep, pas plus qu'au chantage monnayé de son mystérieux mari ; elle échoue aussi, malgré sa lucidité sur la cécité amoureuse de son neveu, à en empêcher le mariage avec Dora et, de façon parallèle, à réconcilier les Strong. En fait, ironie suprême, c'est une fois encore Mr Dick qui supplée partout à ses insuffisances, réussissant à sa place, à coups d'intuition et d'appréhension instinctive des choses, à aiguiller Mr Micawber pour la sauver des griffes de Heep et aussi à dissiper les malentendus du couple Strong.
Comme souvent chez Dickens où un satellite du personnage principal en reproduit le parcours en parallèle, l'histoire des Strong se développe en contrepoint de celle de David et Dora. Alors que Dora est à l'agonie, David, lui-même obsédé par son rôle de mari, observe les Strong occupés à démêler leur désarroi conjugal. Deux déclarations faites par Annie Strong s'imposent à son souvenir : dans la première, elle lui a raconté pourquoi elle a rejeté Jack Maldon et a remercié son mari de l'avoir sauvée « de l'impulsion primaire d'un cœur indiscipliné » (« from the first impulse of an undisciplined heart ») ; la seconde a été comme un éclair de révélation : « Il ne saurait y avoir plus grand obstacle au mariage qu'une incompatibilité de caractère et de détermination » (« There can be no disparity in marriage like unsuitability of mind and purpose »). À la fin du chapitre 45, presque entièrement consacré à l'épilogue de cette affaire, David médite sur ces paroles qu'il répète plusieurs fois et dont la pertinence, appliquée à son propre cas, s'impose à lui. Il en conclut qu'en toutes choses, la discipline, tempérée par la gentillesse et la bonté, est nécessaire à l'équilibre d'une vie réussie. Mr Murdstone prônait la fermeté ; en cela, il n'avait pas tort : là où il a cruellement failli, c'est qu'il l'assortissait de brutalité égoïste au lieu de la rendre efficace par l'amour d'autrui.

#### Le bonheur de la maturité avec Agnes
C'est parce que David a fait le point sur ses valeurs et accepté les souvenirs douloureux consécutifs à la mort de Dora, qu'il est enfin prêt à dépasser sa cécité sentimentale et reconnaître son amour pour Agnes Wickfield, celle qu'il a déjà appelée la « véritable héroïne » (the true heroine) du roman auquel il prête son nom. Paul Davis écrit qu'Agnes est entourée d'une aura de sainteté digne d'un vitrail, qu'elle est plus une conscience ou un idéal qu'une personne, que, certes, elle apporte la discipline et la responsabilité aimantes dont le héros a besoin, mais qu'elle manque du charme et des qualités humaines ayant rendu, avant elle, Dora si attrayante. Adrienne E. Gavin, nuançant le propos, écrit qu'elle n'est ni plus ni moins caricaturale que les autres jeunes femmes passant dans la vie du héros : si Emily est un stéréotype de « femme perdue » et Dora de « femme-enfant », Agnes est celui de « l'Ange au foyer », ce qui limite forcément, pour elle comme pour les autres, les possibilités d'évolution, le seul changement disponible consistant à passer de fille aimante et dévouée à épouse aimante et dévouée.
Cela dit, David écrivain, désormais David Copperfield, a réalisé le vœu naguère exprimé à Agnes : « Si j'avais un chapeau de magicien, il n'existe personne que je n'eusse désiré faire apparaître autre que vous » (« If I had a conjurer's cap, there is no one I should have wished but for you »). À la fin de son récit, il se rend compte que le bonnet du magicien est bien sur sa tête, qu'il peut par son art attirer à lui les gens qu'il aime et en qui il a confiance. Ainsi, David Copperfield est l'histoire d'un cheminement à travers la vie et à travers soi, mais aussi, par la grâce de l'écrivain, la recréation du fil ténu unifiant l'enfant et l'adulte, le passé et le présent, dans ce que Georges Gusdorf appelle « la fidélité à la personne » ou, comme le formule Robert Ferrieux, « le corps chaud de l'être personnel ».

### L'aspect documentaire

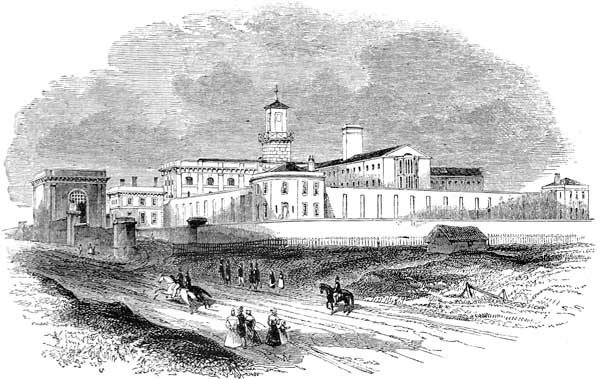
La prison modèle de Pentonville.
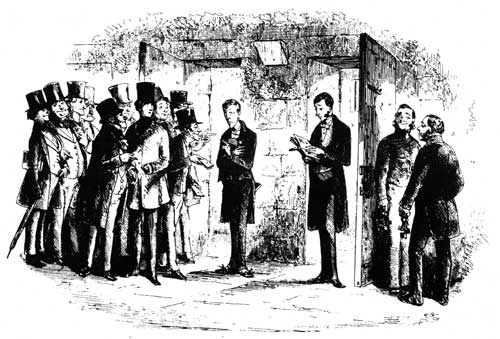
« On me montre deux repentis intéressants », par Phiz.
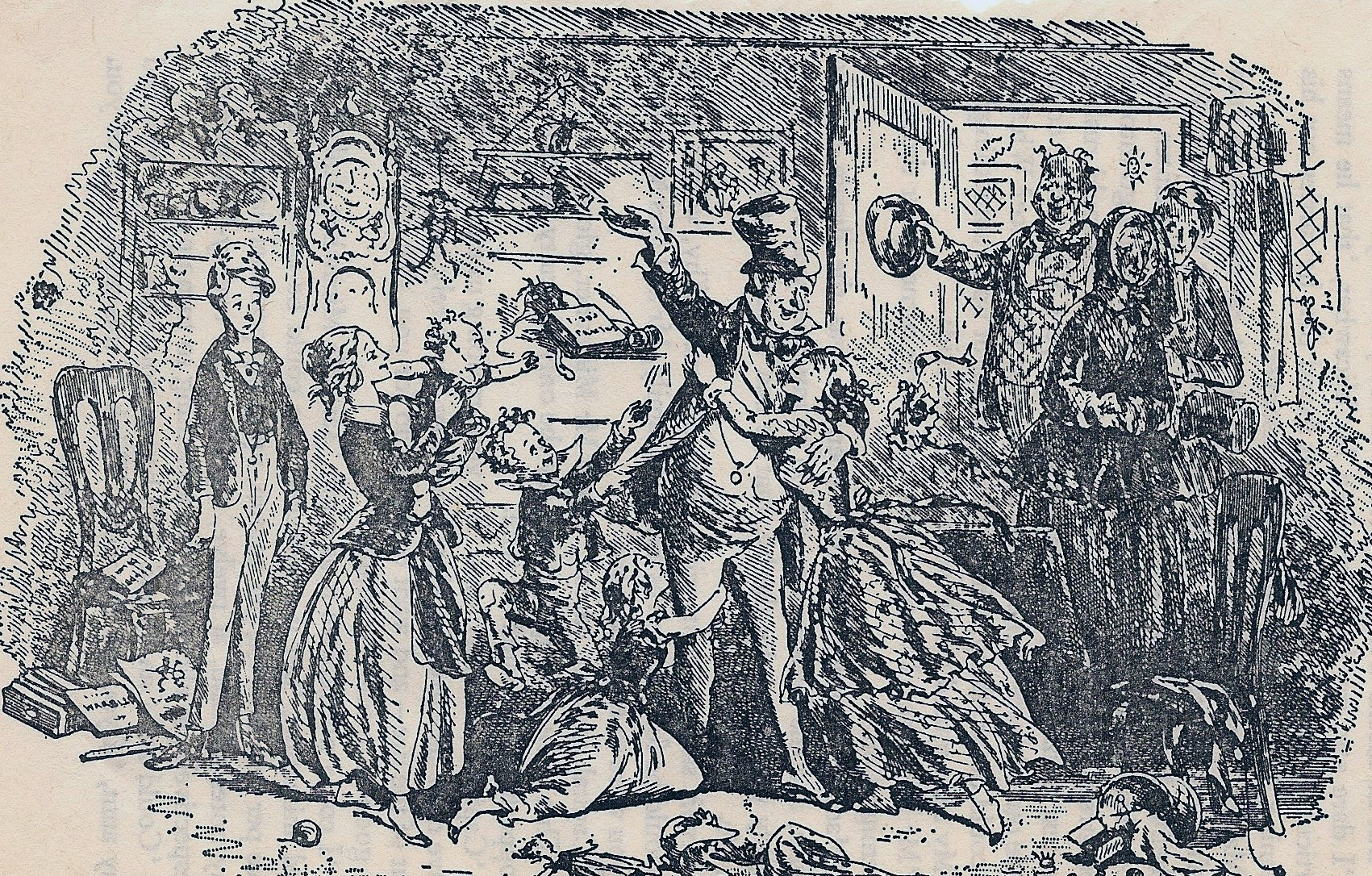
Joie générale : Tante Betsey propose l'émigration, par Phiz.
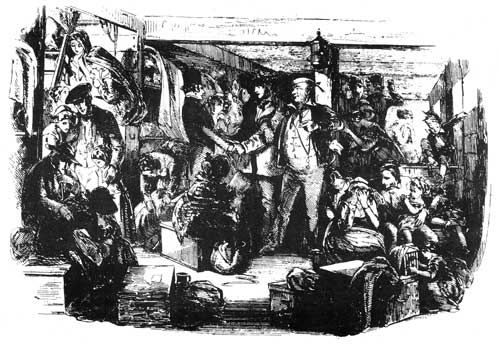
Les émigrants, par Phiz.
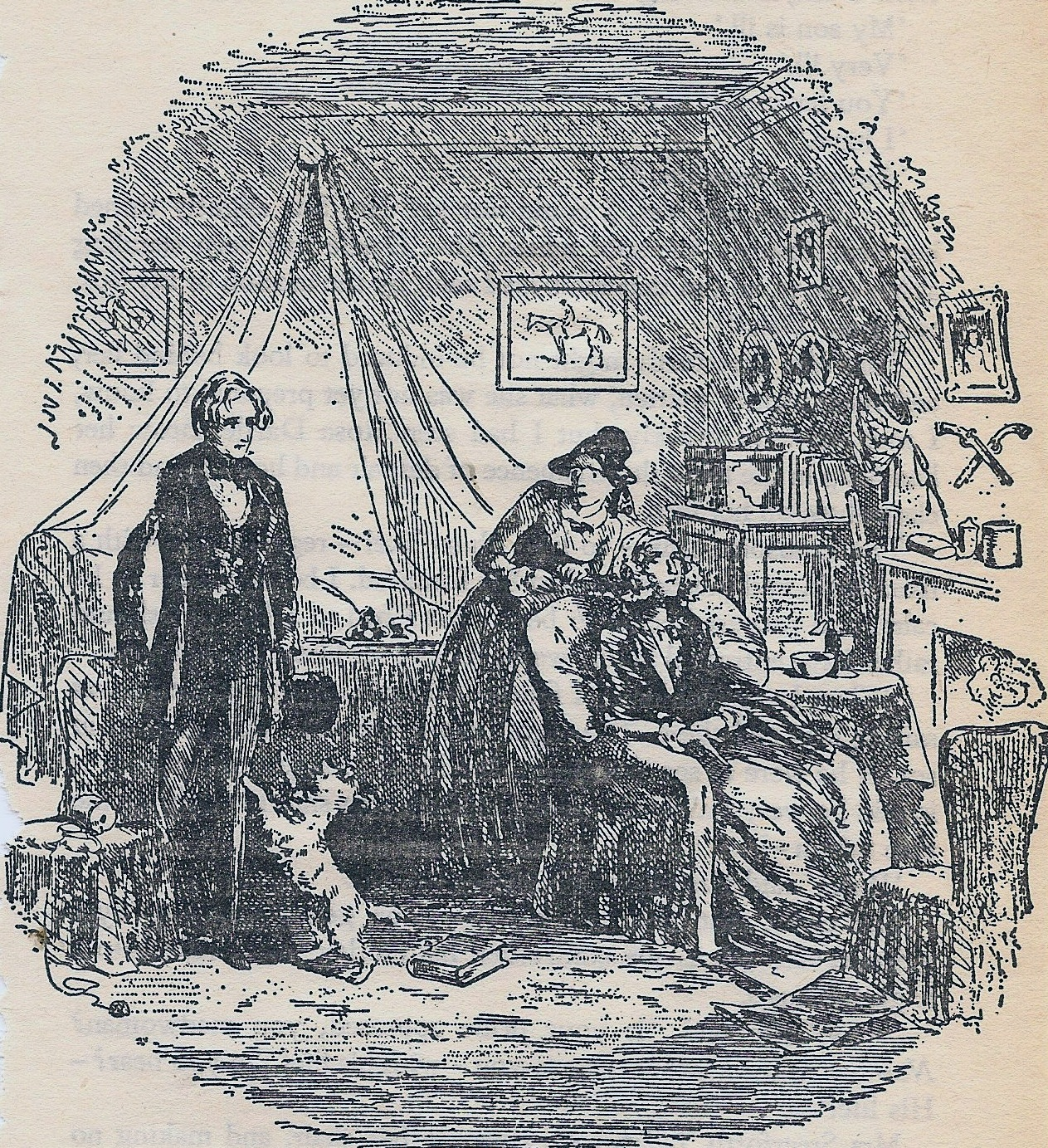
Inconsolable et irréductible Rosa Dartle, par Phiz.
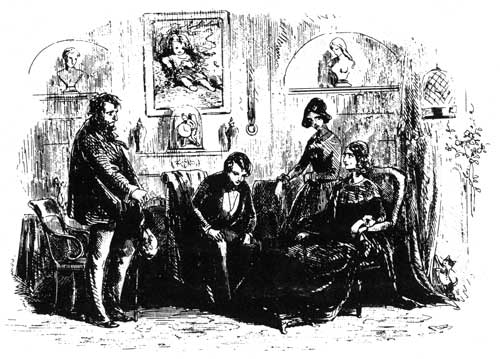
Mr Peggotty face à Mrs Steerforth et Rosa Dartle, par Phiz.

Certes, ce n'est pas l'intérêt premier de David Copperfield qui reste avant tout le récit d'une vie racontée par celui-là même qui l'a vécue, mais le roman est empreint d'une idéologie dominante, celle de la classe moyenne, prônant la constance morale, l'ardeur au travail, des sphères séparées pour les hommes et les femmes, et, de façon générale, l'art de connaître sa place, voire d'y rester. De plus, certains problèmes sociaux et abus répétés étant d'actualité, Dickens en profite pour les exposer à sa façon dans sa fiction, et Trevor Blount, dans son introduction à l'édition Penguin Classics de 1966, reprise en 1985, leur consacre plusieurs pages.
Cependant, John O. Jordan montre que, derrière l'affichage des valeurs victoriennes, se cache souvent un discours en filigrane qui tend à les interroger, les mettre à l'épreuve et même à les subvertir.
Il existe donc deux lectures possibles, celle qui reste en surface et une autre qui interroge cette surface.

#### La surface des choses
Le parler régional
Trevor Blount s'attache d'abord au langage parlé régional, rappelant que Dickens, pour préparer son roman, s'est bien rendu à Norwich, Lowestoft et Yarmouth où réside la famille Peggotty, mais n'est resté en cette ville, le 9 janvier 1849, que cinq heures. Pour autant, assure-t-il, ses descriptions sont fondées sur ses propres souvenirs, quelque brèves qu'aient été ses expériences locales. Toutefois, s'appuyant sur les travaux de K. J. Fielding, il montre que le rendu du dialecte de cette ville est tiré d'un livre écrit par un auteur du cru, Major Edward Moor, publié en 1823. Là, il a puisé pour a beein (une maison), fisherate (officier [verbe]), dodman (escargot), clickesen (commérage), ou encore winnicking (pleurs) de winnick (pleurer), etc.
La réhabilitation des prostituées
Autre point d'intérêt pour Trevor Blount, le cas de Martha Endell et la fuite d'Emily Peggotty, que Dickens espère traiter de façon que change le regard public sur la réhabilitation des prostituées. Certes, en ce qui concerne Martha, sa main se fait lourde, écrit Trevor Blount (overblown) : « Lève-toi de plus bas que la mort, et viens avec moi » (« Rise up worse than death, and come with me! »), mais c'est de propos délibéré, à des fins de propagande, comme il l'écrit lui-même à W. F. Cerjat.
La discipline carcérale
Dans le même ordre d'idées, deux prisonniers modèles apparaissent au chapitre 61 : « On me montre deux repentis intéressants » (I am shown two interesting penitents). David, sur l'invitation de Mr Creakle devenu un magistrat local fort respecté, visite avec Traddles, désormais avocat, la nouvelle prison de Pentonville, dans le nord de Londres, où sont détenus Littimer et Heep.
Partisan de la fermeté, Dickens dénonce sur le mode comique le système consistant à isoler les prisonniers dans des cellules séparées (separate system) et à leur donner une nourriture saine et agréable. Sa satire en appelle directement au public, déjà averti par la longue controverse sur la discipline carcérale ayant occupé la presse. Ainsi, Mr Creakle est très fier de ce nouveau système, mais son enthousiasme est d'emblée miné par le rappel de son ancienne férocité en tant que directeur d'école ; de même, Littimer et Heep font preuve d'une exceptionnelle résilience, mais le narrateur n'y voit que la persistance du mal qu'ils incarnent, rendu encore plus coriace par l'enfermement. Ici, selon Philip Collins, Dickens s'inscrit dans la ligne de Carlyle dont le pamphlet, « Prisons modèles » (Model Prisons), lui aussi dénonciateur, est paru au printemps 1850.
L'émigration vers l'Australie

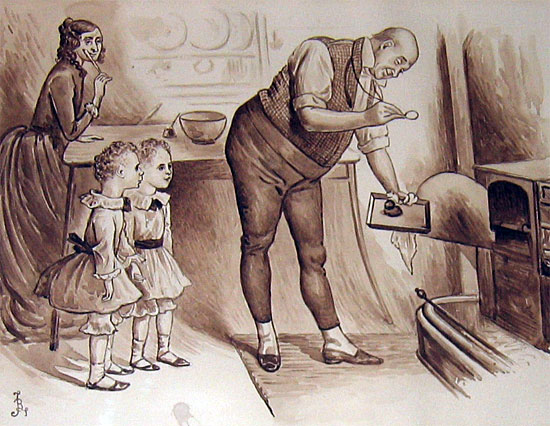
La famille Micawber vient d'arriver en Australie, par Fred Barnard.

Enfin, un chapitre se réfère à l'émigration vers l'Australie, ce que certains, dont Forster lui-même et après lui Chesterton, ont réprouvé. Chesterton reproche à Dickens de colorer l'émigration d'optimisme, de se croire capable de changer l'« âme » d'une cargaison entière (boatload) en l'expédiant outre-mer, alors que ces pauvres gens, comme Peggotty, ont vu leur demeure souillée ou, telle Emily, leur honneur bafoué, et que Mr Micawber, brisé par le système mais dont le voyage, fait remarquer Gareth Cordery, est payé par ce parangon de la bourgeoisie victorienne qu'est Betsey Trotwood, est censé retrouver la maîtrise de son destin une fois parvenu dans l'hémisphère Sud. Trevor Blount fait remarquer que le mot « âme » n'a pas le même sens pour Dickens et pour Chesterton : Dickens se préoccupe du bien-être, d'abord matériel et aussi psychologique, convaincu qu'il est qu'un nouveau confort est un baume pour les blessés de la vie.
Il y a plus : alors qu'il envoie ses personnages en Amérique dans Nicholas Nickleby et Martin Chuzzlewit, il fait émigrer les Peggotty et les Micawber vers les antipodes. Trevor Blount montre qu'en cette démarche, il s'inscrit dans la logique officielle des années 1840, privilégiant l'Australie comme terre d'accueil. Il convient alors de stimuler l'intérêt collectif pour la nouvelle colonie, ce à quoi s'appliquent des propagandistes patentés arrivés d'Australie en Angleterre, en particulier John Dunmore Lang et Caroline Chisholm. Dickens, conclut-il, ne fait que suivre le mouvement et, de toute façon, a foi en la colonisation familiale ; de plus, préoccupation légitime d'auteur, il voit là matière à séduire ses lecteurs par l'à-propos du sujet.
Du strict point de vue de la logique interne du roman, cependant, Paul Davis écrit que, pour achever sa maturation psychologique et exister de façon autonome, David se doit d'expulser ses pères de substitution, dont Peggotty et Micawber, et que l'émigration est une manière facile de s'en débarrasser.

#### Les interrogations implicites
Lorsqu'il aborde David Copperfield dans sa biographie de Dickens, Forster fait l'apologie des valeurs et de l'idéologie bourgeoise qui s'y trouvent. Comme lui sans doute, le public partage les vues complaisantes qu'affiche David sur le monde, exprimées avec l'assurance du succès qui est désormais le sien, écrivain reconnu, heureux en mariage, à l'abri du besoin. John O. Jordan examine de plus près deux aspects : la conscience de classe et le regard porté sur les sexes.
L'idéologie bourgeoise
Pour pénétrer à l'intérieur de la première, écrit-il, les relations qu'entretient David avec l'aristocrate Steerforth et l'humble personnage qu'est Uriah Heep sont « cruciales ». Dès le début, David se range et est rangé par son entourage parmi les gens de bien. Les Peggotty, au chapitre 3, le traitent avec égard, « comme un visiteur distingué » (as a visitor of distinction) ; même chez Murdstone et Grinby, ses façons d'être et sa tenue lui valent le titre de « Petit Monsieur » (the little gentleman). Parvenu à l'âge adulte, il s'amuse tout naturellement du mépris de Steerforth pour Ham comme d'une simple « plaisanterie sur les pauvres » (a joke about the poor). Aussi est-il prédisposé à succomber, par ce qu'il appelle au chapitre 7 une « attirance innée » (inborn power of attraction), au charme instinctivement prêté aux « belles gens » (beautiful people). De bout en bout, il demeure fasciné par Steerforth, tant il aspire secrètement au statut social qui est le sien.
En parallèle se déploie le mépris du parvenu qu'incarne Heep, détestation de même nature, mais inversée, que son adoration insensée pour Steerforth. Que « 'umble » Heep se promeuve de petit clerc à associé chez « Wickfield's », prétende gagner la main d'Agnes, fille de son patron, lui est intolérable, quoique assez semblable à ses propres efforts pour passer de la sténographie à la gloire littéraire, avec en prime la fille de son employeur, Dora Spenlow. Les insinuations à satiété de Heep comme quoi David ne lui est en rien supérieur s'alimentent du mépris dans lequel le tient ce dernier comme de droit : « Copperfield, lui assène-t-il au chapitre 52, vous n’avez jamais été qu’un parvenu » (« Copperfield, you've always been an upstart »), honnêteté de parole, commente Gareth Cordery, dont David, lui, est incapable.
L'institution du mariage
Autre remise en question, l'institution du mariage et la place peu enviable qu'y occupe la femme. Que ce soit chez les Wickfield, les Strong ou sous le bateau retourné des Peggotty, la femme est vulnérable aux prédateurs ou intrus, Uriah Heep, Jack Maldon, James Steerforth ; chez Murdstone prévaut la fermeté jusqu'à la mort de deux épouses ; avec David et Dora règne l'incompétence absolue ; et chez les Micawber, l'amour et le chaos font bon ménage ; sans compter le chantage auquel Tante Betsey est soumise par son mystérieux mari. Dickens, écrit John O Jordan, attaque manifestement le statut officiel du mariage qui pérennise l'inégalité entre les sexes, injustice que n'éteint nullement la séparation des couples. Témoigne ailleurs en littérature, et pratiquement au même moment, de cette iniquité le statut de Helen Graham, séparée de son alcoolique de mari dans The Tenant of Wildfell Hall d'Anne Brontë ; et il peut paraître ironique de comparer l'attitude vertueuse qu'affiche Dickens au traitement qu'il fait subir à sa propre épouse Catherine.
Les parenthèses de la prison et de l'émigration
Dans cette optique, l'épisode de la prison, écrit Angus Wilson, s'avère plus significatif qu'une simple démarche journalistique et devient représentatif de la vision qu'a Dickens de la société dans laquelle il évolue. Même interprétation des épisodes concernant la prostitution et l'émigration, qui éclairent les limites de l'univers moral de David et les incertitudes de Dickens. Que tout s'arrange en Australie, que Martha épouse un homme du bush, qu'Emily, réfugiée dans les robustes bras de Dan Peggotty, devienne une dame de bonnes œuvres, que Micawber, pourtant congénitalement insolvable, acquière d'un coup les compétences de gestion et prospère en dispensant la justice, toutes ces conversions restent à tout le moins « ironiques », pour reprendre le jugement de Grace Moore, et minent quelque peu l'hypothèse d'un Dickens croyant au miracle des antipodes, analyse cependant nuancée par Jane Rogers dans son analyse de la « femme tombée ».
La femme « tombée »

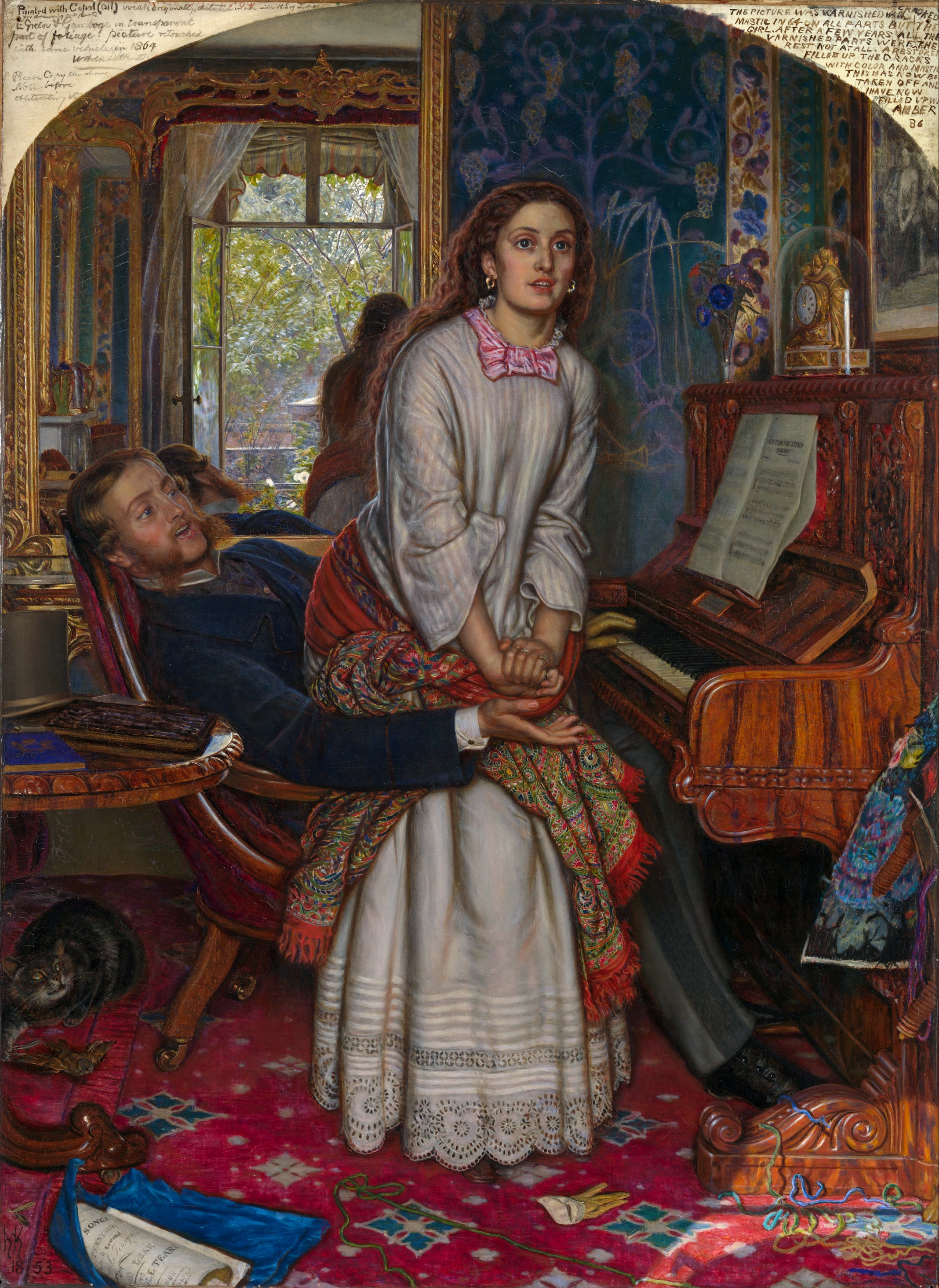
Le Réveil de la Conscience (1851-1853), par W. H. Hunt.

Le thème de la femme tombée (the fallen woman) concerne la P'tite Emily et Martha Endell, les deux amies de Yarmouth qui travaillent chez le croque-mort. Jane Rogers leur consacre deux articles en ligne dans The Victorian Web, soulignant d'abord leur différence : jeunes filles rêvant de quitter leur humble condition, si Emily est une proie, c'est de propos délibéré que Martha part se prostituer à Londres ; ici une victime, là une carence morale. Dickens leur offrant la rédemption, Emily regagne le bercail, en partie grâce à  Martha, puis les deux sont expédiées au-delà des océans. Malgré le pardon des familles, du narrateur et de l'auteur, elles restent « souillées » (tainted) et leur expulsion du roman est symbolique de leur statut : ce n'est qu'au bout du monde que ces réprouvées (social outcasts) peuvent se réintégrer. Moralement, Dickens se conforme à l'opinion dominante et, artistiquement, se range dans une veine picturale, littéraire, politique et musicale très prégnante au milieu du siècle. Deux exemples illustrent l'analyse : un tableau de William Holman Hunt, contemporain du roman, saisissant l'instant où la « coupable » prend conscience de son « forfait », et un air populaire de Thomas Archer, dans lequel la femme « perdue » chante et plaide son malheur,.
L'exception de Rosa Dartle
John O. Jordan consacre deux pages à cette femme elle aussi « perdue », quoique n'ayant jamais péché. La sanctification du foyer victorien, explique-t-il, dépend de l'opposition entre deux stéréotypes, l'« ange » et la « putain ». Dickens dénonce cette dichotomie restrictive en mettant en scène des femmes se situant « entre les deux ». Ainsi en est-il de Rosa Dartle, être de passion, à l'inextinguible rancœur d'avoir été trahie par Steerforth, blessure que symbolise la vibrante cicatrice de sa lèvre. Jamais elle ne se laisse assimiler par la morale dominante, refusant bec et ongles d'endosser l'habit de la femme idéale. Vengeresse jusqu'au bout, elle souhaite la mort de la P'tite Emily, à la fois nouvelle conquête et victime elle aussi du même prédateur, et n'a que mépris pour les efforts que déploie David afin de minimiser la portée de ses paroles. Aussi vertueuse que quiconque, clame-t-elle, en particulier qu'Emily, elle ne reconnaît aucune famille idéale, chacune étant moulée à la façon de sa classe sociale, ni aucune appartenance en tant que femme : elle est Rosa Dartle, telle qu'en elle-même.
Le regard que lui porte David, en revanche, est empreint de conscience de classe : pour lui, Rosa, émaciée et ardente à la fois, comme s'il y avait là incompatibilité (chapitre 20), est un être à part, mi-humain, mi-animal, au regard de lynx, au front inquisiteur, à la démarche comme aux aguets (chapitre 29), que consume un feu intérieur se reflétant dans des yeux hâves (gaunt) dont il ne reste que cette flamme (chapitre 20). En réalité, explique John O. Jordan, il lui est impossible de comprendre, voire d'imaginer toute tension sexuelle, surtout celle qui régit les rapports entre Rosa et Steerforth, ce qui, en quelque sorte, rassure sa propre innocence et protège ce qu'il appelle la « candeur » (candor) – franchise ou angélisme ? – de son récit. Aussi, l'irréductible et coléreuse marginalité de Rosa Dartle représente-t-elle une mystérieuse menace pour sa confortable et rassurante idéologie domestique.

## La manière d'écrire

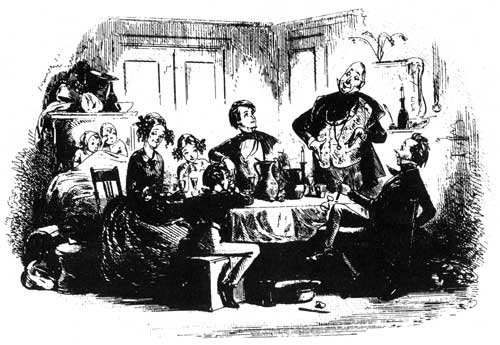
Mr Micawber prononce quelques solennelles paroles d'adieu, par Phiz.

Trevor Blount commence son introduction à l'édition Penguin Classics du roman par une synthèse de la fascination, « hypnotique » selon lui, qu'a toujours exercée Dickens auprès du public : il évoque d'abord l'abondance (copiousness), l'énergie, la vivacité et le brio (vividness and brilliance), les avenues de l'imagination (the sweep of imagination), la tendresse ; puis il se réfère à la drôlerie, au macabre, au pathétique ; il célèbre enfin la maîtrise artistique (artistic mastery) d'une spontanéité débordante, portée jusqu'à la délicatesse et la subtilité. Ce qu'il admire au premier chef, c'est la vigueur avec laquelle les personnages « surgissent » (rise) de toutes ces pages et créent un univers « fantasmagorique » vu comme avec l'intensité d'une hallucination. Se détache ainsi, dans David Copperfield, parmi beaucoup d'autres, la puissante figure d'un être pourtant faible, Mr Wilkins Micawber, formidable d'incompétence, grandiose d'irréductible optimisme, somptueux de virtuosité verbale et irrésistiblement comique de grandiloquente tendresse.

### L'ironie, principe de caractérisation
Comme l'écrit Virginia Woolf, « quand on lit Dickens, on remet en question sa géographie psychologique, [car] ses personnages n'existent pas en détail, ni avec exactitude ou véracité, mais par l'abondance d'un faisceau de remarques échevelées mais extraordinairement révélatrices » (« we remodel our psychological geography when we read Dickens [as he produces] characters who exist not in detail, not accurately or exactly, but abundantly in a cluster of wild yet extraordinarily revealing remarks »).

#### Une ironie interrogatrice
Pour autant, comme ce sera le cas dans Les Grandes Espérances en 1860, ce qui domine en David Copperfield, c'est la posture autobiographique et l'emploi de la première personne, elles-mêmes soumises à l'ironie dont Dickens ne se départ jamais. Comme l'indique l'étymologie du mot, « eirôneia », le principe même de l'ironie est d'interroger, d'arracher les masques, de révéler la crue réalité sous le vernis. Tout un arsenal se présente au service de l'ironiste, et Dickens ne se fait pas faute de l'utiliser, ou plutôt de le prêter à son narrateur, quitte à le diriger aussi à son endroit. Là diverge le procédé : vers les personnages, l'ironie se leste, selon leur catégorie, de satire ou de sentimentalisme ; vers le héros-narrateur, elle se fait à la fois indulgente et lucide, puisque, agent principal de la satire, il en est aussi, en permanence mais avec sympathie, l'objet.

#### Satire des mauvais personnages

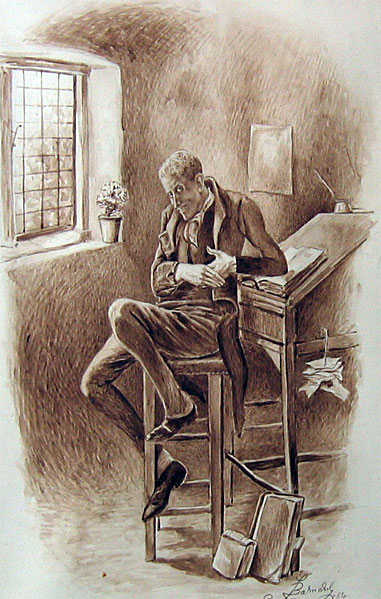
Uriah Heep, par Fred Barnard.

La caractérisation est toujours un tour de force où se déploie une panoplie de procédés récurrents : division entre les bons (les Peggotty, Dr Strong, Traddles, etc.) et les méchants (Murdstone, Steerforth, Uriah Heep, etc.), avec passage pour certains d'un état à l'autre (Betsey Trotwood, au début plus obstinée que méchante, il est vrai, Martha Endell, Creakle, etc.) ; dichotomie entre les personnalités à jamais figées (Micawber, Dora, Rosa Dartle) et celles qui évoluent (David, Mr Mell, Miss Mowcher, etc.) ; réification avec polarisation sur un maniérisme (Mr Dick, Barkis, Mrs Gummidge) ou subtile métamorphose de l'innocence à la maturité (David encore, Traddles, Sophy Crewler, etc.).
Une fois la catégorie définie, Dickens procède par le biais du portrait : nom souvent cocasse et en soi descriptif (Strong « fort », qui justement ne l'est pas, Murdstone « portant la mort en soi », Creakle « qui grince et broie », etc.) ; impact visuel d'un physique révélateur (rotondité de Micawber, corps desséché de son épouse offrant à jamais un sein stérile, immuable raideur de Betsey, tête penchée de Mr Sharp, rudesse obstinée de Dan Peggotty, silhouette diaphane de Clara Copperfield, air mutin de Dora) ; attitude boursouflée répétée à satiété (le cerf-volant que dirige Mr Dick vers les cieux, le charme insistant de James Maldon, l'obséquiosité d'Uriah Heep, Betsey martelant de ses pas la chambre de David), maniérisme immuable (le « 'umble » du même Heep, le « willin' » de Barkis, le lone lorn creetur [pauvre être seul et abandonné] de Mrs Gummidge) ; un objet (les squelettes de Traddles, la boîte secrète de Barkis) ; une image (ce serpent qu'est Heep, la rigidité métallique de Murdstone) ; l'adéquation avec l'environnement, moins citadin que dans d'autres romans, plus campagnard et surtout maritime : outre les Peggotty, hommes de la mer dont la demeure est une coque retournée, Mr Micawber s'en va à Plymouth sur la côte sud après la prison et apparaît en dernier lieu à bord d'un steamer, David lui-même est lié à Yarmouth, la tante Betsey s'installe à Douvres. En fait, Londres est surtout le lieu du malheur, où sévit le noir entrepôt de Murdstone et Grinby. Comme l'écrit Alain sur la capitale, mais son propos peut aussi s'appliquer aux autres localisations : « Partout où Dickens évoque un personnage, il fonde pour toujours une cellule […] qui ne cesse de se multiplier à mesure qu’on découvre des habitants ; l’impression de nature est alors si forte qu’on ne peut refuser ces êtres ; il faut les suivre, ce qui est mieux que les pardonner. L’atmosphère Dickens, qui ne ressemble à aucune autre, vient de cette sécrétion de l’habitation par l’habitant […] [Il y a là] un décor qui donne le sentiment de l'existence, avec une adhérence remarquable des maisons aux personnages. »

#### L'humour indulgent pour les bons

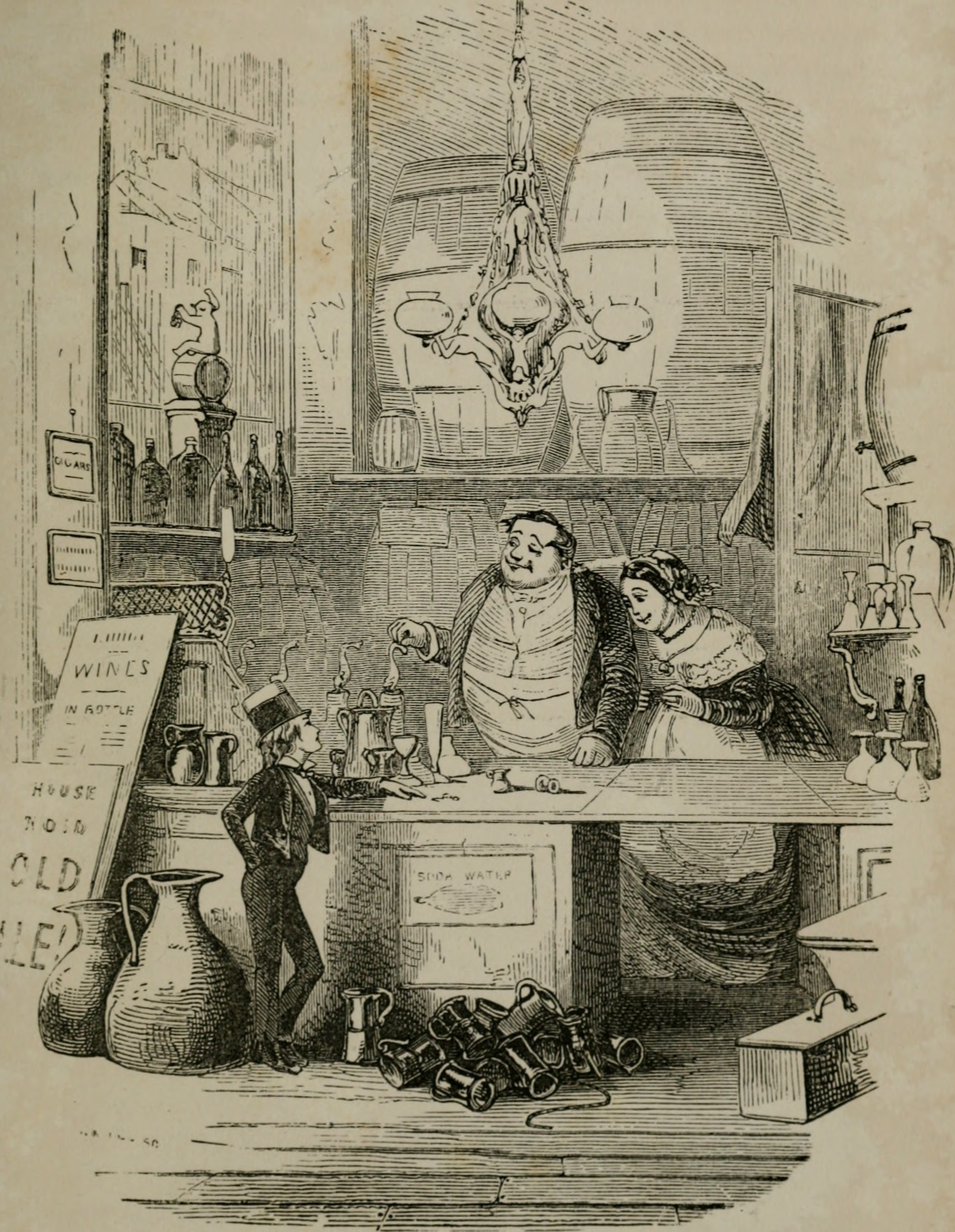
La somptueuse commande dans le pub, par Phiz.

Les bons personnages bénéficient du même traitement mais un discret sentimentalisme remplace la férocité satirique. C'est une habitude chez Dickens, mais renforcée ici par le fait que ces êtres, touchant de près le narrateur, membres de sa famille ou amis proches, à lui dévoués et se sacrifiant pour son bonheur, sont « traités » par le bénéficiaire en personne. D'où l'indulgence d'emblée acquise, ne frôlant qu'à peine la sphère du pathos victorien, puisque, envers eux comme envers lui-même dont le prisme personnel est censé filtrer l'information, prévaut l'humour et non plus l'esprit, la complicité aimante plutôt que le trait dévastateur. Bien sûr, il est le premier à recevoir de tels égards, particulièrement dans la section dévolue à sa petite enfance perdue au fond de la solitude londonienne après avoir été châtié par Mr Murdstone.
À ce propos, Michael Hollington analyse une scène du chapitre 11 qui lui paraît emblématique de la situation et aussi de la tonalité du récit : il s'agit de l'épisode où le très jeune David commande un pichet de la meilleure bière dans un pub « pour humidifier ce que j'avais eu pour le dîner » (« to moisten what I had had for dinner »). Si la mémoire a retenu l'image de la scène, vivante au point que le narrateur se voit comme de l'extérieur, elle en a oublié la date exacte (l'anniversaire du garçonnet), valve de sécurité, écrit Michael Hollington, oblitérant la partie ulcérée de la blessure. Au-delà de l'admiration suscitée pour la chutzpah du petit enfant donnant le change et passant sa commande avec l'assurance d'un vieil habitué, le passage « témoigne du travail de la mémoire, transfigurant le moment en un véritable mythe ». Le ton se fait nostalgique car, en définitive, l'épilogue est un vrai moment de grâce : la femme du tenancier, en rendant son argent à l'enfant, dépose sur son front un cadeau devenu d'une extrême rareté, un baiser, « fait pour moitié d'admiration et pour moitié de compassion » (« half admiring and half compassionate »), mais surtout empreint de bonté et de féminité ; du moins, ajoute le narrateur comme un tendre et précieux rappel, « je le pense » (« I am sure »).

### La théâtralité

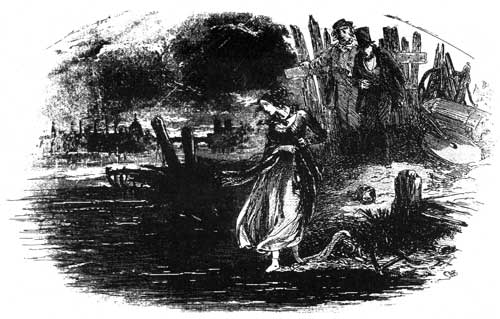
Martha au bord de la rivière, par Phiz.

S'ajoute au caractère essentiellement visuel, et même cinématique, de ces descriptions, poursuit Trevor Blount, la théâtralité parfois appuyée de certaines scènes : ainsi, le cri de Martha au bord de la rivière relève du plus pur mélodrame victorien, tout comme la confrontation au chapitre 32 entre Mr Peggotty et Mrs Steerforth :
| « Je ne justifie rien. Je n’accuse personne, mais je suis fâchée d’être obligée de répéter que c’est impraticable. Un mariage pareil détruirait sans retour tout l’avenir de mon fils. Cela ne se peut pas, et cela ne se fera pas : rien n’est plus certain. S'il y a quelque autre compensation…. » | « I justify nothing, I make no counter-accusations. But I am sorry to repeat, it is impossible. Such a marriage would irretrievably blight my son's carreer, and ruin his prospects. Nothing is more certain than that, it never can take place, and never will. If there is any other compensation —. » |  |

Semblable langage, écrit Trevor Blount, aussi raidi et convenu qu'il soit, est fait pour être dit à haute voix, tant apparaît alors son impact rhétorique. Bien d'autres scènes utilisent le même procédé : Micawber franchissant le seuil de Heep en train de harceler David au chapitre 17, l'apparition glaçante de Littimer au beau milieu de la fête chez David au chapitre 27, etc., le clou de cette panoplie restant la tempête au large de Yarmouth, épilogue des menaçantes références à la mer précédemment jetées çà et là comme des leitmotive, pour laquelle Dickens fait montre, au chapitre 55, de sa plus tumultueuse virtuosité.

### Le symbolisme
D'après Henri Suhamy, « le symbolisme de Dickens consiste à donner de la signification à des détails physiques, dont la constante répétition, tels d'immuables leitmotive, contribue à approfondir leur sens emblématique » (« Dickens's symbolism consists in giving significance to physical details […] The constant repetition of these details […], like inalterable leitmotives […] contributes to deepen their emblematic significance »). Pris dans cette acception, le symbolisme inclut les personnages, l'histoire elle-même et, de façon plus saillante, certains de ses motifs, lieux ou objets.
Faire la part du réalisme et du symbolisme lorsqu'il est, par exemple, question de la prison, est délicat : lieu d'enfermement bien réel pour la famille Micawber, comme pour les Dorrit dans La Petite Dorrit ou pour les forçats dans Les Grandes Espérances, elle est aussi symbole de la mutilation que s'inflige une société malade, incarcérée dans ses scléroses, agrégat informe d'individus murés en eux-mêmes. Un autre motif constitutif de l'histoire est le voyage, une fuite le plus souvent pour échapper à un esclavage, ou alors un désastre, comme lorsque David emmène Steerforth à Yarmouth, mais aussi le cheminement du pèlerin de la vie en route de l'innocence à l'expérience. Sur cette palette se trouvent également l'enfer et le paradis, paradis bientôt perdu de la petite enfance, enfer de la solitude miséreuse de la capitale, paradis retrouvé avec Tante Betsey Trotwood, paradis (ou purgatoire ?) tronqué avec Dora, paradis regagné avec Agnes, et pour bien des malheureux de cette fiction, paradis promis du baume australien.
Clairement symbolique, en revanche, est la beauté physique, emblématique du bien moral : Clara, la mère si aimée, est une ravissante jeune femme ; Uriah Heep, Mr Creakle et Mr Murdstone ont la laideur seyant à leur vilenie. Certes, le récit est conté par un héros ayant bénéficié de l'amour de l'une et pâti des violences des autres, mais Steerforth, ce demi-dieu aux yeux de David, est peu à peu l'objet des piques de l'auteur ou de l'illustrateur, et, à ceux du lecteur, sa prestance naturelle, tel le futur portrait de Dorian Gray, se ternit au rythme de ses turpitudes.
Trois symboles, aussi, s'imposent d'emblée : la mer, les fleurs, le cerf-volant de Mr Dick. La mystérieuse puissance de la mer est presque toujours associée à la mort : elle a pris le père d'Emily ; elle prendra Ham et Steerforth. De ce dernier, il ne reste rien que son corps rejeté comme un débris, signifiant à David que son adoration n'était que vacuité morale. La formidable tempête coïncide avec le moment où les conflits ont atteint un seuil critique, comme si la nature en colère appelait à une imminente résolution. À l'inverse, les fleurs symbolisent l'innocence : David est Daisy (« Pâquerette ») pour Steerforth, tant il lui paraît naïf et pur ; Dora peint constamment des bouquets ; et lorsque la maison Wickfield a été purgée de Heep, les fleurs reviennent dans le salon. Le cerf-volant de Mr Dick, quant à lui, énorme et pointant vers les cieux, dit à quel point le personnage est hors et au-dessus de la société, immunisé contre toute hiérarchie. C'est à ce titre, à l'image de son jouet qui l'apaise et le réjouit, qu'il réussit à panser les blessures, à restaurer la paix, là où les autres sans exception ont échoué.

### La poésie du «je»
Harry Stone voit dans David Copperfield « l'exemple même de la maîtrise qu'a Dickens de l'art du conte de fées » (« the exemplar of Dickens's mastery of his fairy-tale art »), et Adrienne E. Gavin ajoute que « la magie de l'imagination et de la mémoire est le moteur du récit de David » (« the magic of imagination and memory drives David's narrative »). Conte de fées, magie : tel est le résultat, écrit Garrett Stewart, de la nostalgique subjectivité inhérente à la posture autobiographique. Ici, le « je » est « de bout en bout porté par la complicité de la diction et de la syntaxe » (« the "I" […] is carried through to the end by the complicity of diction and syntax »). Complicité visant la décantation, simplicité si absolue qu'elle atteint au « panache » (flamboyance) : ainsi, à la fin du récit, l'incantation de David : 
« And now, as I close my task, subduing my desire to linger yet, these faces fade away. But one face, shining on me like a Heavenly light by which I see all other objects, is above them and beyond them all. And that remains. I turn my head, and see it, in its beautiful serenity, beside me. My lamp burns low, and I have written far into the night; but the dear presence, without which I were nothing, bears me company. O Agnes, O my soul, so may thy face be by me when I close my life indeed; so may I, when realities are melting from me, like the shadows which I now dismiss, still find thee near me, pointing upward! »
« Et maintenant, au moment de finir ma tâche, j’ai peine à m’arracher à mes souvenirs, mais il le faut ; toutes ces figures s’effacent et disparaissent. Pourtant il y en a une, une seule, qui brille au-dessus de moi comme une lueur céleste, qui illumine tous les autres objets à mes yeux, et les domine tous. Celle-là, elle me reste. Je tourne la tête et je la vois à côté de moi, dans sa beauté sereine. Ma lampe va s’éteindre, j’ai travaillé si tard cette nuit ; mais la chère image, sans laquelle je ne serais rien, me tient fidèlement compagnie. Ô Agnès, ô mon âme, puisse cette image, toujours présente, être ainsi près de moi quand je serai arrivé, à mon tour, au terme de ma vie ! Puissé-je, quand la réalité s’évanouira à mes yeux, comme ses ombres vaporeuses dont mon imagination se sépare volontairement en ce moment, te retrouver encore près de mol, le doigt levé pour me montrer le ciel. »
Outre le jeu, dans la dernière phrase, sur « vie » (life), à la fois biologique et graphique, dans ce découpage comme aux ciseaux (clipped diction), les fragments ajoutés les uns aux autres s'agrègent sous la pression, certes de l'émotion, mais aussi de la proximité phonologique. Les échos de la mémoire ruissellent de chaque mot, relayés par des sonorités douces et comme apaisées, allitérations liquides, consonnes sans piquant, diphtongues généreuses réitérées (eɪ) dans faces fade away, but one face, remains, may, face, may ; əʊ tout au long (close, low, O, O, so, close, so, shadows), voyelles fondantes, intonation soutenue par des tons statiques répétés (face, one, shining, that, turn, see, lamp, I, dear, etc.) et des chutes mélodiques descendantes (fade away, beyond them all, remains, etc.), même dans la prière finale (close my life, find thee near me), pourtant invocatrice (O Agnes, O my soul) et exclamative (pointing upwards!).[réf. souhaitée]
Cette fin du roman ressemble à son début : même succession de phrases courtes, même usage du présent historique, mêmes cadences, même « ellipse » (ellipsis) d'une syntaxe a minima. Là comme ici, et comme partout dans ce récit de soi, dominent la poésie du passé perdu puis retrouvé, et la musique du souvenir, ce que Georges Gusdorf appelle « ce charme, cette incantation que [la mémoire] exerce sur nous ».

## Adaptations deDavid Copperfield
(liste non exhaustive)
Malcom Morley, cité par Paul Davis, écrit qu'après Oliver Twist et Le Grillon du foyer, David Copperfield est le roman de Dickens qui a inspiré le plus d'adaptations.

### Au cinéma
David Copperfield a particulièrement inspiré les réalisateurs. Sept films muets ont été réalisés au début du XXe siècle, dont le David Copperfield de Theodore Marston en 1911 et celui de A. W. Sandberg en 1922. En 1913, le David Copperfield de Thomas Bentley est, avec une durée de 67 minutes, le plus long film sorti en Angleterre.
Une réussite est à signaler en 1935, le David Copperfield de David O. Selznick pour la MGM, réalisé par George Cukor, avec Freddie Bartholomew en David enfant, Edna May Oliver en Tante Betsey, W. C. Fields en Micawber, Basil Rathbone en Murdstone et Maureen O'Sullivan en Dora. Autre réalisation notoire (en), celle de Delbert Mann en 1969 pour la 20th Century Fox, avec Edith Evans en Tante Betsey, Susan Hampshire en Agnes, Laurence Olivier en Mr Creakle, Michael Redgrave en Daniel Peggotty, Emlyn Williams en Mr Dick et Ralph Richardson en Micawber,.
Une version plus récente (en) a été réalisée aux États-Unis par Peter Medak en 2000 ; a aussi été annoncée une production de Peter Howitt.
The Personal History of David Copperfield : film de 2019 d'Armando Iannucci, avec Dev Patel, Aneurin Barnard, Peter Capaldi.

### À la télévision
La BBC a produit de nombreuses adaptations télévisuelles du roman : une série britannique en treize épisodes de Stuart Burge (scénario de Vincent Tilsey) en 1956 ; une autre de Joan Craft (scénario de Vincent Tilsley) en 1966 ; celle, en six parties, du même Joan Craft sur un scénario de Hugh Whitemore, réalisée en 1974 ; une en dix épisodes de Barry Letts (scénario de James Andrew Hall) diffusée en 1986 ; un nouveau téléfilm dû à Simon Curtis en 1999 avec Daniel Radcliffe dans le rôle titre.
En 1965, la télévision française (ORTF) diffuse une adaptation dans la série produite par Claude Santelli : Le Théâtre de la jeunesse. D'une durée de 2 heures, le programme est réalisé par Maurice Cazeneuve.
Une adaptation brésilienne date de 1958. Pour la RAI, Anton Giulio Majano a produit un premier David Copperfield en 1965, et Ambrogio Lo Giudice, un autre David Copperfield en 2009,.
Il existe aussi une adaptation américaine de 1954, une autre venue d'Australie en 1985 et quelques adaptations françaises, parmi lesquelles se détache, en 1965, celle de Marcel Cravenne, sur un scénario de Claude Santelli,.

### Au théâtre
Vingt-cinq pièces ont été produites pendant les seules années 1850 : la première, Born with a Caul de George Almar, très libre, avant même que ne prenne fin la série des publications mensuelles. Plus tard dans la période victorienne, le Little Em'ly (1869) d'Andrew Halliday a servi de modèle pour bien d'autres productions qui, à son exemple, mettent en scène la seule histoire de la P'tite Emily. Le XXe siècle a privilégié Mr Micawber dont la truculence oratoire fait merveille sur les planches. Ainsi, il est la vedette de l'adaptation de Louis Napoleon Parker en 1914, restée célèbre pour le double rôle incarné par Sir Herbert Beerbohm, Mr Micawber et Daniel Peggotty. Un certain Williams est devenu célèbre avec son spectacle en solo de personnages dickensiens, dont Uriah Heep.
La France n'est pas en reste avec, entre autres, David Copperfield, adaptation de Max Maurey, mise en scène d'André Antoine (8 novembre 1911, Théâtre national de l'Odéon), le David Copperfield du Théâtre du Campagnol (mise en scène de Jean-Claude Penchenat en 1977) et (Mon) Copperfield de Dominique Sarrazin.

### À la radio
Une série radiophonique de neuf heures a été produite et diffusée par la BBC en 1994, avec un ensemble de six cassettes disponibles pour le public. Parmi les voix célèbres qu'elle présente, figurent celles de Miriam Margolyes (Tante Betsey), Timothy Spall (Ham) et Gary Cady (David Copperfield).

### Film d’animation, dessins animés et bandes dessinées

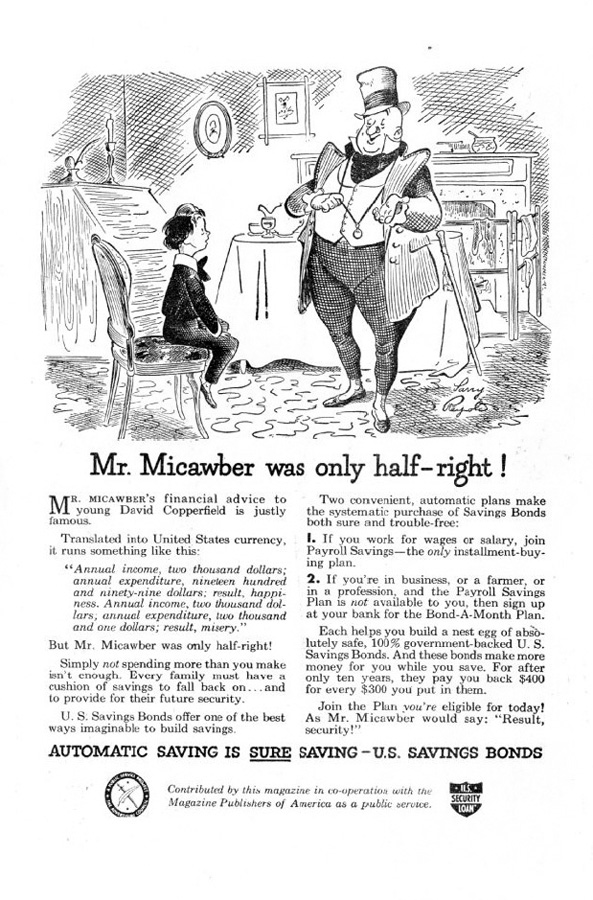
« Mr Micawber n'a qu'à moitié raison ! » (1935, par Rulah).

Le roman a inspiré de nombreux dessinateurs, même des publicitaires, et plusieurs créateurs de dessins animés : la société Burbank Films Australia avec le téléfilm David Copperfield réalisé en 1983, Don Arioli en 1993 avec un David Copperfield réalisé pour Canal J VOD au Canada. En septembre de l'année suivante, c'est au tour de TF1 de réaliser une production portant le même titre. En 2005, a paru chez Adventi un David Copperfield Dessin animé, collection Les Grands Auteurs.
En France, deux ouvrages de bandes dessinées sont à signaler : David Copperfield, SPE (société parisienne d'édition), collection « Les Grandes Aventures » (no 27) et David Copperfield, Je bouquine (no 1), mars 1984.

### Divers
- Selon Georges Garnier, « David Copperfield est unanimement reconnu comme un classique de la littérature anglaise »[201]. Aussi, nombre d'ouvrages postérieurs y font-ils allusion : David Copperfield est lu par Montag dans le film Fahrenheit 451 de François Truffaut, récité à voix haute par Melanie Hamilton dans Autant en emporte le vent, et dans la série télévisée Boardwalk Empire, le personnage de Chulky White en lit un passage (saison 2, épisode 2).
- L'illusionniste David Seth Kotkin a pris comme nom de scène « David Copperfield » en hommage au héros de Dickens.
- Il existe un groupe musical de rock britannique nommé « Uriah Heep », d'après le personnage du roman[202].

## Éditions deDavid Copperfield
(liste non exhaustive)
Éditions françaises
- Charles Dickens (trad. Jean-Marie Chopin), David Copperfield, Paris, Passard, 1851-1852[1].
- Charles Dickens (trad. Amédée Pichot), Le neveu de ma tante, Paris, 1851 et Souvenirs de David Copperfield, Bruxelles, Lebègue.
- Charles Dickens (trad. Paul Lorain), David Copperfield, t. 1 et 2, Paris, Hachette et Cie, 1894 (1re éd. 1862), 472 et 465 p.
- Charles Dickens (trad. M. Lacape), David Copperfield, Paris, Bourrelier-Chimènes, 1932.
- Charles Dickens (trad. Madeleine Mélèse), David Copperfield, Paris, Hatier, 1932.
- Charles Dickens (trad. Marion Gilbert et Madeleine Duvivier), David Copperfield, Paris, A. Fayard, 1933.
- Charles Dickens (trad. Charlotte et Marie-Louise Pressoir), David Copperfield, Paris, Hachette et Cie, 1934.
- Charles Dickens (trad. A. Canaux), David Copperfield, Tours, Mame, 1936.
- Charles Dickens (trad. Antonine Coullet-Tessier), David Copperfield, Paris, S.E.P.E., 1949.
- Charles Dickens (trad. Geneviève Meker), David Copperfield, Paris, Éditions G.P., 1952.
- Charles Dickens (trad. Madeleine Rossel, André Parreaux, Lucien Guitard et Pierre Leyris), Œuvres : 1.Souvenirs intimes de David Copperfield. 2.De grandes espérances, Paris, Gallimard, coll. « Bibliothèque de la Pléiade », 1982 (1re éd. 1954), 1518 p. (avec Les Grandes Espérances)  (ISBN 978-2070101672)[203].
- Charles Dickens (trad. Lucienne Molitor), David Copperfield, Verviers, Gérard et Cie, 1962, 2 volumes.
- Charles Dickens (trad. Sylvère Monod), David Copperfield, Garnier Classiques, 1978, 2 volumes.

Éditions anglaises
- (en) Charles Dickens, David Copperfield, Londres, Penguin Books, 1985, 957 p. (ISBN 0-14-043008-3), introduction et notes par Trevor Blount.
- (en) Charles Dickens, David Copperfield, Londres, Wordsworth Classics, 1999, 711 p. (ISBN 1-85326-024-X), introduction et notes par Adrienne E. Gavin, édition de référence.